# Доходные дома Киева
Киевские доходные дома — многоквартирные жилые дома, предназначенные для сдачи квартир в аренду. По подсчетам исследователей, на рубеже XIX—XX веков в Киеве возвели около 850 доходных домов.
Владельцами доходных домов были частные лица, состоятельные архитекторы, коммерческие и благотворительные общества, учебные заведения, сиротские приюты, монастыри и иные учреждения, которые стремились получить стабильный источник прибыли.
Подавляющее большинство доходных домов в Киеве поставлено на учёт памятников архитектуры. Часть памятников уничтожена.

## История

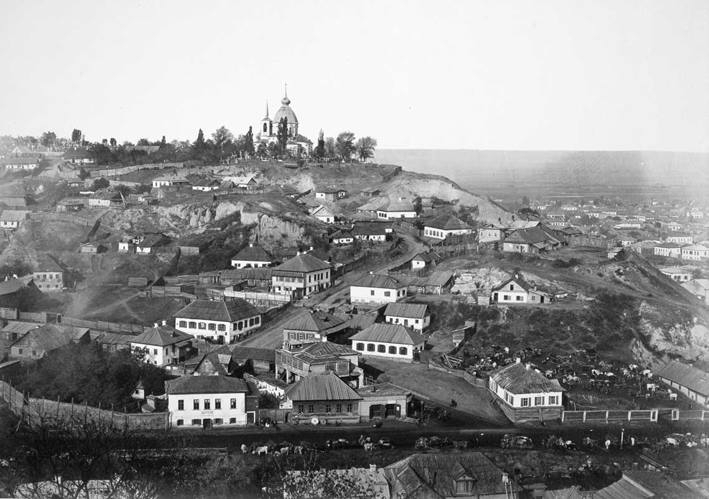
Церковь и побеленные по украинским традициям дома — типичный пейзаж Киева XIX века. Гора Щекавица

В начале XIX века общий вид Киева формировали церкви, монастыри и оштукатуренные и побеленные по старым украинским традициям одно — или двухэтажные дома.
В 1830-х годах архитекторы Викентий Беретти, Людвик Станзани и инженер Л. Шмегельский составили генеральный план Киева. Дальнейшее развитие города предусматривалось в районах Новой Застройки, Лукьяновки и Куреневки и в направлении Святошина. В то же время к концу XIX века подавляющую часть застройки составляли деревянные здания. Так, в 1856 году из 4873 домов только 361, или 7 %, — каменицы. В 1871—1873 годах было возведено 117 новых каменных домов, преимущественно особняков, одноэтажных и двухэтажных домов.
Со второй трети XIX века киевские власти предоставляли застройщикам землю (сначала бесплатно) при условии, что собственник в течение трех лет со дня заключения соглашения о продаже застроит участок, иначе её отбирали.

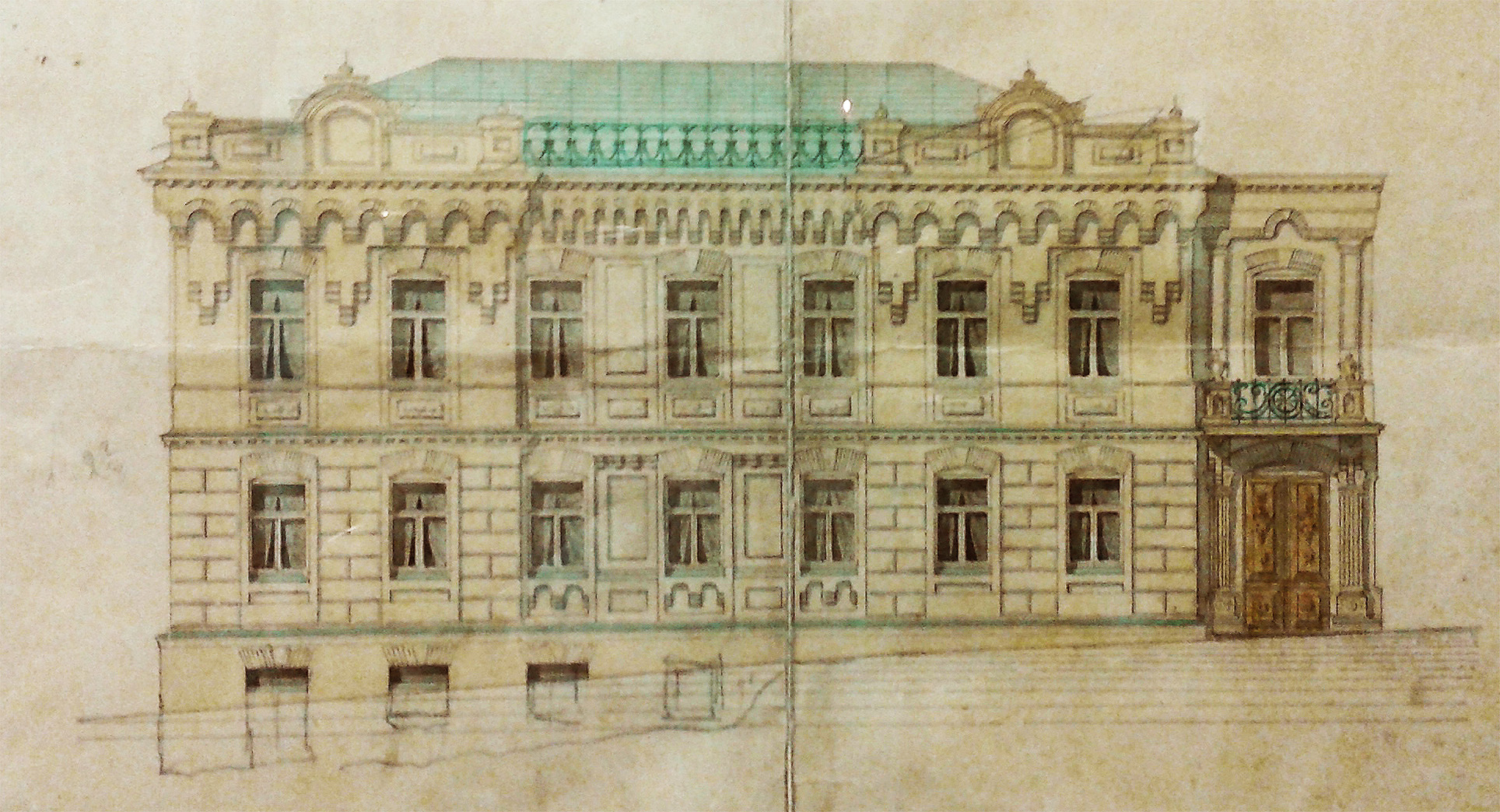
Дом Листовничего на Андреевском спуске, 13 (1888)

Улицы застраивали особняками, возводившимися в 1830—1850-х годах по индивидуальным проектам, и доходными домами, сооруженными в 1860—1910-х годах по типовым проектам для получения прибыли от проданных или сдаваемых в аренду квартир. Самым типичным домом из первых доходных домов в Киеве был двухэтажный Дом Листовничего на Андреевском спуске, 13, возведённый в 1888 году по проекту киевского архитектора Николая Горденина по заказу жены киевского купца Веры Литошенко.
Каменица была с боковой парадной лестницей и застекленной галереей. В доме было всего две квартиры (по одной на этаже) и лавка с квартирой. Сдавалась лучшая квартира из семи комнат на втором этаже и лавка с квартирой. А владельцы дома жили в пятикомнатной квартире на первом этаже.
В то же время появляются пока одиночные трехэтажные дома, как например, флигель 1878 года архитектора Павла Спарро на Костельной, 4 (не сохранился) и жилой дом 1880 года на Большой Житомирской, 34.
Бурное развитие промышленности, прежде всего сахарной, железнодорожного и водного транспорта, проведение ежегодных киевских контрактовых ярмарок увеличение населения города способствовали интенсивному развитию Киева.
Городским строительством руководил строительный отдел городской управы. В его состав входили архитектор, инженер, землемер, которые составляли и рассматривали проекты, сметы, давали разрешение на строительство, проверяли выполнение строительных требований и отчёты о строительстве. После подписания главой строительного отделения решения о строительстве проекты домов согласовывала городская дума.

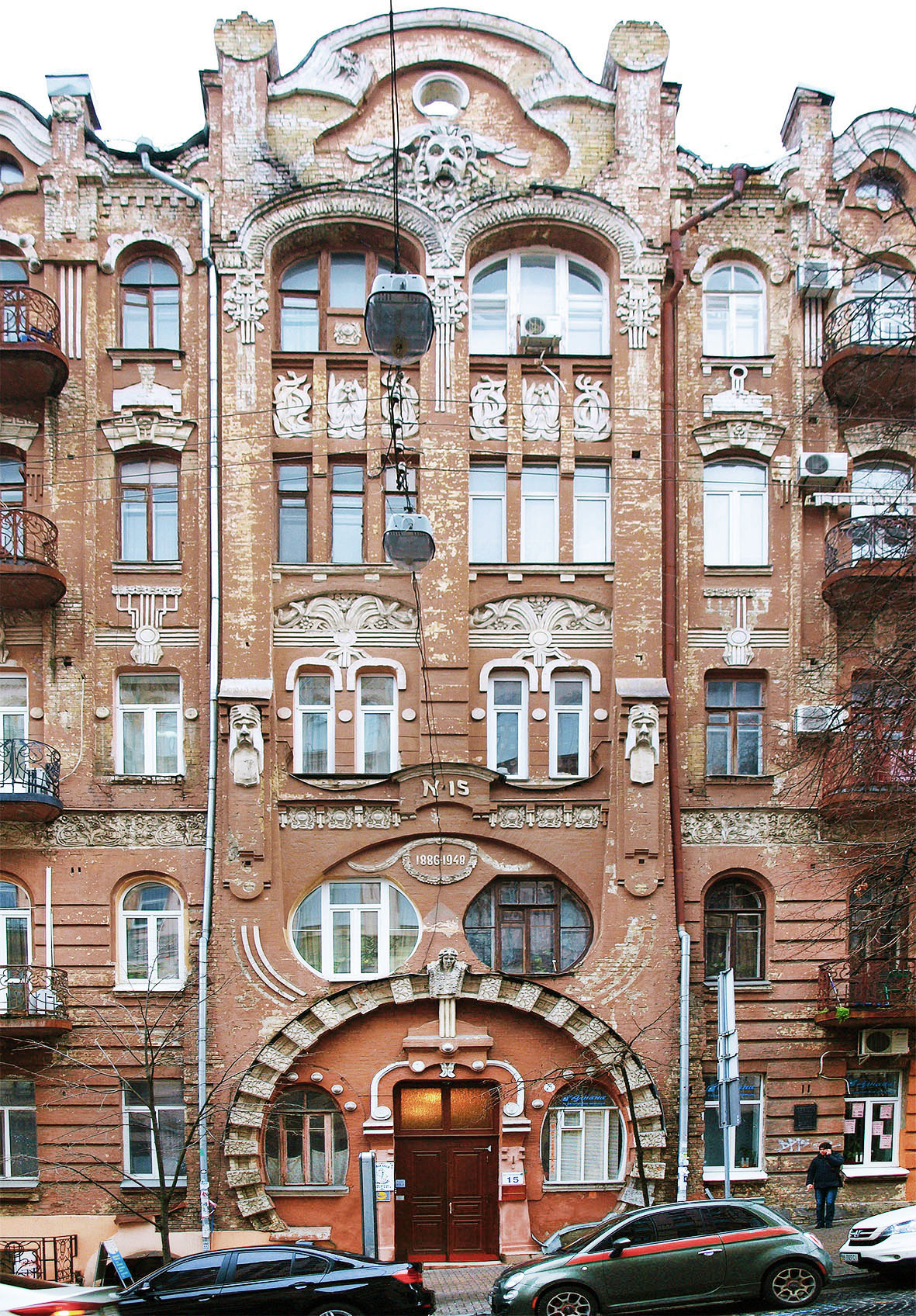
Дом барона Гессельбейна. Киевский Париж

С середины 1890-х годов Киев охватил строительный бум. Предприниматели вкладывали капитал в жилищное строительство. В то же время из-за роста цен доходные дома возводили с привлечением средств Киевского городского кредитного общества или за счет совместного финансирования. В конце XIX века в Киеве массово появляются доходные дома, большие многоэтажные и многоквартирные сооружения, которые становятся хорошим источником прибыли. В 1897 году каменицы уже составляют 20 % всех киевских сооружений.
В 1895—1896 годах через бывшую усадьбу Меринга проложили четыре новые улицы — Николаевскую (сейчас Городецкого), Ольгинскую, Меринговскую (Заньковецкой) и Новую (Станиславского), а на месте бывшего пруда распланировали Николаевскую площадь (сейчас площадь Ивана Франко). Эта местность, которую быстро застраивали изысканными пяти-и шестиэтажными доходными домами в стилях модерна, неоренессанса, необарокко и неоготики по проектам архитекторов Георгия Шлейфера, Эдуарда Фердинанда Брадтмана, Владислава Городецкого, Мартина Клуга, получила название «Киевский Париж».
Во время прокладки улиц через усадьбу Меринга местность сравняли, а около 175 тыс. м³ снятого грунта использовали для засыпки Афанасьевского яра. По самому оврагу пролегла Святославская улица (теперь улица Липинского).
Среди самых известных доходных домов — Дом с химерами, дома на улице Городецкого (архитекторы Георгий Шлейфер, Эдуард-Фердинанд Брадтман, Владислав Городецкий), Дом Сироткина, Дом Подгорского, Замок Ричарда, Дом Икскюль-Гильденбанда, Дом Мороза на Владимирской, 61/11.
В 1901—1912 годах самым высоким жилым сооружением Украины был Дом Гинзбурга. Дом возвели в 1900—1901 годах. Фасад здания украшали многочисленные скульптуры в античном стиле. Здание имело 21 балкон. На его крыше было 5 деревянных башен. В доме была устроена парадная мраморная лестница со свитой оградой и дубовыми перилами, стены покрыты художественной росписью и лепниной.

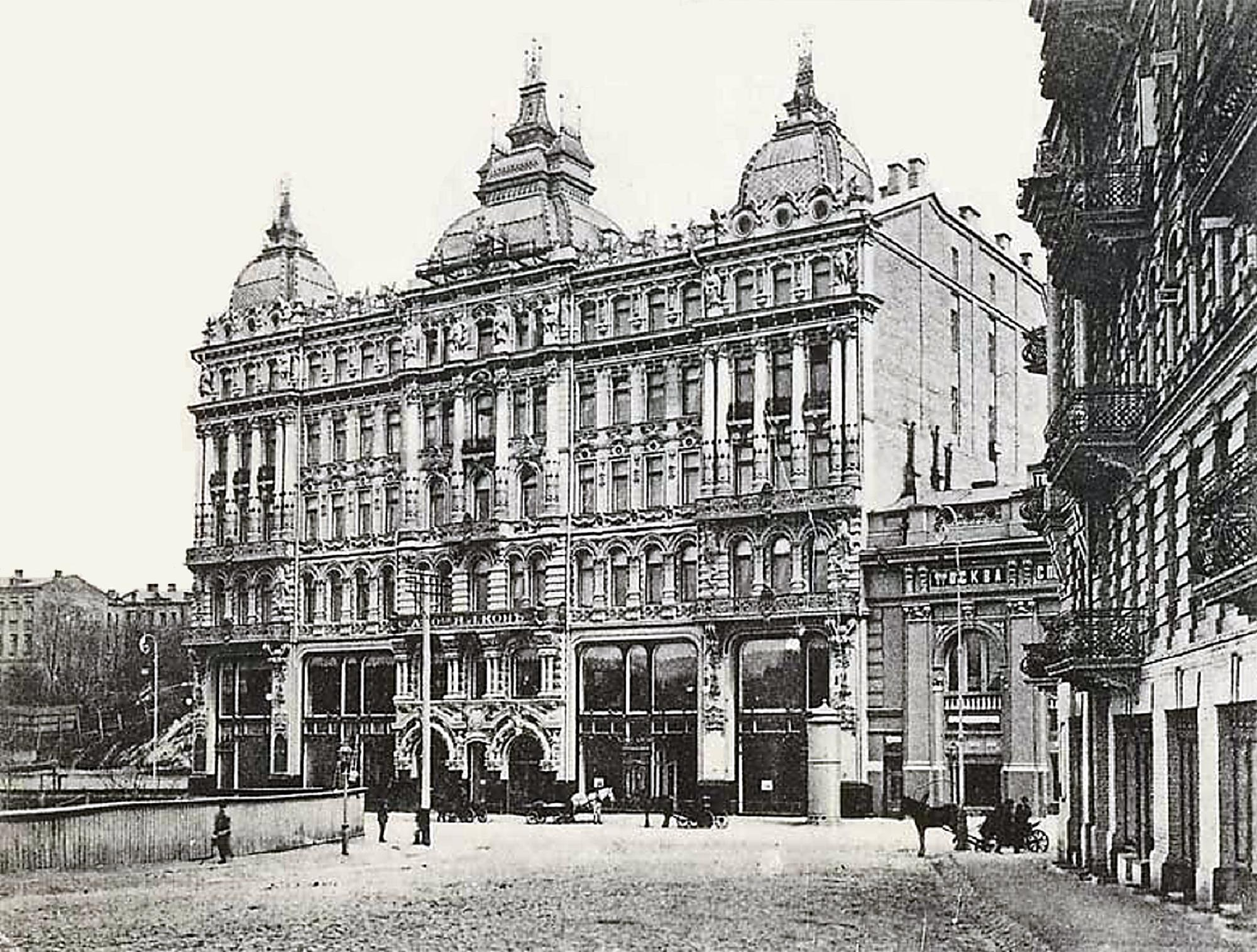
Дом Гинзбурга (1901)
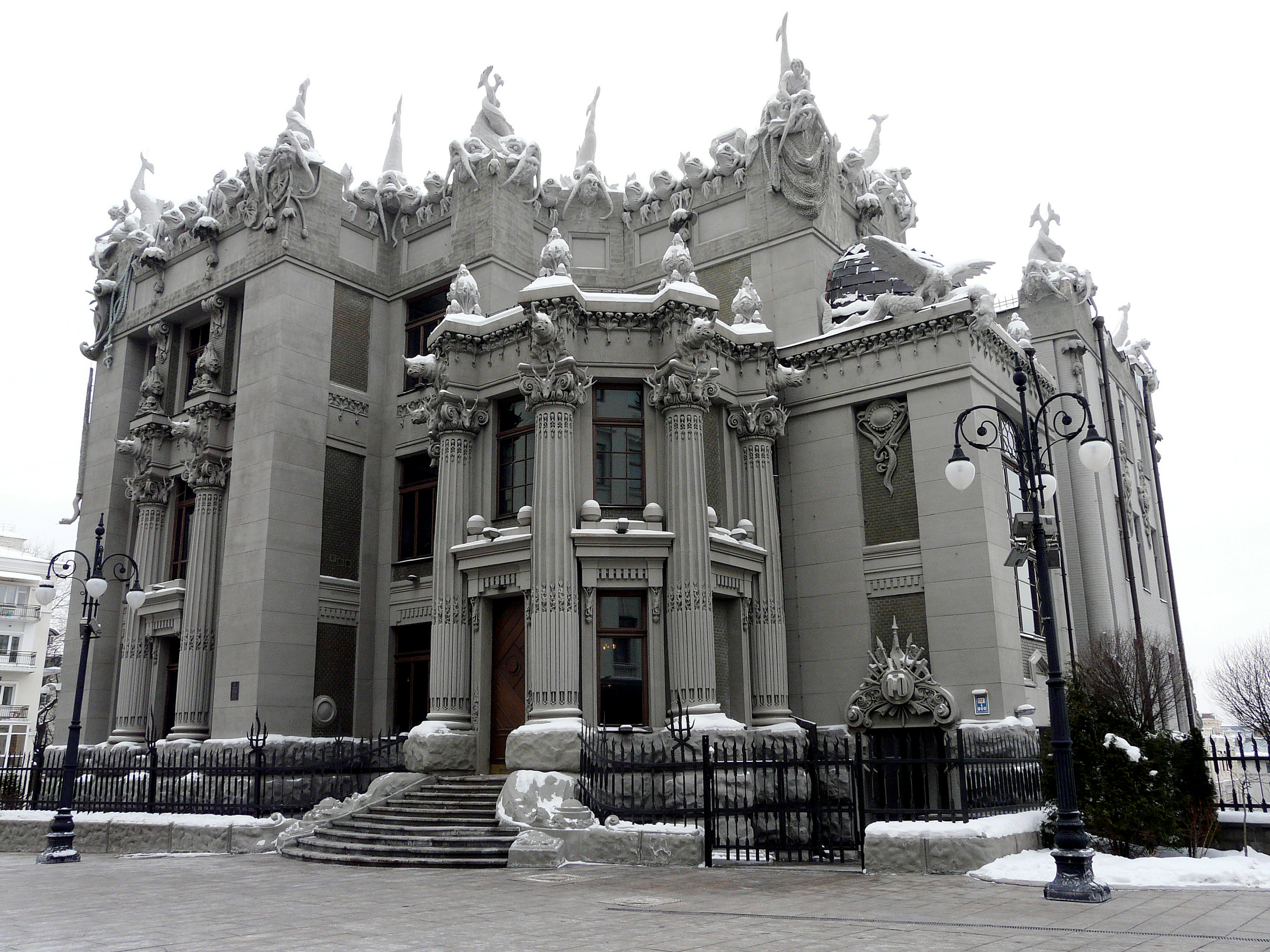
Дом с химерами (1903)
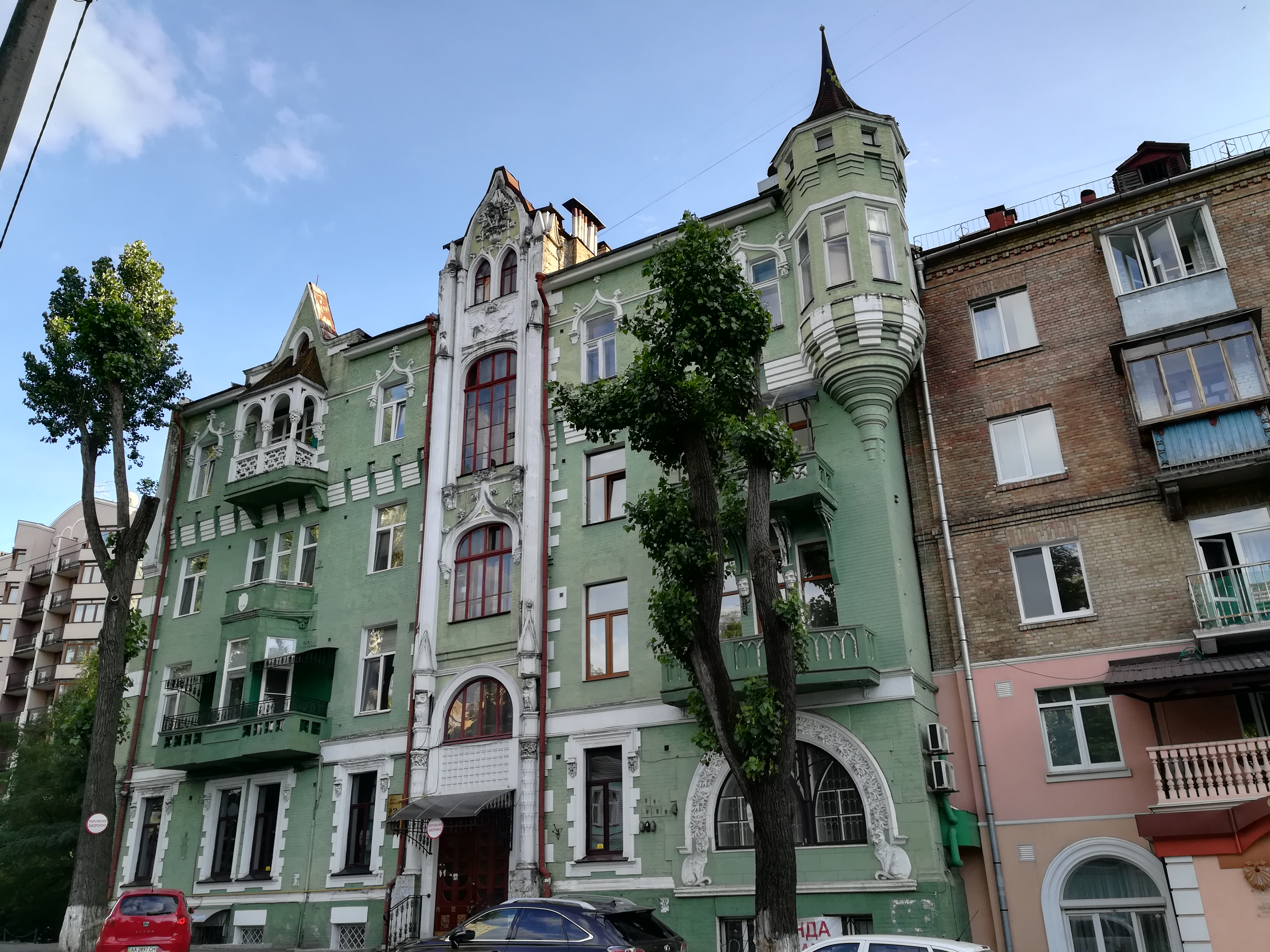
Дом с котами (1909)
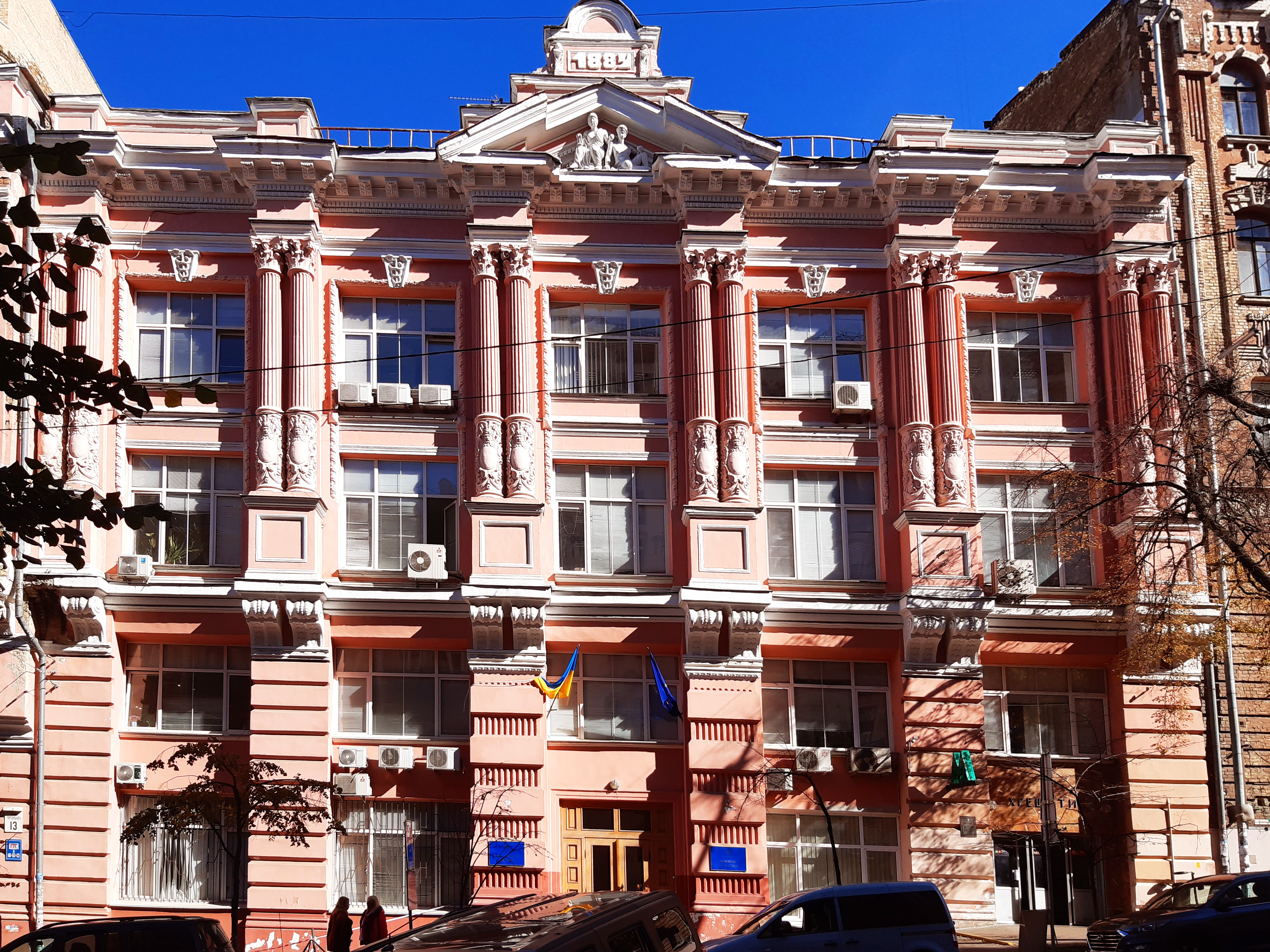
Дом Иосифа Кимаера

Часть памятников была потеряна в результате войн, перестройки центра города на протяжении ХХ столетия и хаотичной, неконтролируемой застройки на рубеже ХХ—ХХІ столетий. Некоторые сооружения, такие как Дом Вертипороха, находятся на грани исчезновения.

## Архитектурные стили

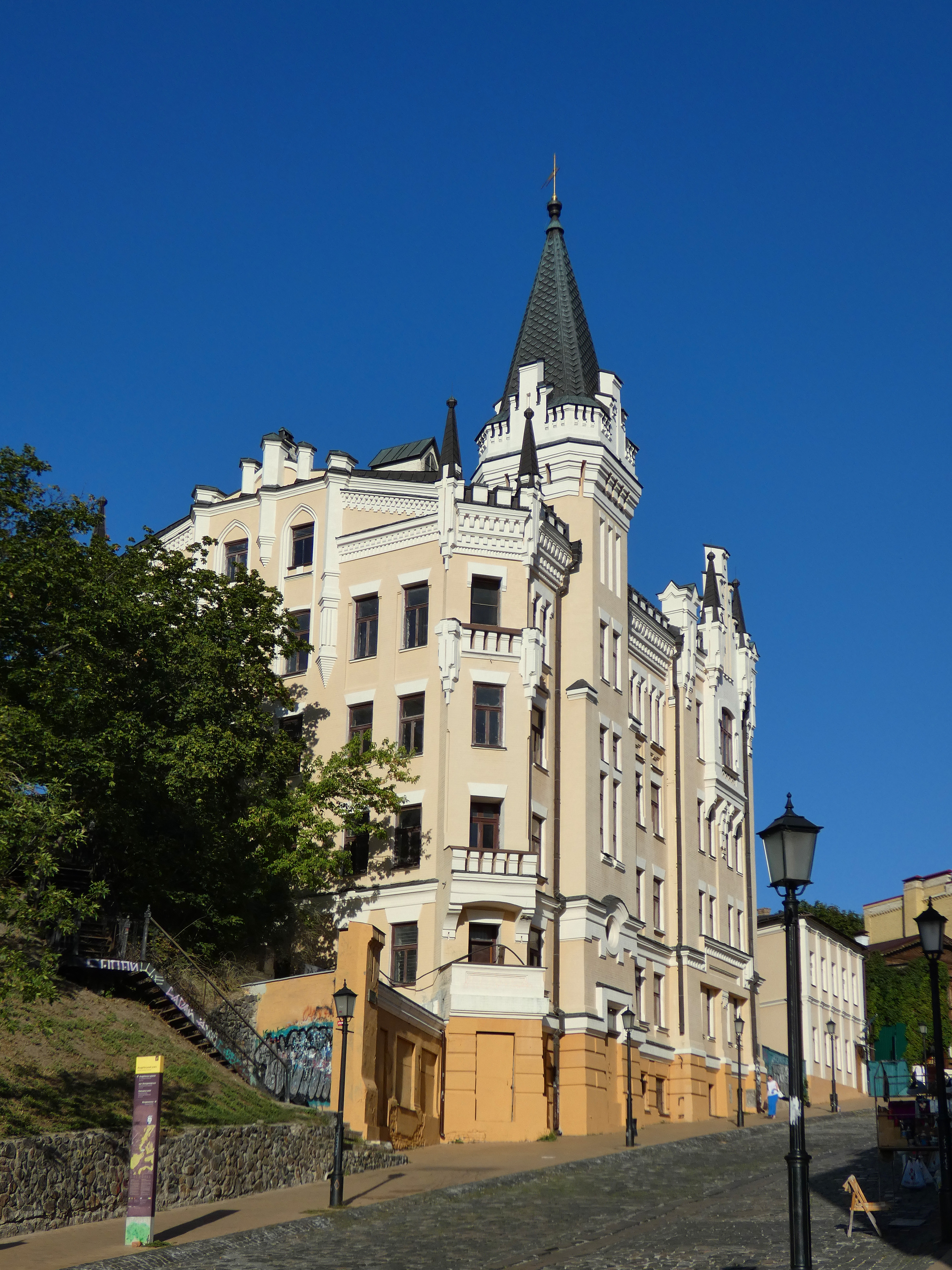
Замок Ричарда

В 1830—1840-х годах в Европе получил распространение определённый тип архитектуры доходных домов. Декоративное архитектурное оформление получал лишь парадный фасад, выходивший на улицу.

### Неоготика
Общий интерес формами неоготики в Киеве вызвала архитектура новой Киевской крепости (1831—1861). Готика вновь появилась на рубеже XIX—XX веков. В эпоху увлечения историческими стилями в Киеве был построен изысканный неоготический Николаевский костел архитектора Владислава Городецкого. В это же время сооружают также ряд доходных домов в неоготическом стиле, которыми восторгалась публика: Замок Ричарда на Андреевском спуске, 15 (1902); Дом с котами на Гоголевской, 23, архитектора Владимира Бессмертного (1909); Меринговская (Заньковецкой), 6 (1914); дом с башенками на Бибиковском бульваре, 31 (1903); Верхний Вал, 4 (1890-е); Малая Подвальная, 10 (1910); Стрелковая, 28 (1910-е); Малая Владимирская, 60 (1908); Дом Икскюль-Гильденбанда на Шелковичной улице, 19 (1901).

Неоготика
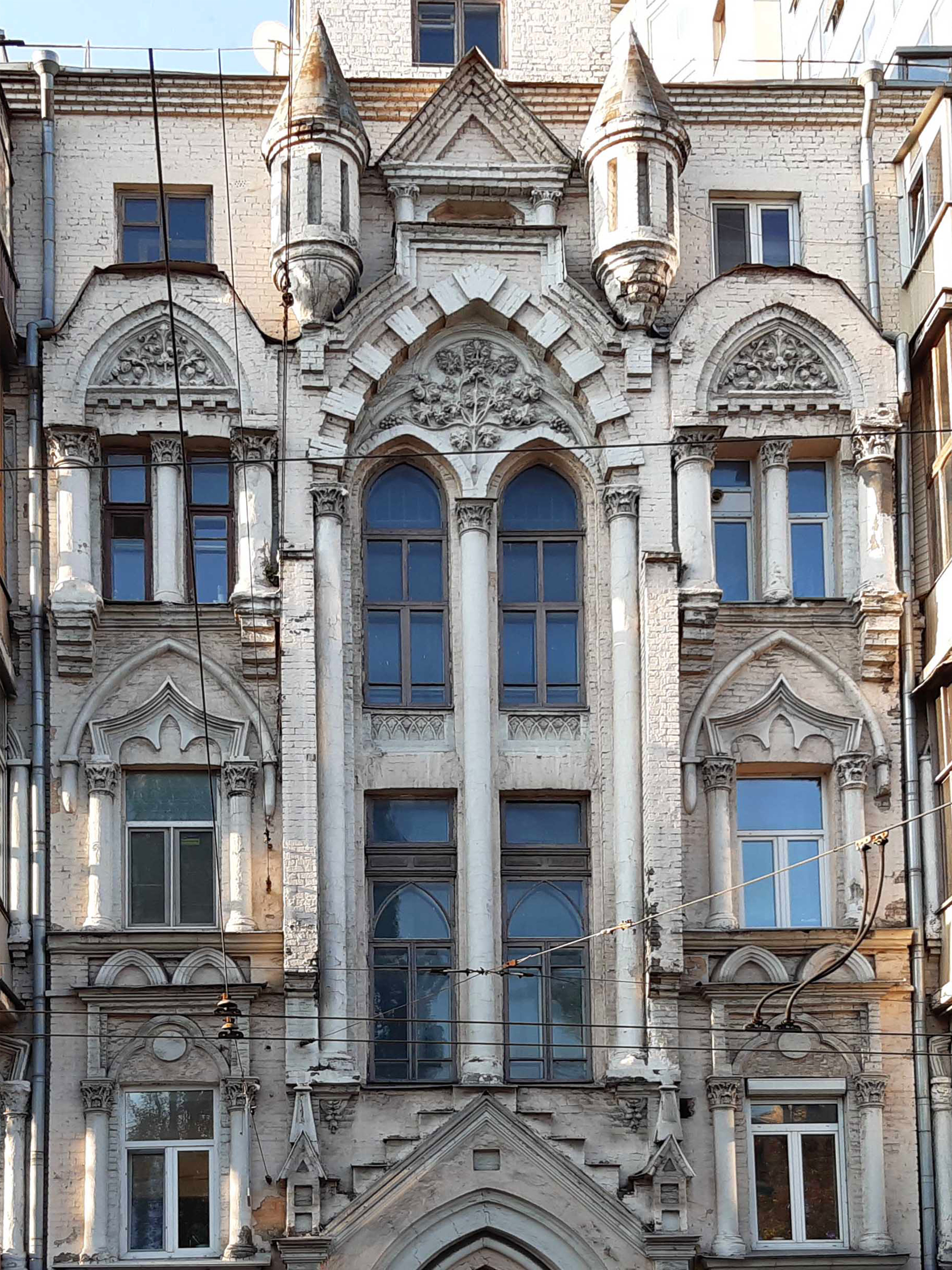
Неоготический дом с башенками (1903)
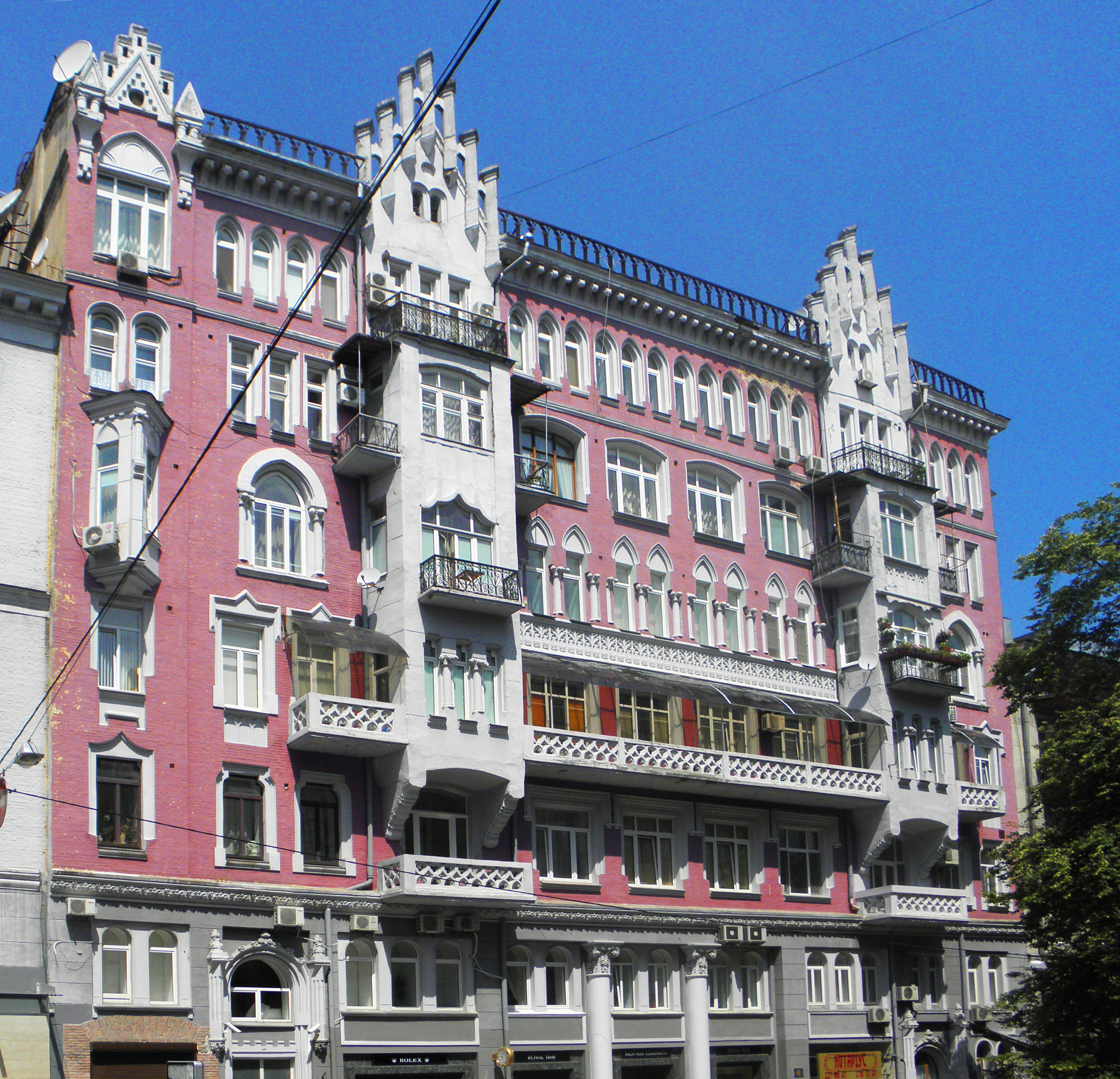
Заньковецкой, 6 (1914)
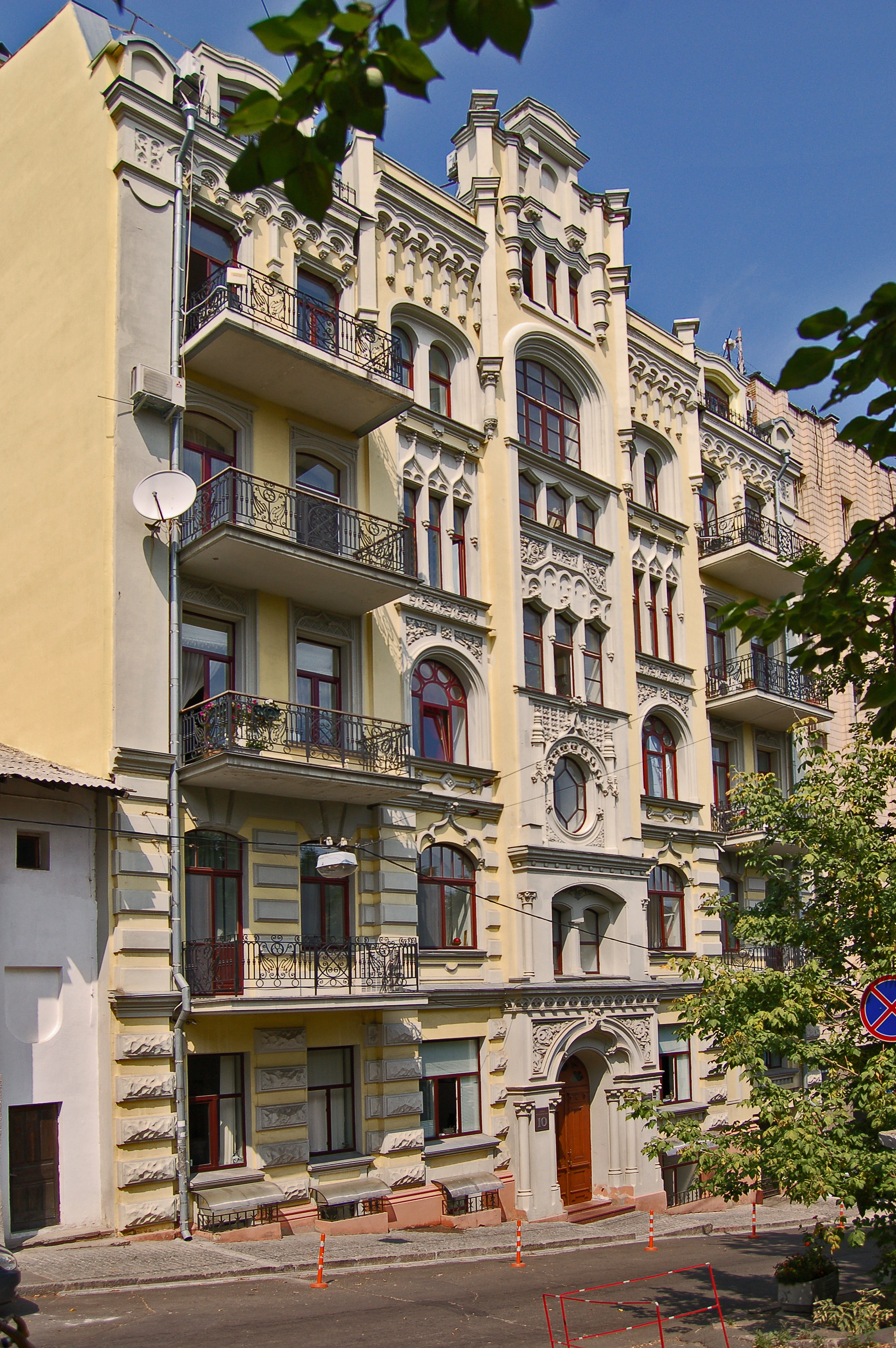
Малоподвальная, 10 (1910)

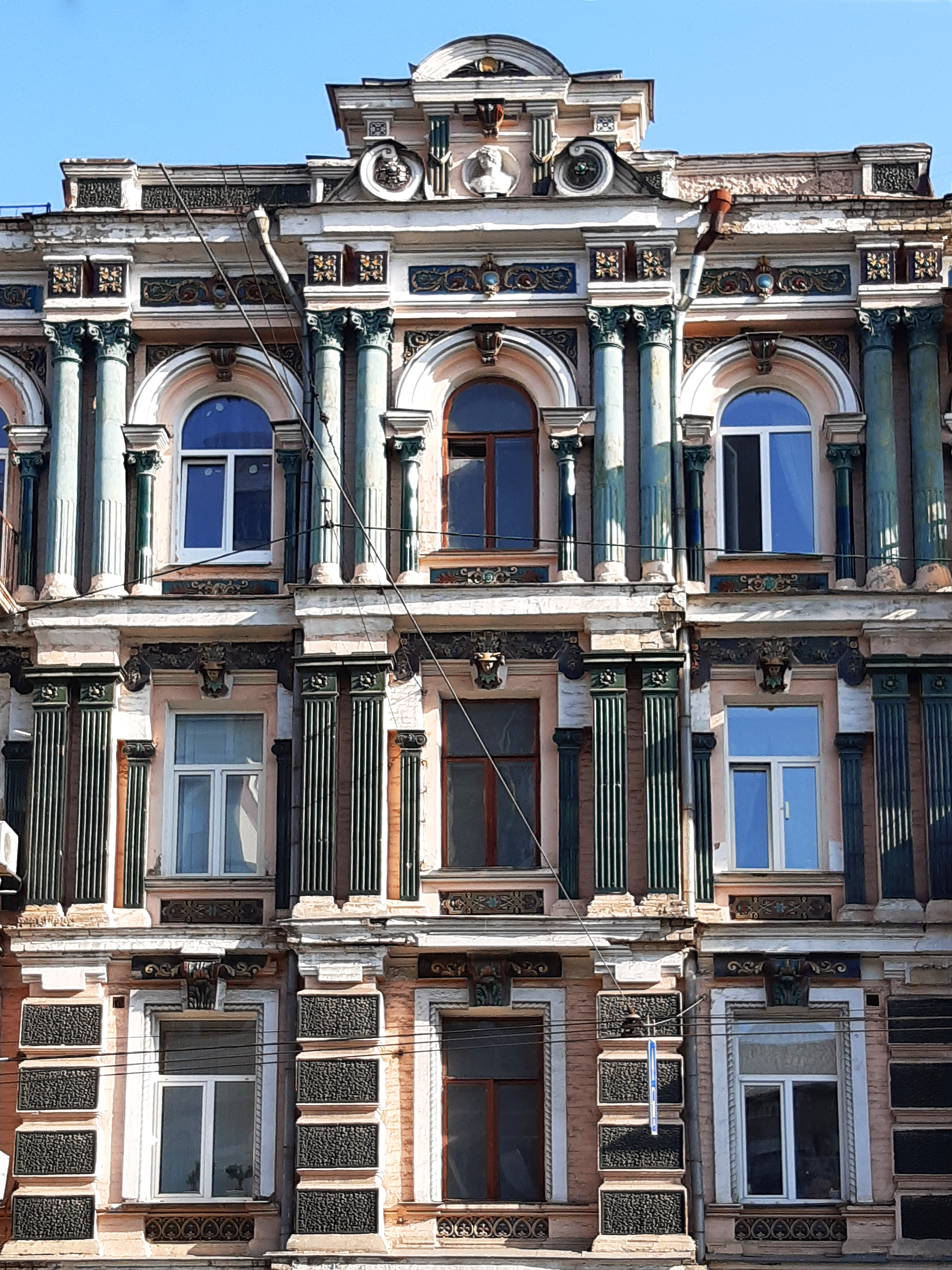
Дом со львами

### Необарокко
В XIX веке предпринимались попытки, преимущественно, неудачные, обратиться к необарочной архитектуре. В этом стиле возвели дома на Тимофеевской, 10 (1864) и Несторовской, 33 (1880-е).

### Неоклассицизм
В стиле неоклассицизм возведены дома на Большой Житомирской, 34 (1883—1887) и 40/2 (1912).

### Киевский Ренессанс
Наибольшее распространение получил стиль «венский ренессанс», который своеобразно трактовали в киевском кирпиче. В конце концов он получил название «киевский ренессанс».
К лучшим образцам неоренессанса в Киеве относят Дом Сироткина на Прорезной улице, 24/39, архитектора Карла Шимана (1901), Дом Бендерского на Большой Васильковской, 25 архитектора Владислава Городецкого (1897, декор потерян), Дом Кучера на Антоновича, 23 (1899) и дом на Богдана Хмельницкого, 36 архитектора Владимира Николаева (1899), дом на Городецкого, 9 архитектора Георгия Шлейфера (1901), Дом Самонова на Богдана Хмельницкого, 30/10 архитектора Николая Яскевича (1901), Дом Фалера на Большой Васильковской, 10 техника Андрея-Фердинанда Краусса (1897). Неоренессансный дом со львами на бульваре Тараса Шевченко, 48-а.

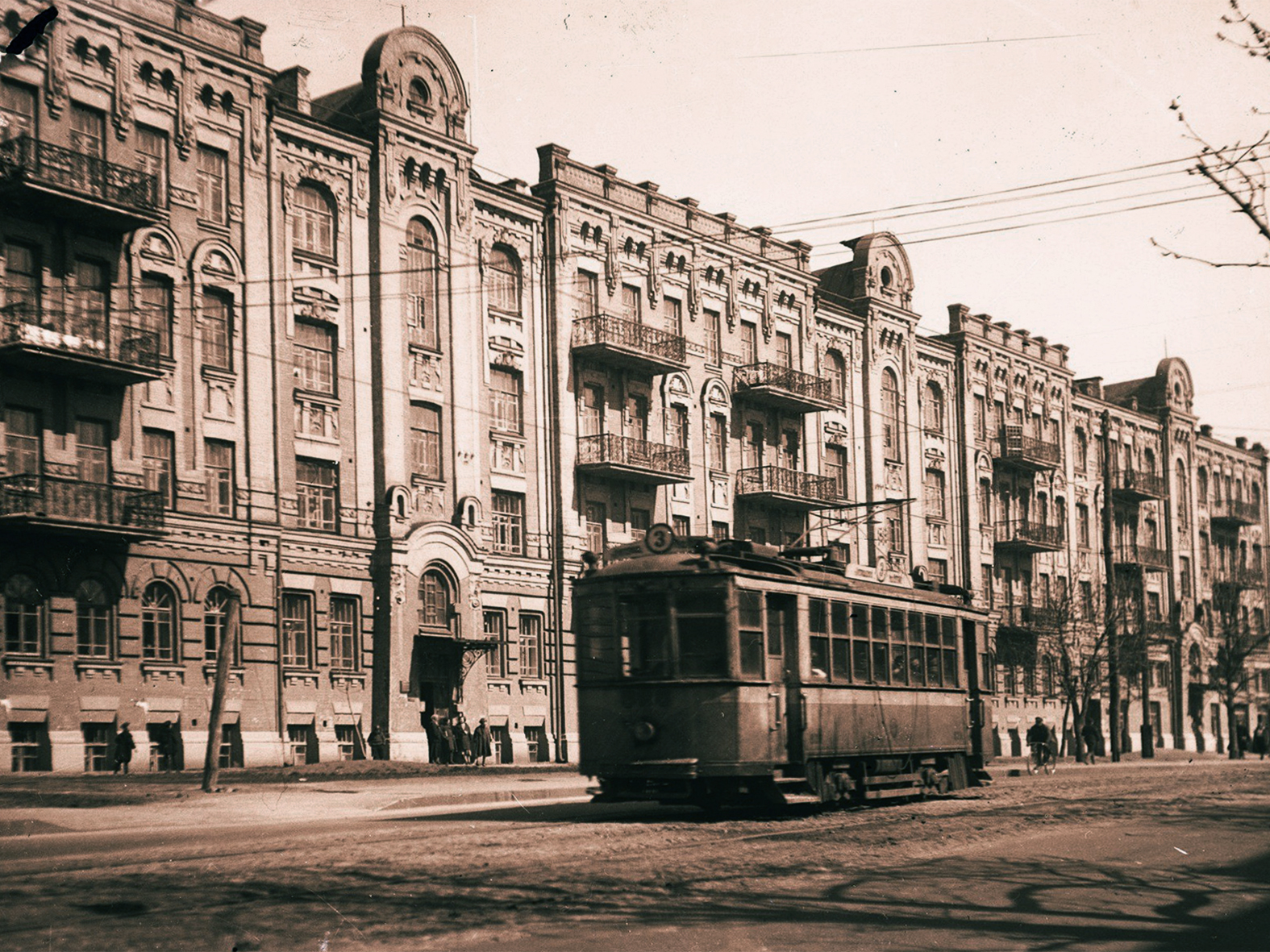
Дом Никольского собора
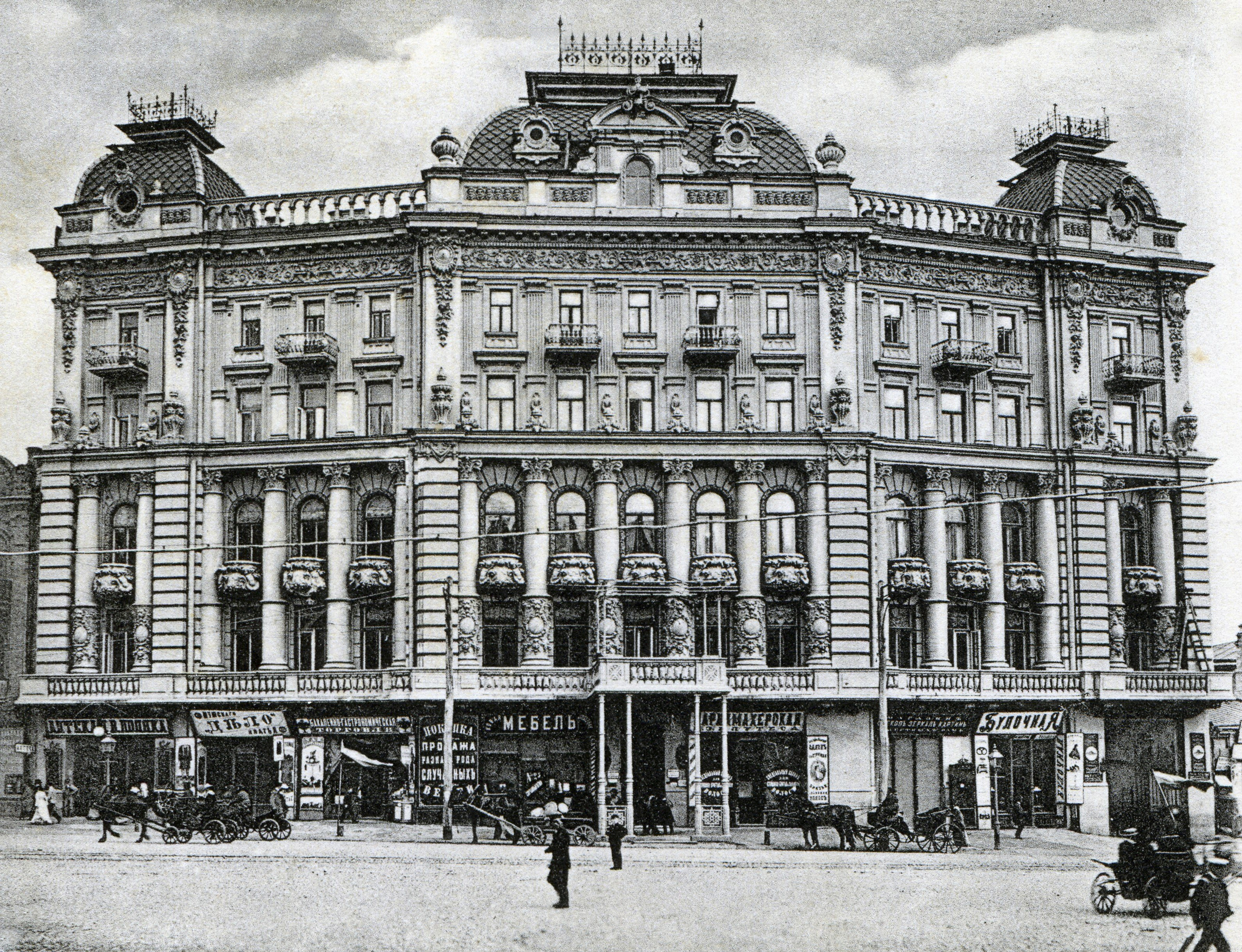
Дом Бендерского
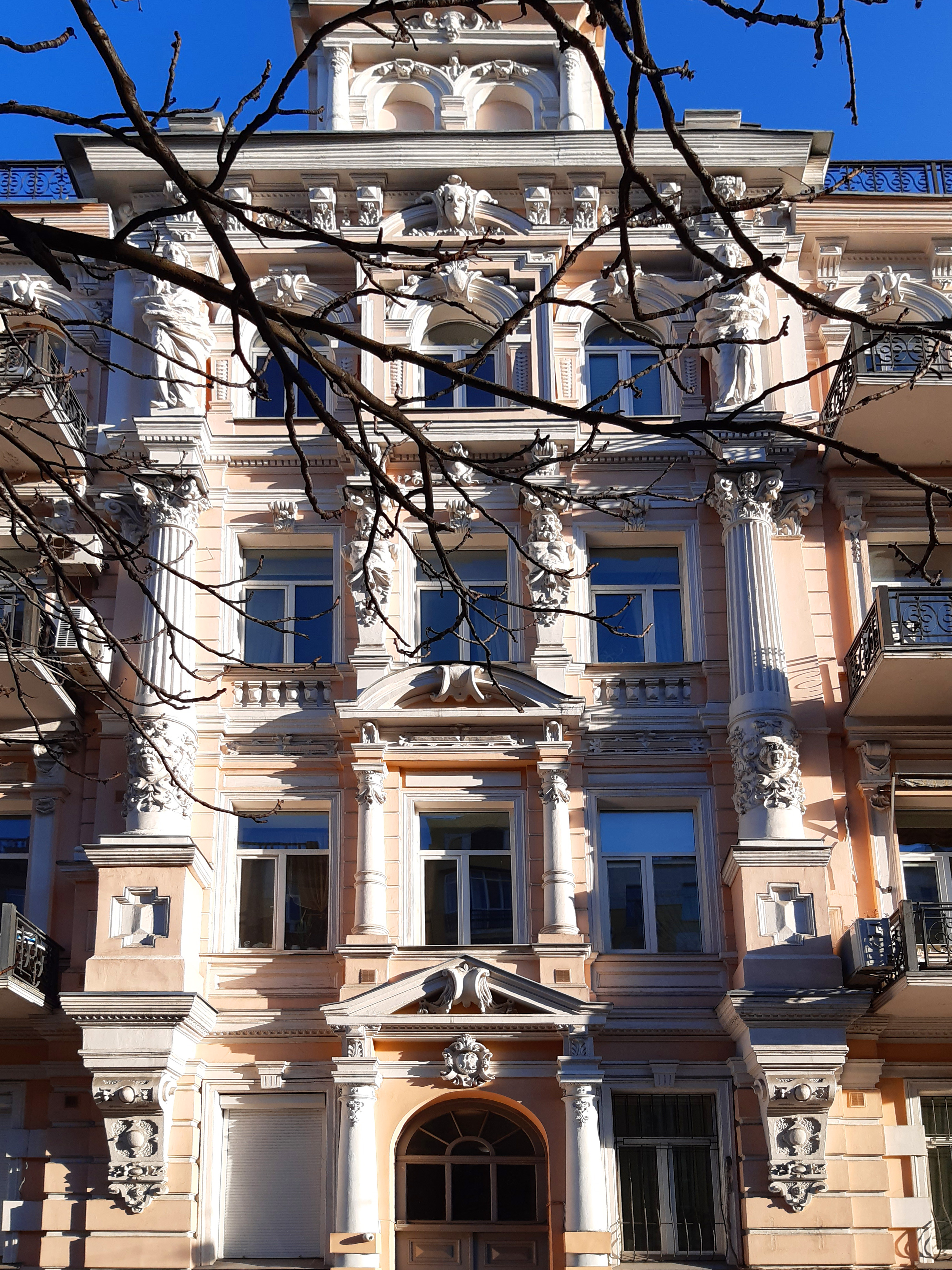
Дом Кучера (Антоновича, 23)
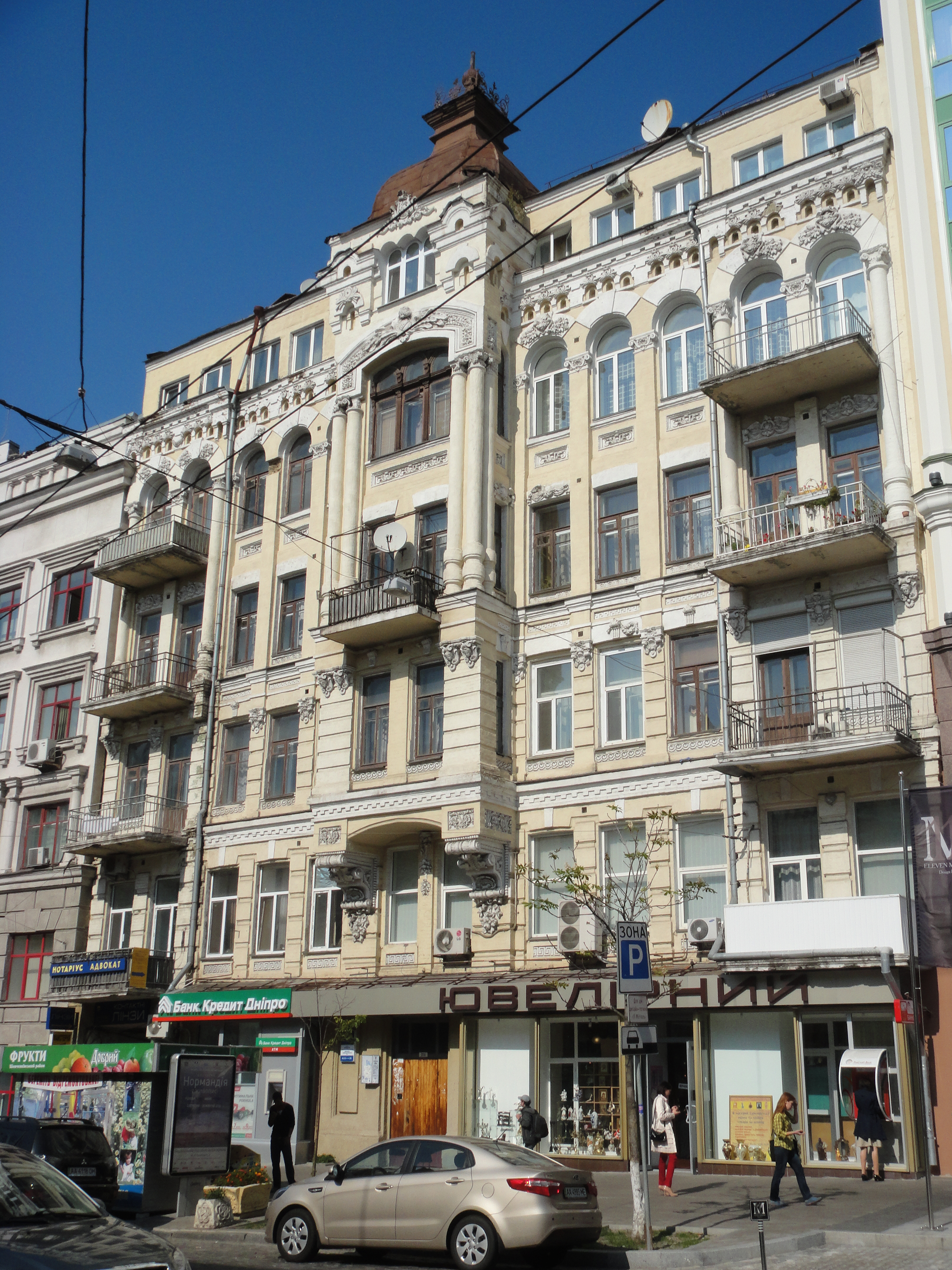
Богдана Хмельницкого, 36
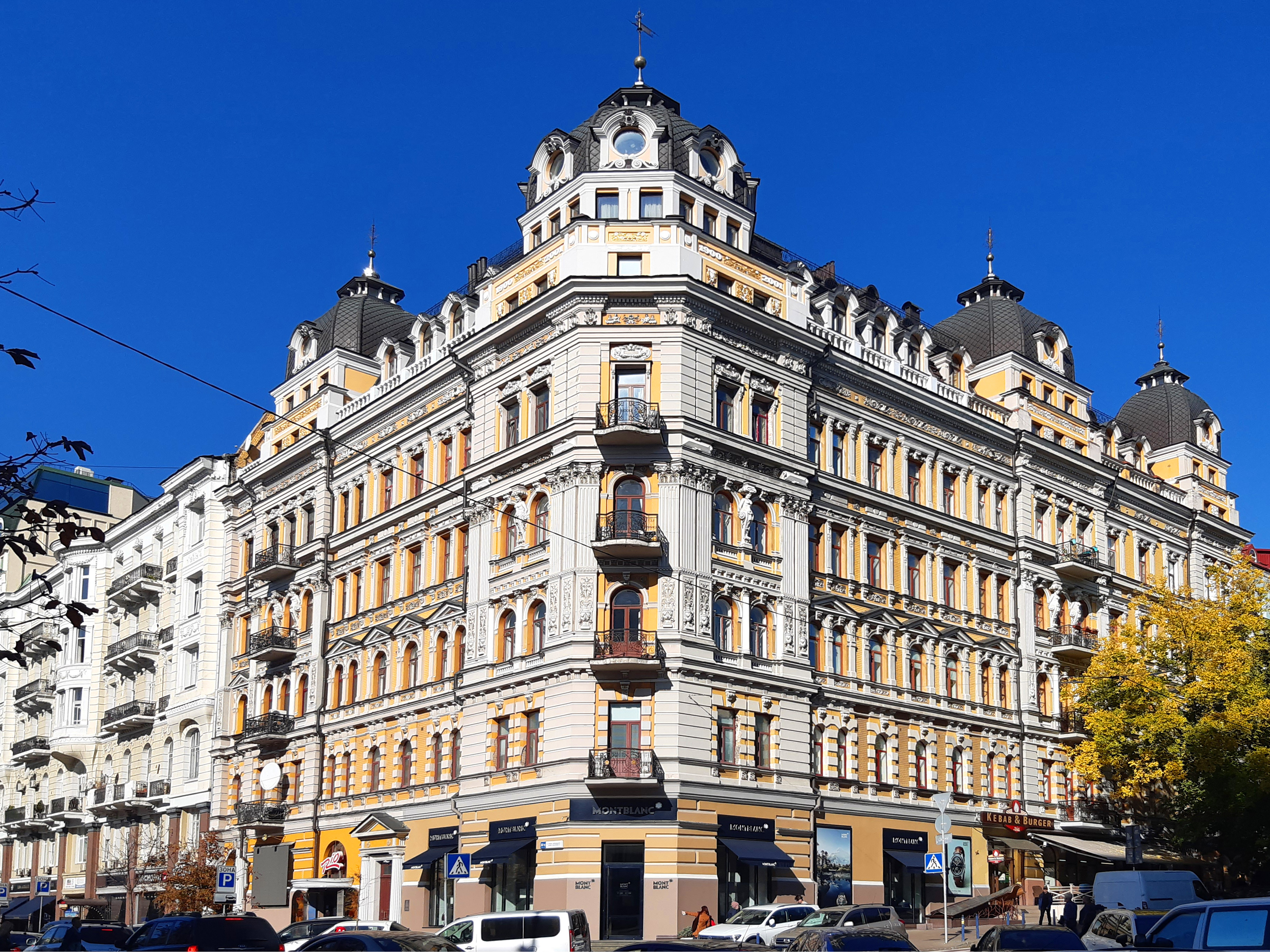
Дом Самонова
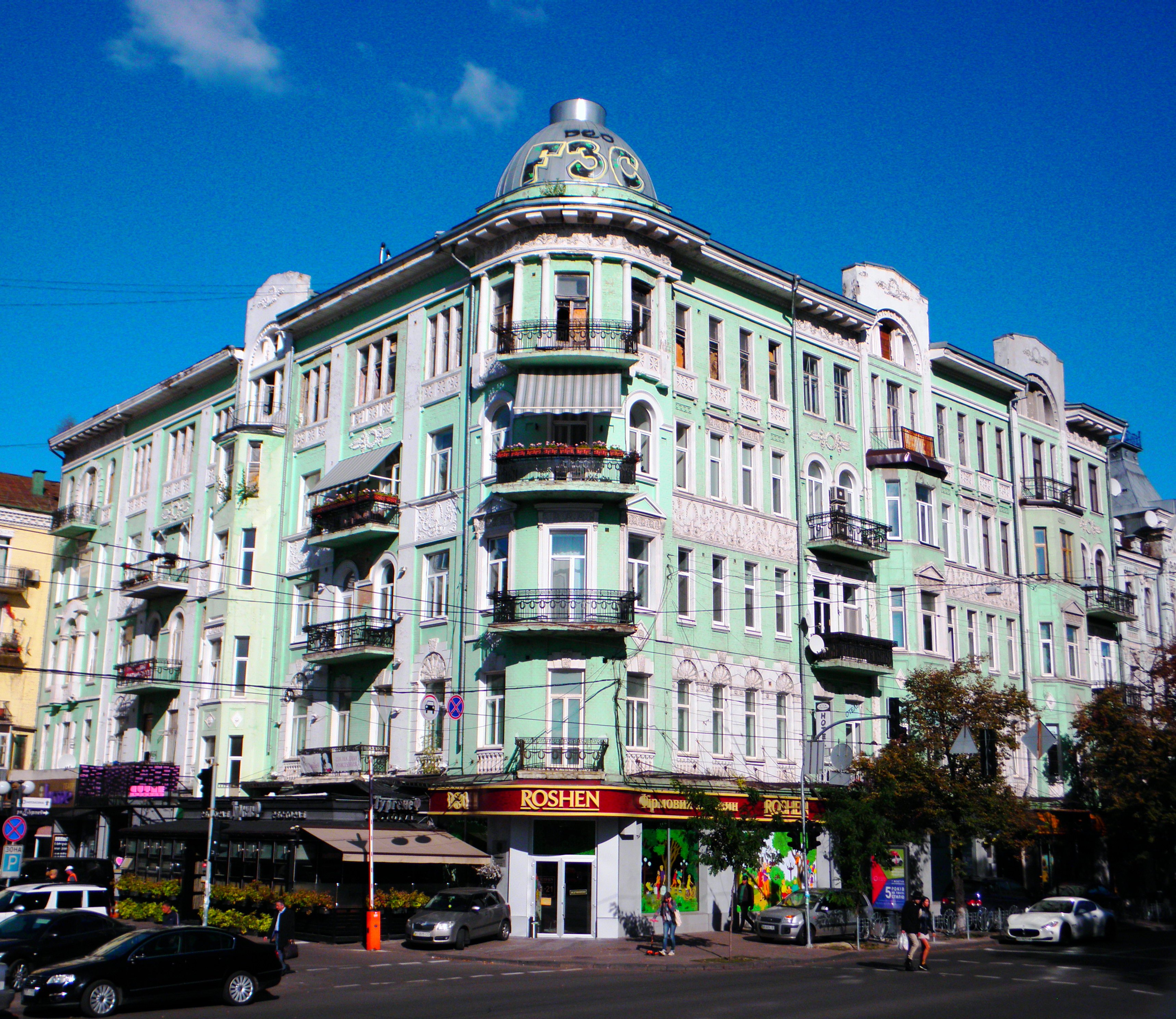
Неоклассицизм (Большая Житомирская, 40/2)

### Мавританский стиль

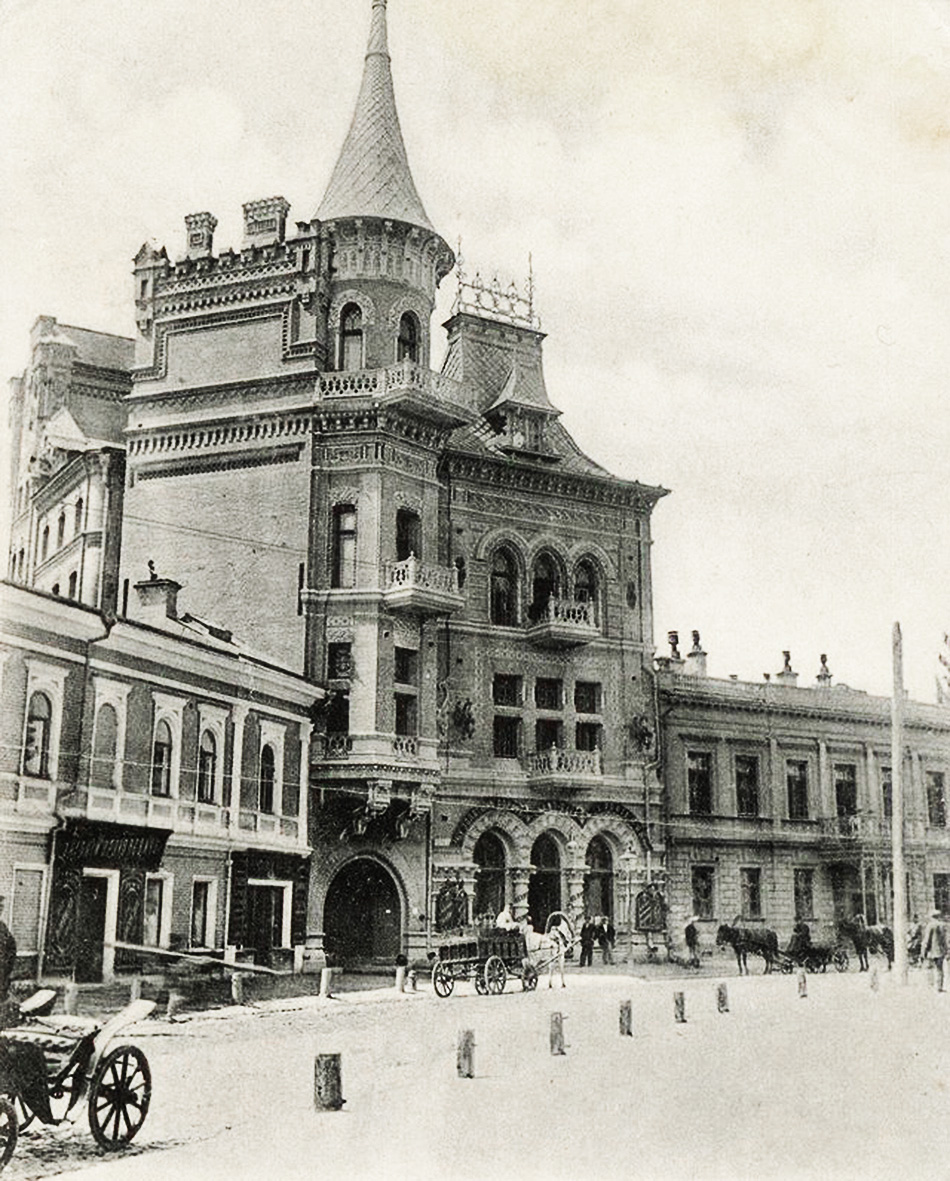
Дом Подгорского

Доходный дом на улице Ольгинской, 2/1 и Дом с драконами на Рейтарской, 31/16 декорировали в духе мавританской архитектуры (архитектор Николай Яскевич, 1900).

### Модерн
Самым ярким образцом стиля арт-нуво став Дом с химерами на Банковой, 10 (1901), спроектированный Владиславом Городецким.
Доходные дома 1907 года на Ирининской, 5 (утрачен) и Ярославому Валу, 4 имели упрощенный кирпичный декор в духе «модерна». Выразительнее был фасад дома барона Гессельбейна на Николаевской, 15; а изящнее — на Назаровской, 19 и 21 (1907—1911).
С упрощенным фасадом сооружен дом Родзянко на Ярославому Валу, 14 (1908). Дома на Ярославому Валу, 14-а (1910), Пушкинской, 21 и 23 (1909—1910), Дом со змеями на Большой Житомирской, 32, Костельной, 7 (1913) были насыщены пластикой лепных украшений и декорированы характерными признаками стиля. В кирпичном стиле сооружен Будинок Брадтмана (1904) на Богдана Хмельницкого, 10.
К заметным образцам разработки фасадов в стиле модерн с использованием элементов исторических стилей относятся доходные дома на Малой Владимирской, 74 архитектора Павла Алешина (1911); Рейтарской, 20/24 архитектора Александра Вербицкого (1912); Большой Житомирской, 8-я Михаила Бобрусова (1909—1913).

В нескольких больших домах декор выполнял незначительную роль. Зато на них акцентировалась высотная доминанта — башня, шатер, декоративная вставка. как на домах на Владимирской, 61/11 архитекторов Иосифа Зекцера и Дмитрия Торова (1910—1912); Институтской, 16-18 архитекторов Федора Троупянского и Адольфа Минкуса, 1910—1912 (утрачен).

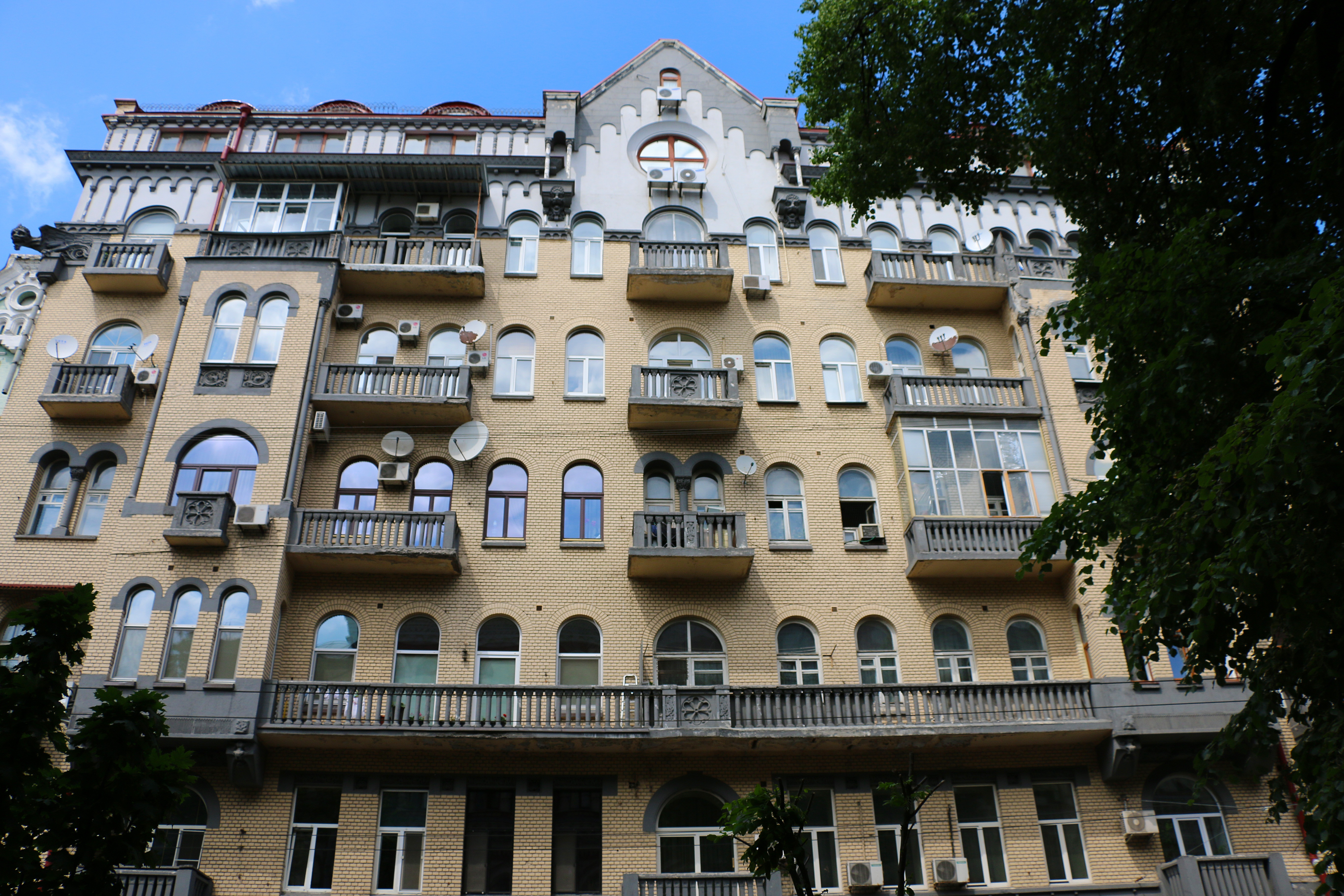
Большая Житомирская, 8-а
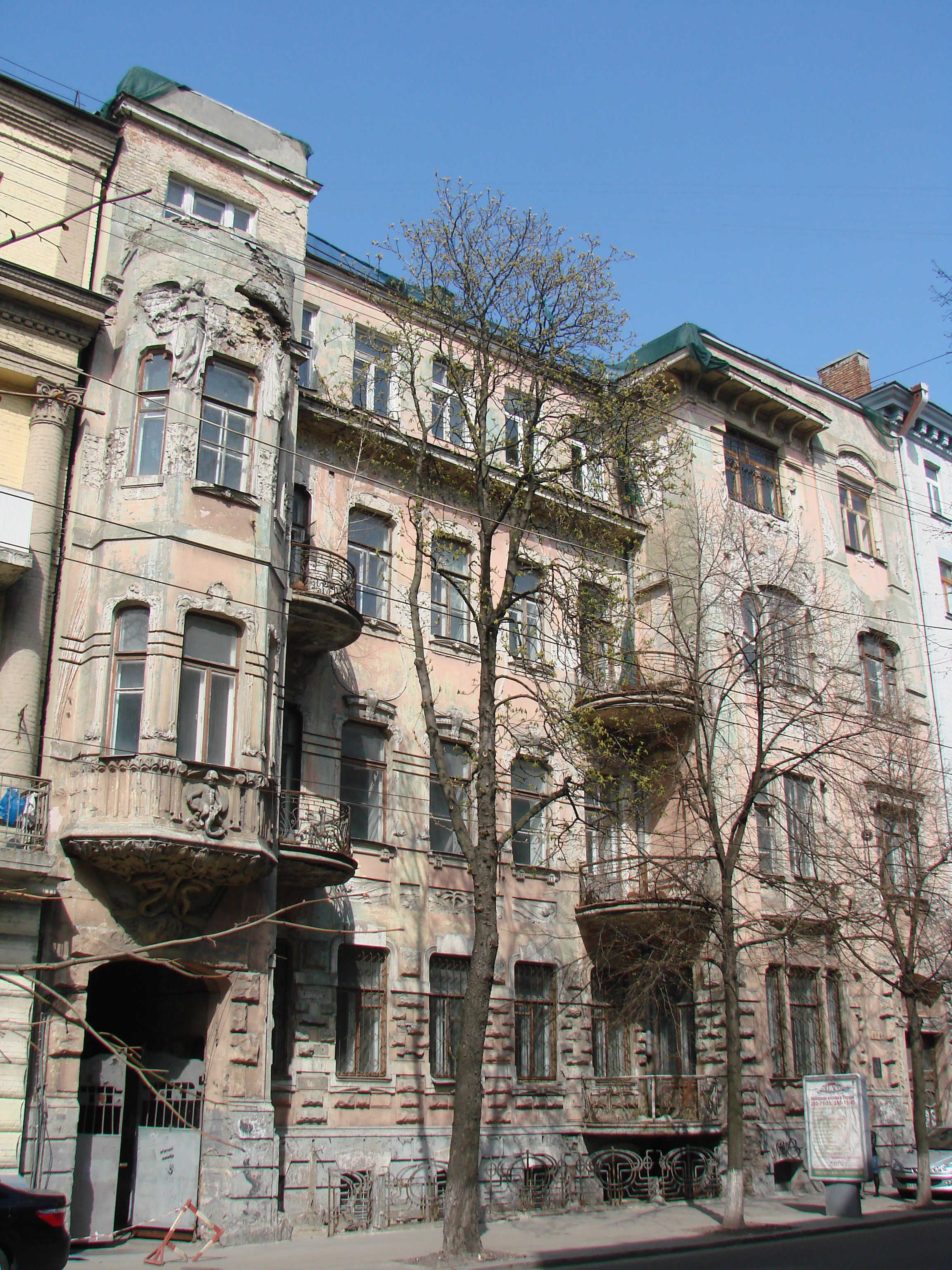
Дом со змеями
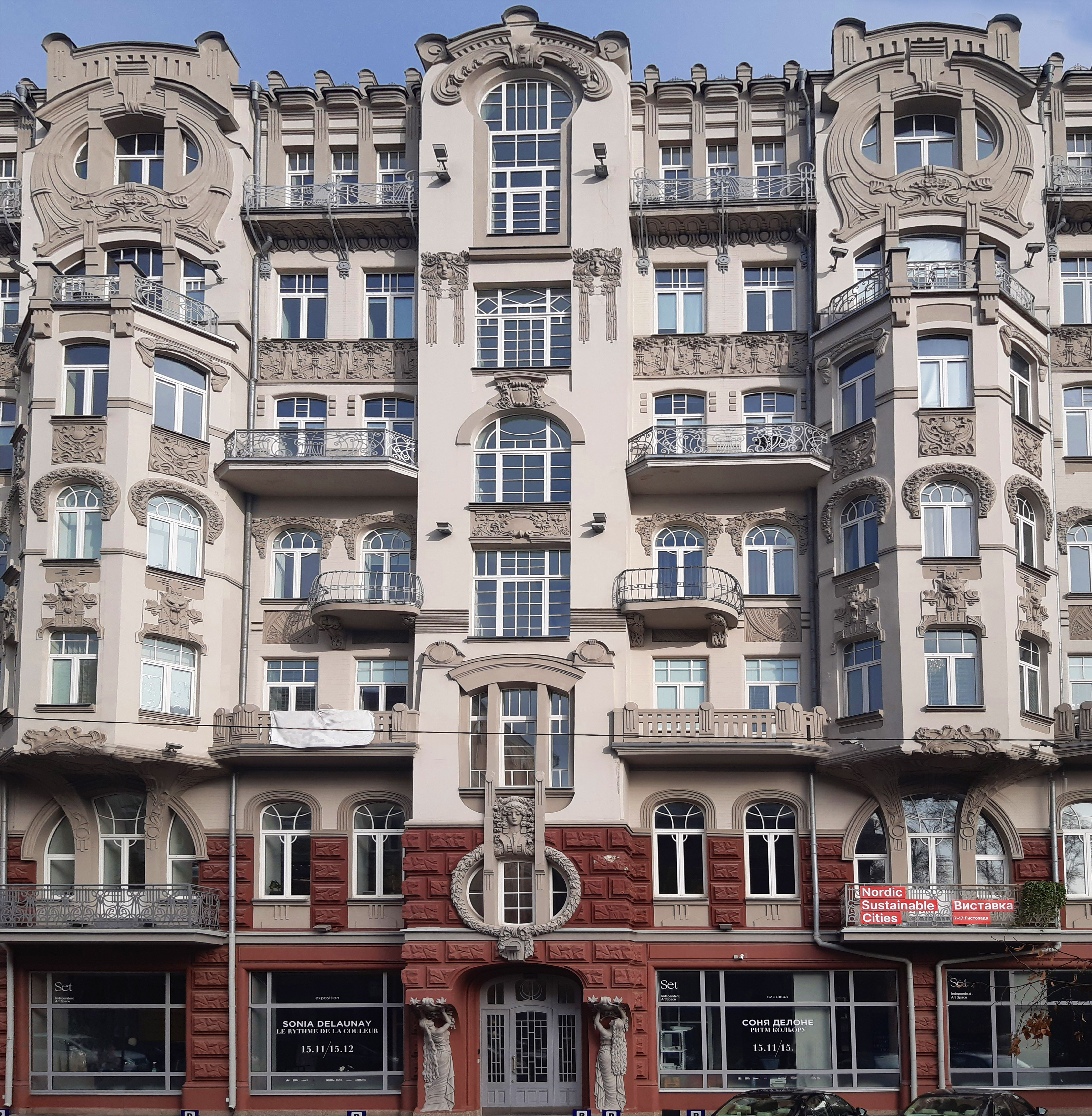
Усадьба Родзянко (1910)
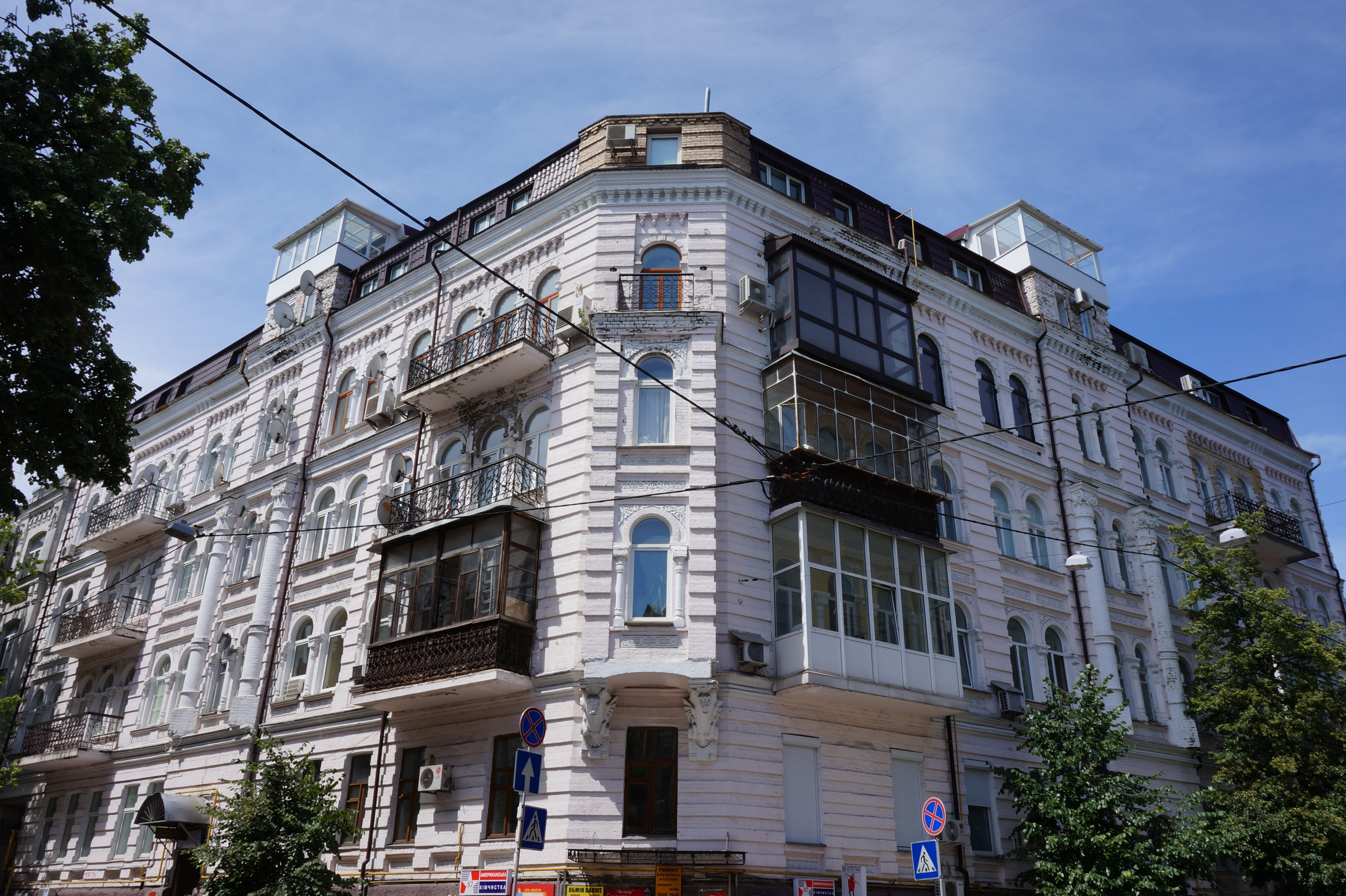
Дом с драконами
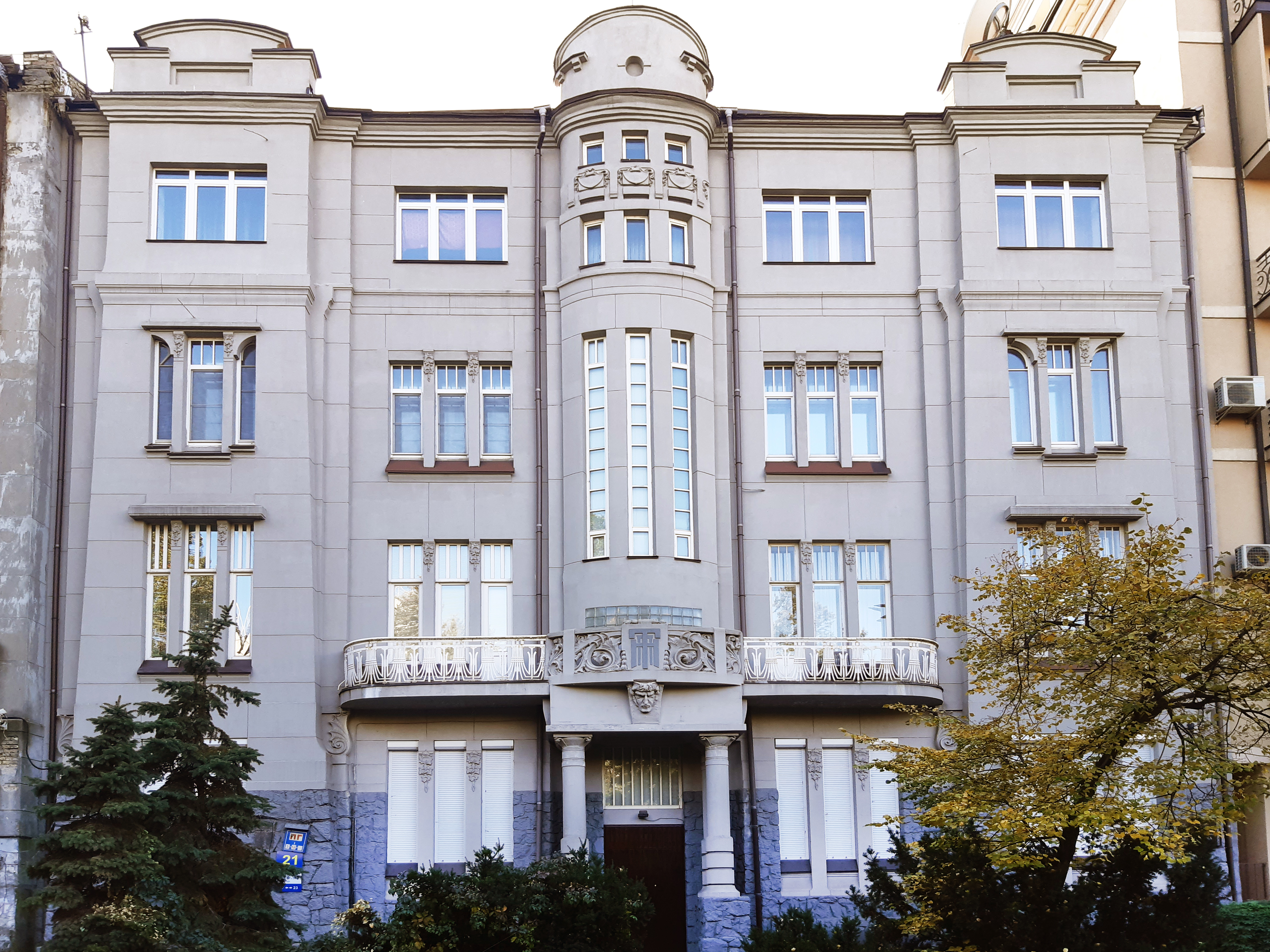
Назаровская, 21
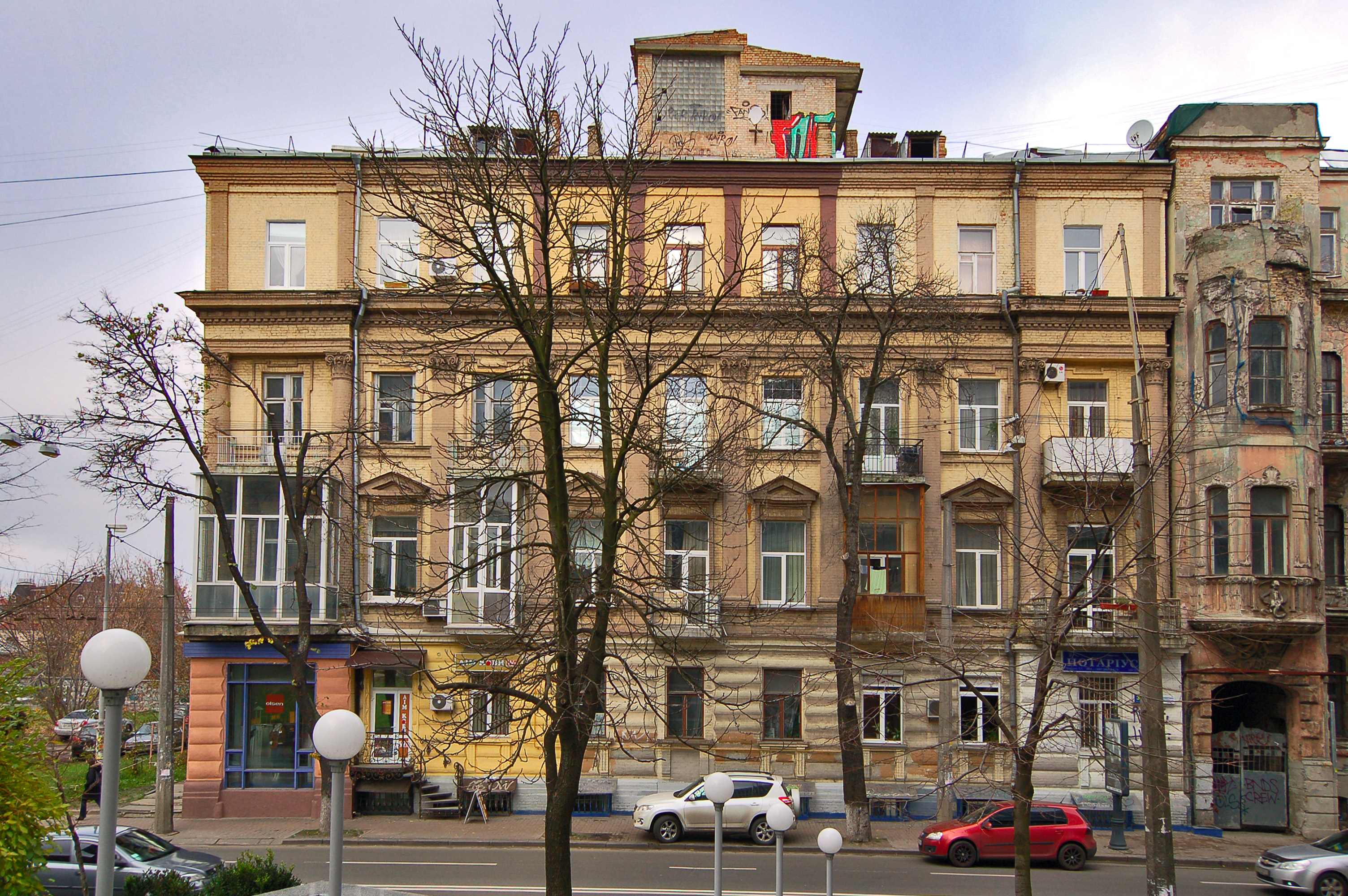
Большая Житомирская, 34 (1900-е)
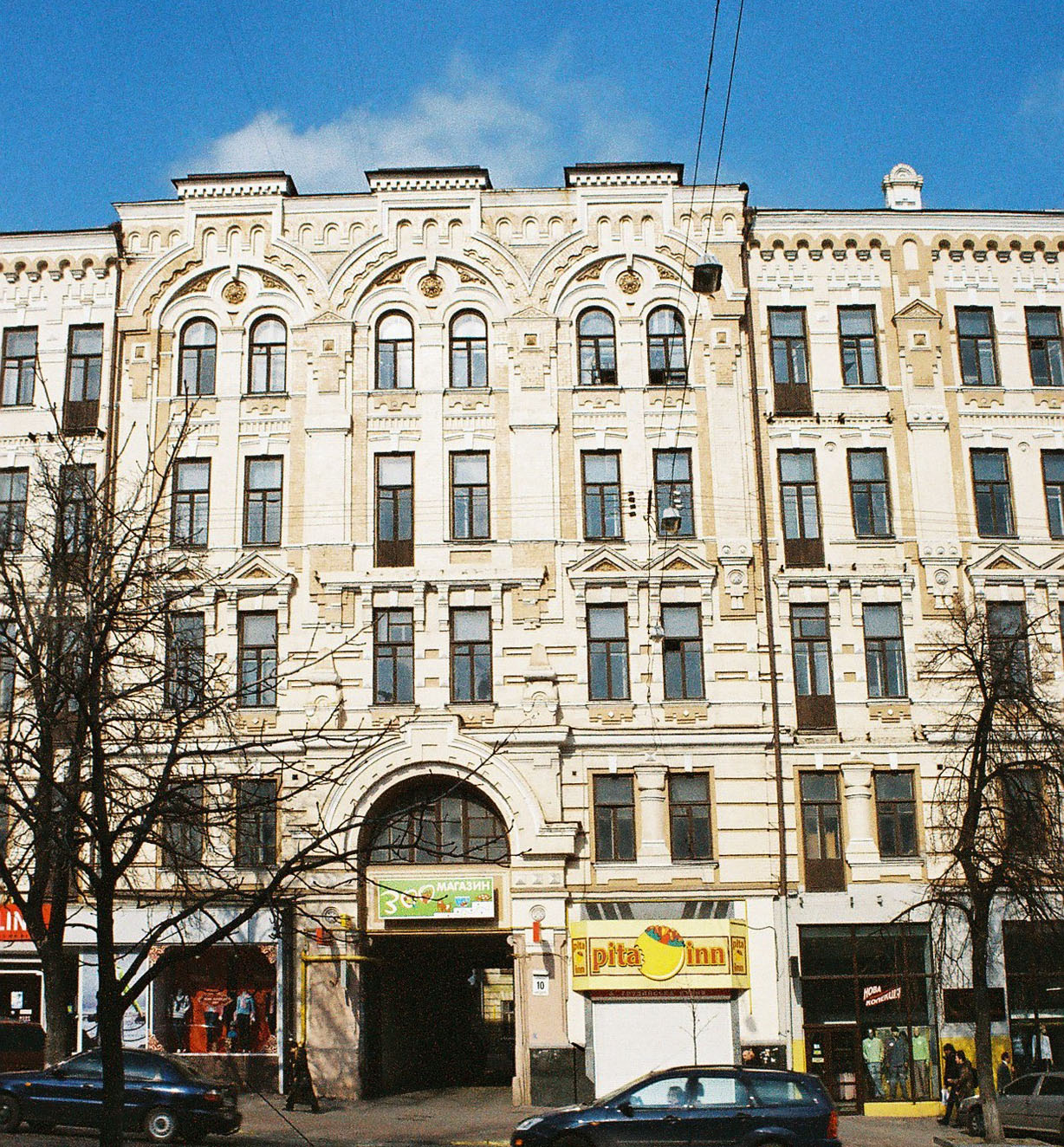
Дом Брадтмана (1904)
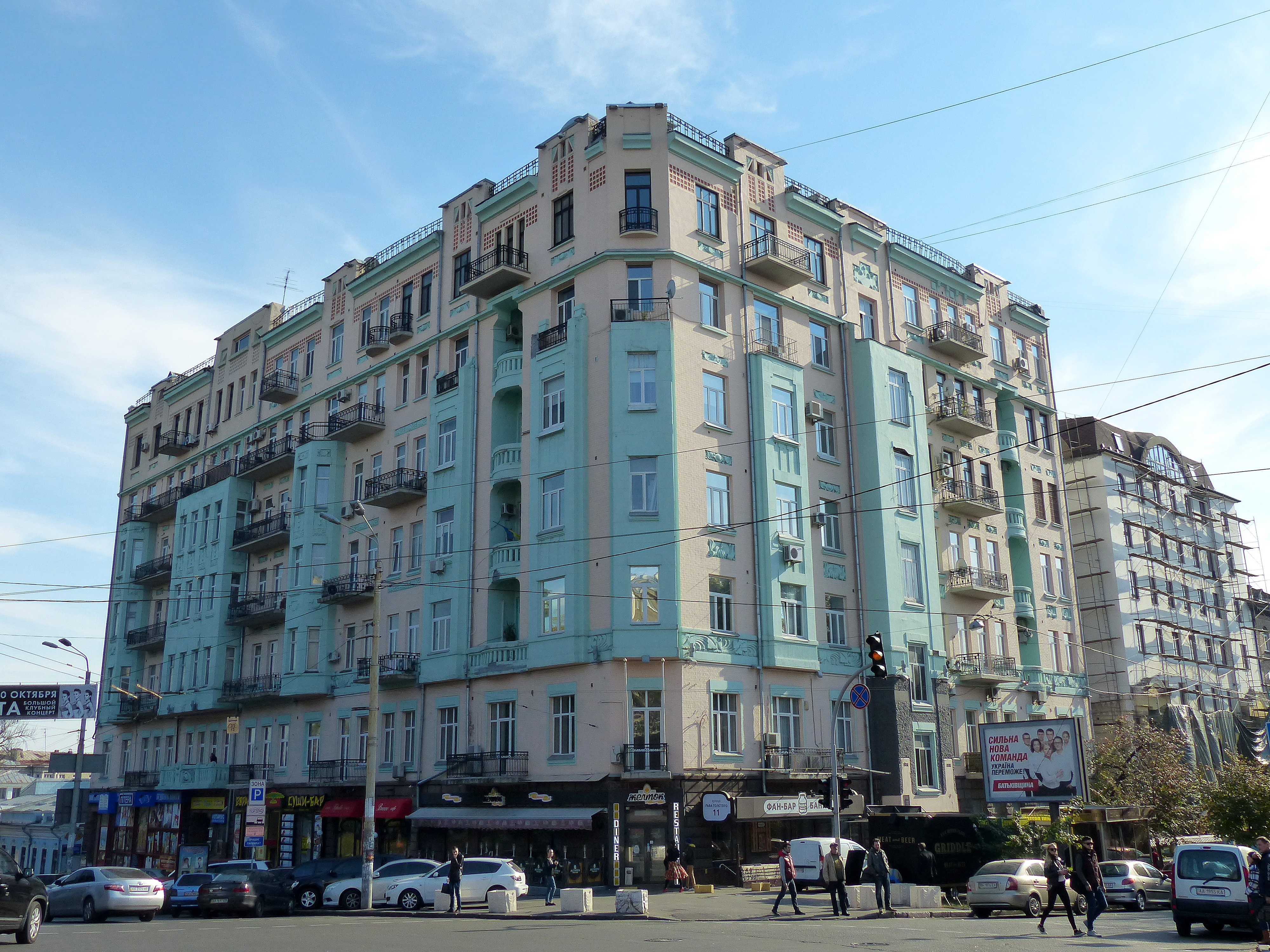
Дом Мороза

### Украинский стиль
Украинский архитектурный стиль возник в рамках модерна. В романтизированных формах национального стиля возвели доходные дома на Паньковской улице, 9 архитекторов Всеволода Максимова (1907) и Василия Кричевского (декор 1908 года, не сохранился) и Паньковской, 8 архитектора Николая Шехонина (1910).
Отделкой в украинском стиле, начатой Василием Кричевским, декорировали и другие сооружения в стиле «модерн», например, Музейный переулок, 4 архитектора Валериана Рыкова (1909). В стиле украинского барокко с некоторыми элементами модерна спроектировали доходный дом на Владимирской, 19 архитектора Павла Алешина (1912, 1943).
Развитие украинского национального стиля прервала Первая мировая война.

Украинский стиль
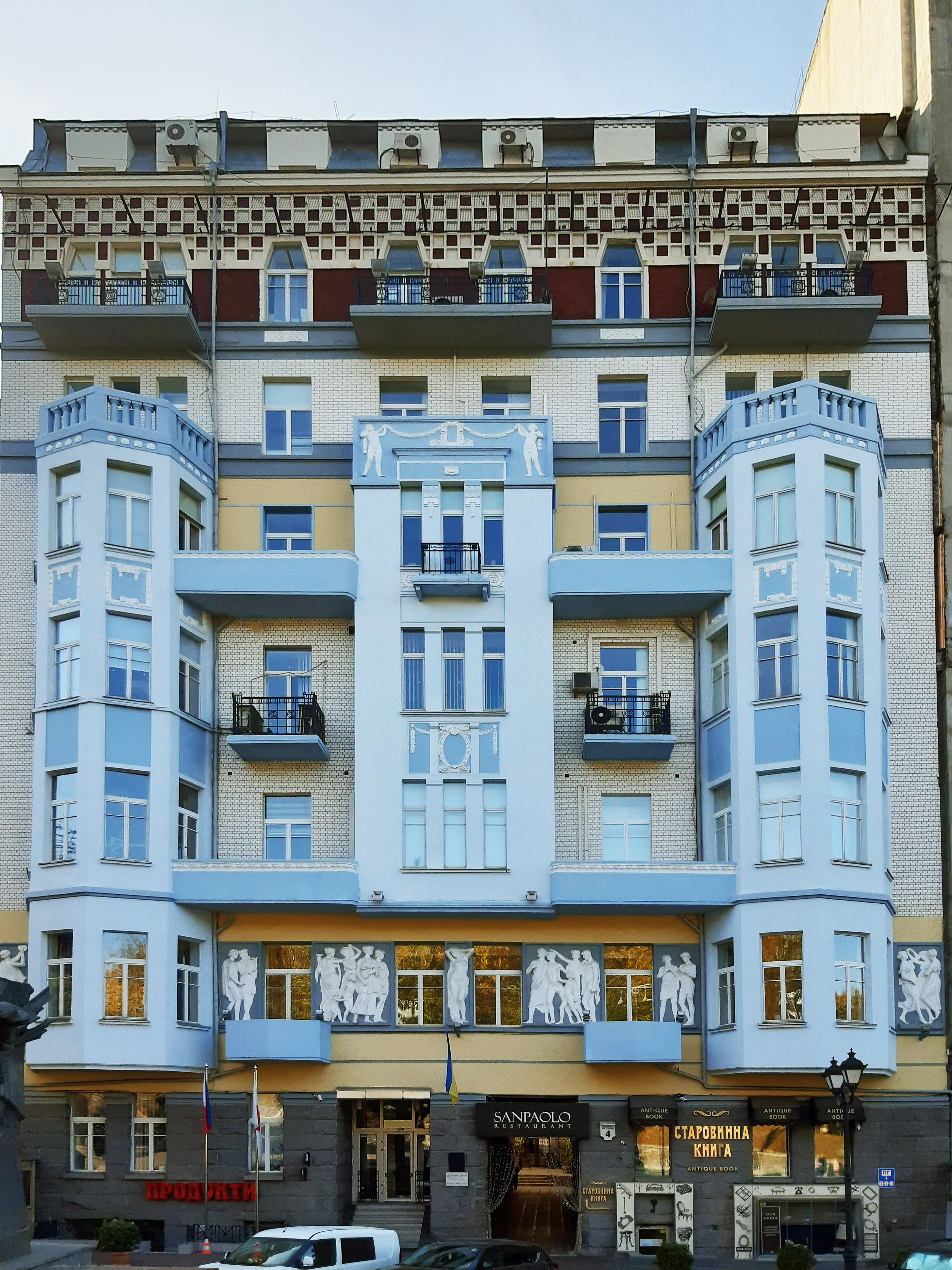
Музейный переулок, 4 (1909)
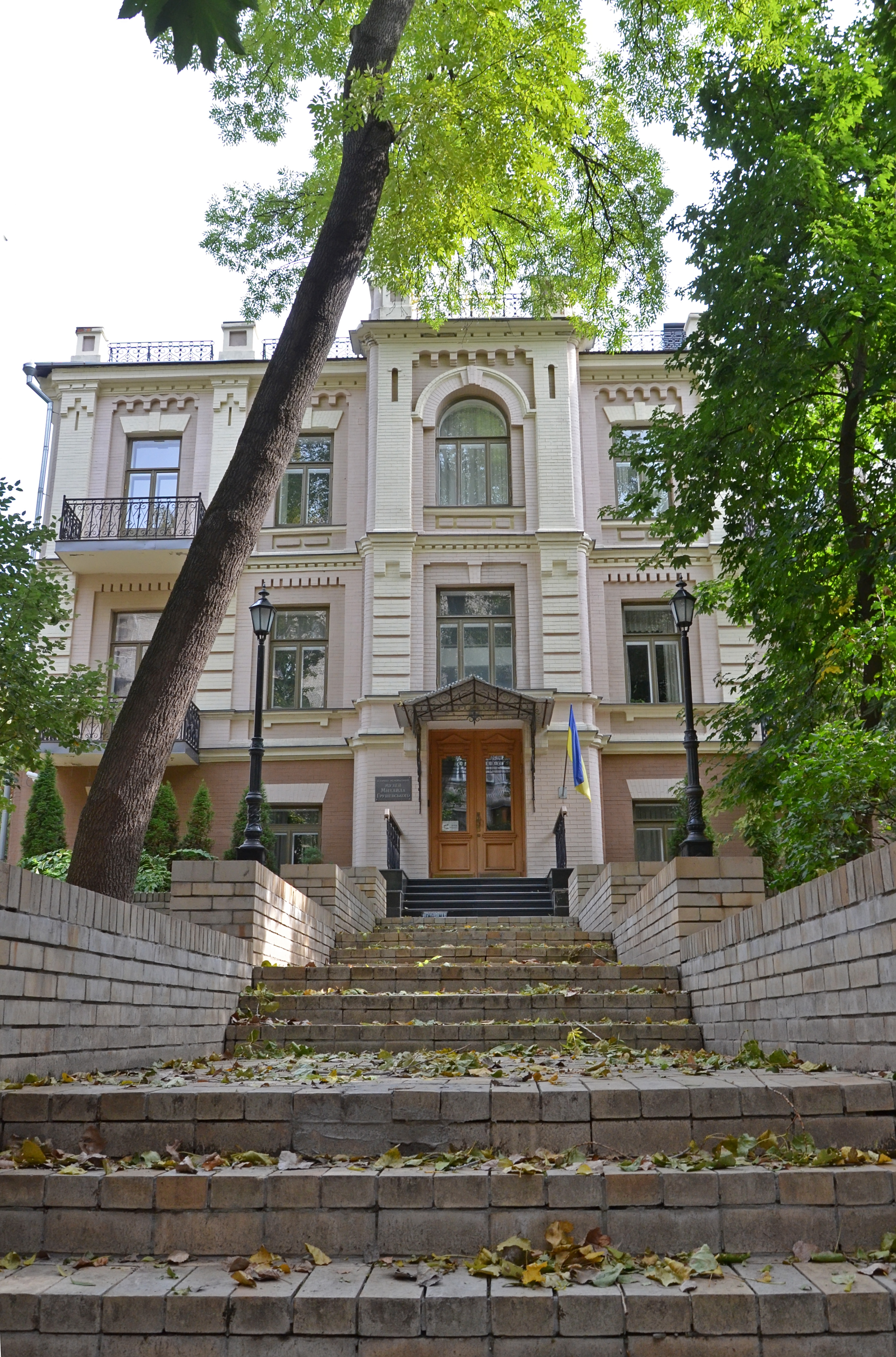
Паньковская, 9 (1907)
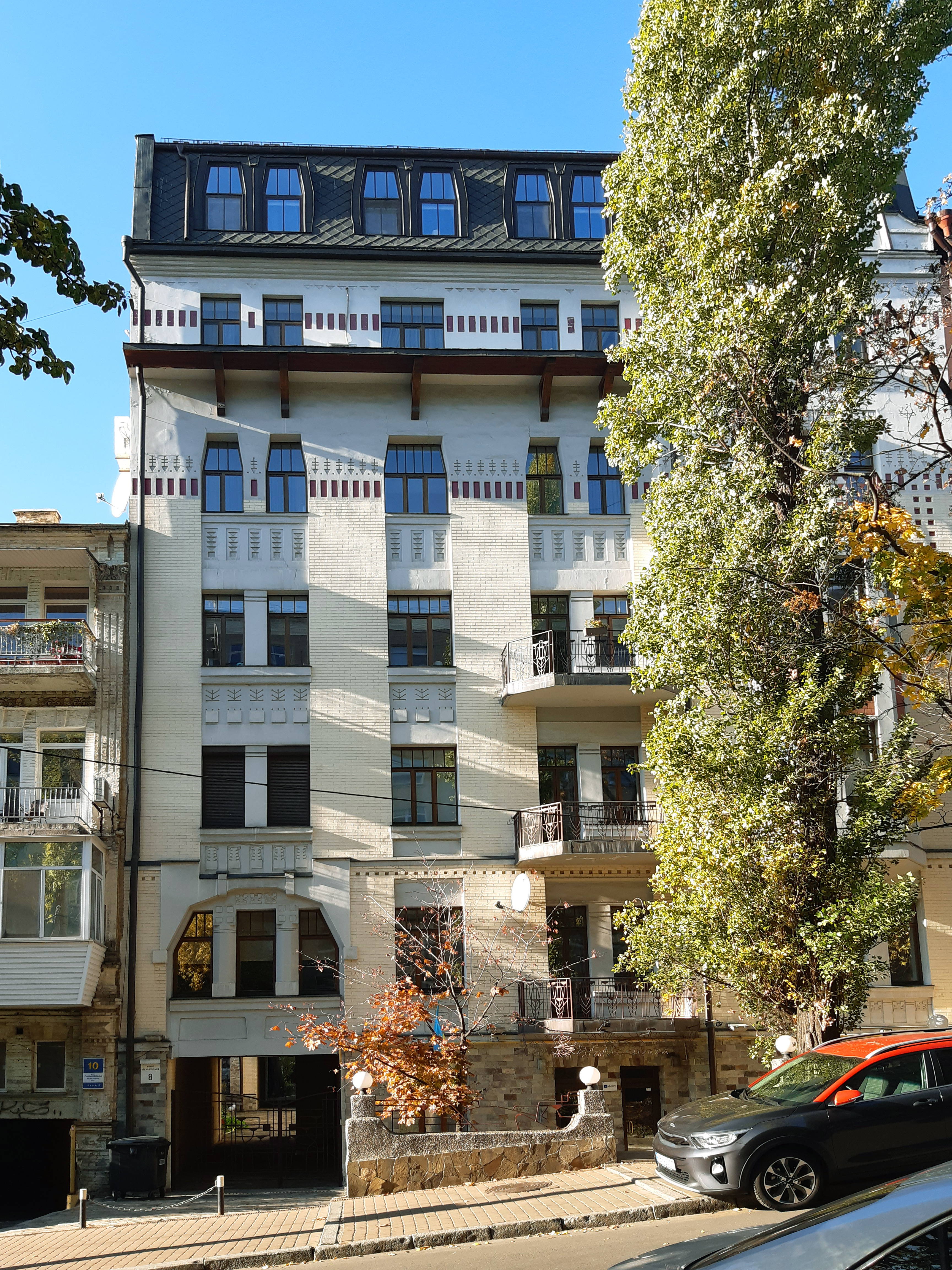
Паньковская, 8 (1910)
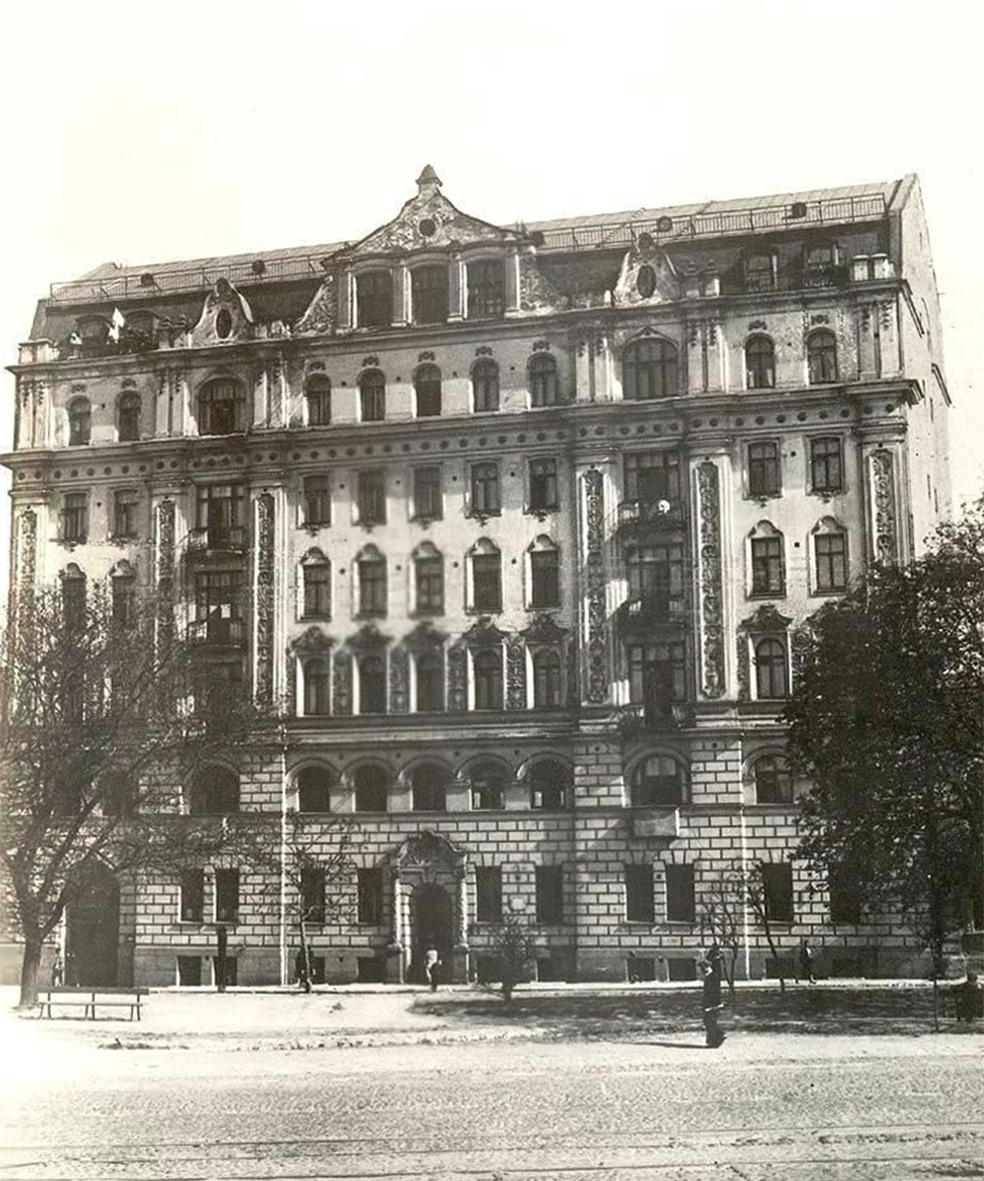
Владимирская, 12 (не сохранился)

### Эклектизм, историзм

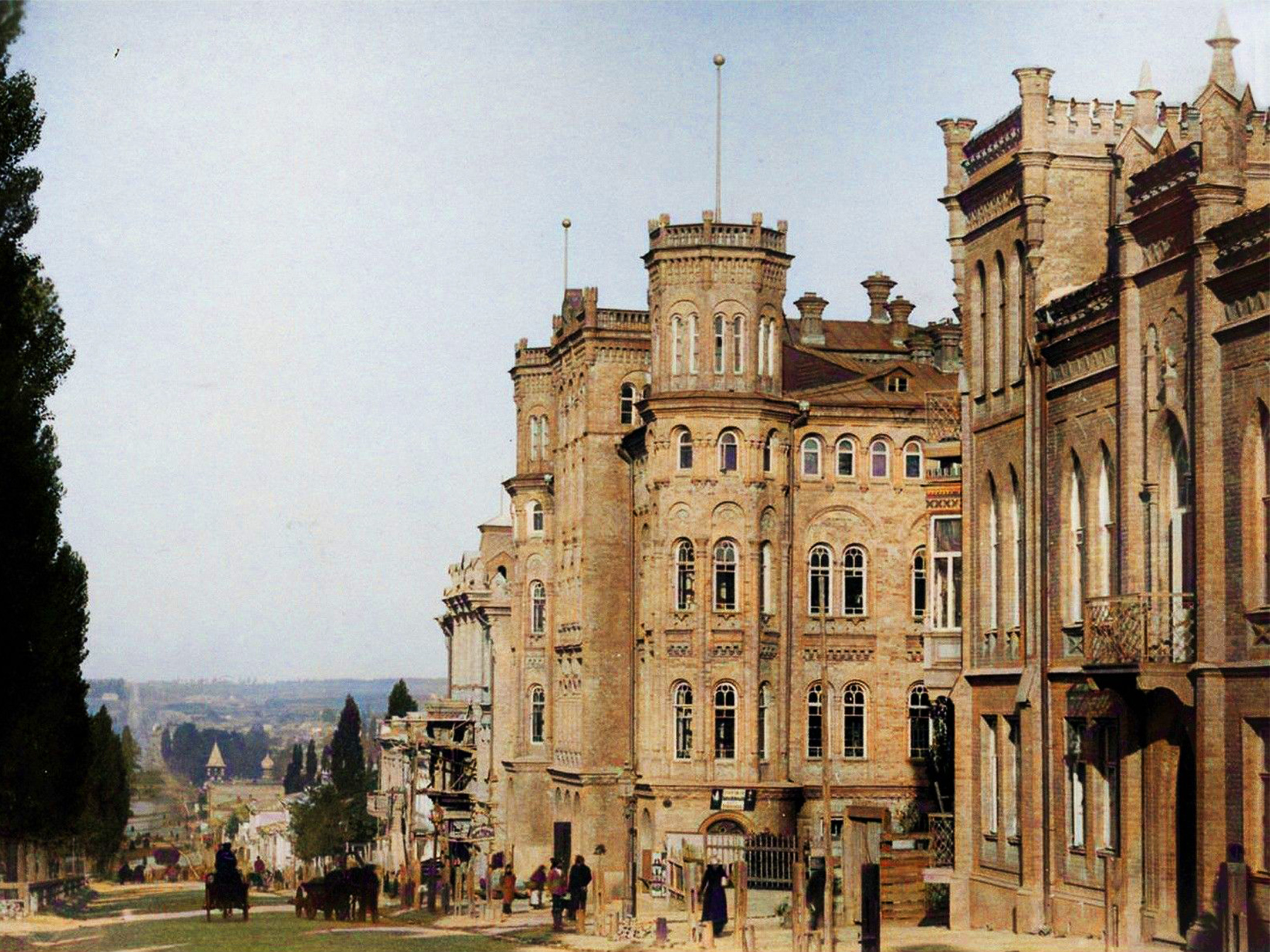
Замок Фроммета

Историк архитектуры Ипполит Моргилевский остро критиковал так называемый «стиль киевских подрядчиков». Другие искусствоведы и журналисты на протяжении последующих лет исключительно негативно отзывались об архитектуре киевских доходных домов, в частности о стиле историзма и модерна. Под критику попала и эклектика — сочетание разнородных стилевых элементов или произвольный выбор стилистического оформления для зданий.
Самыми яркими образцами эклектики в Киеве были Дом аптекаря Фроммета, Дом Клуга и Дом Майкапар. Дом аптекаря Фроммета возвели в 1882 году по проектам архитекторов Владимира Николаева, Павла Спарро. Романско-готические мотивы придают типичному жилому дому вид средневекового замка-дворца. Дом Клуга — яркое архитектурное произведение эпохи историзма.

## Композиционная схема домов

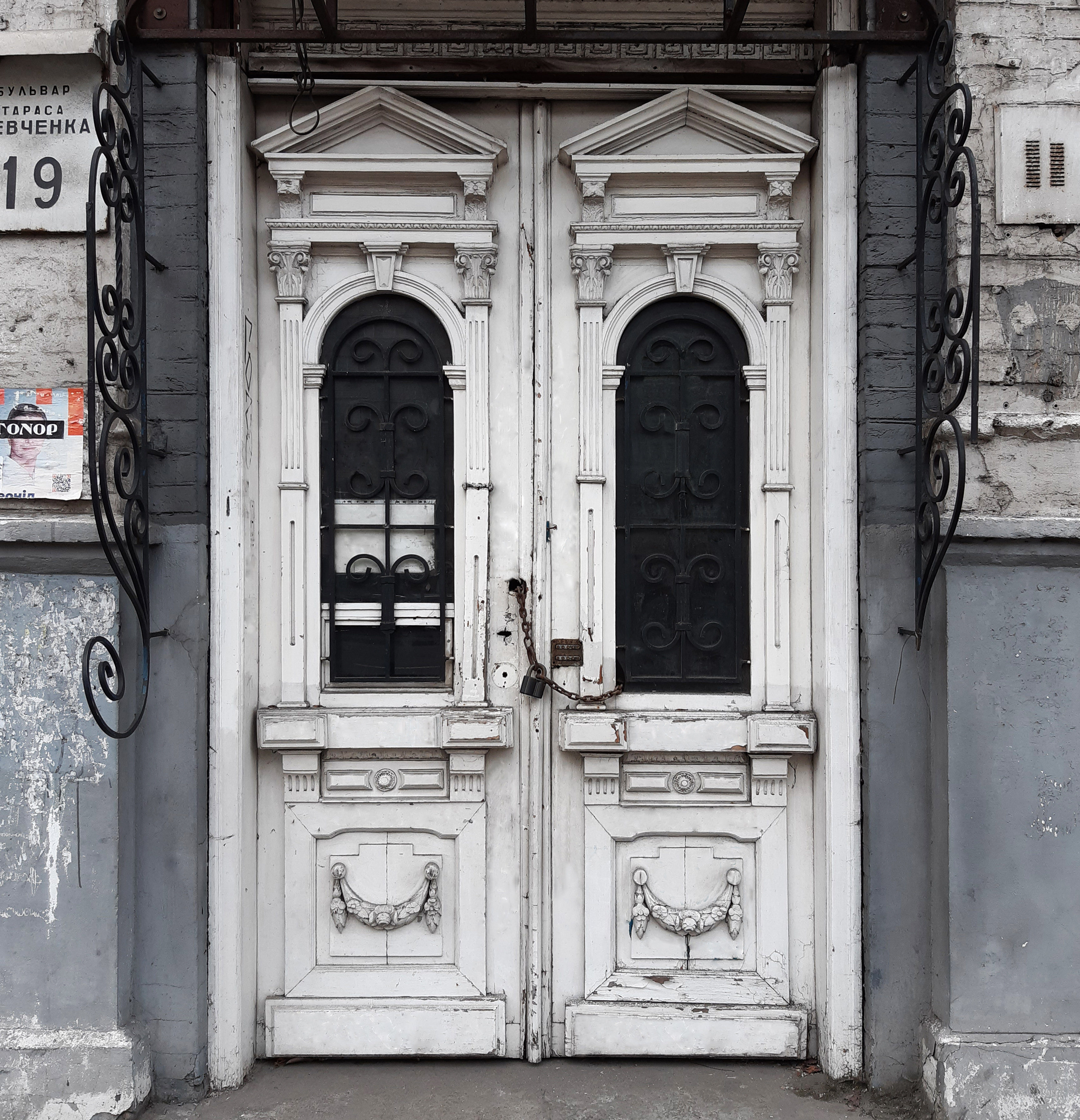
Двухстворчатая дверь. Дом с драконами

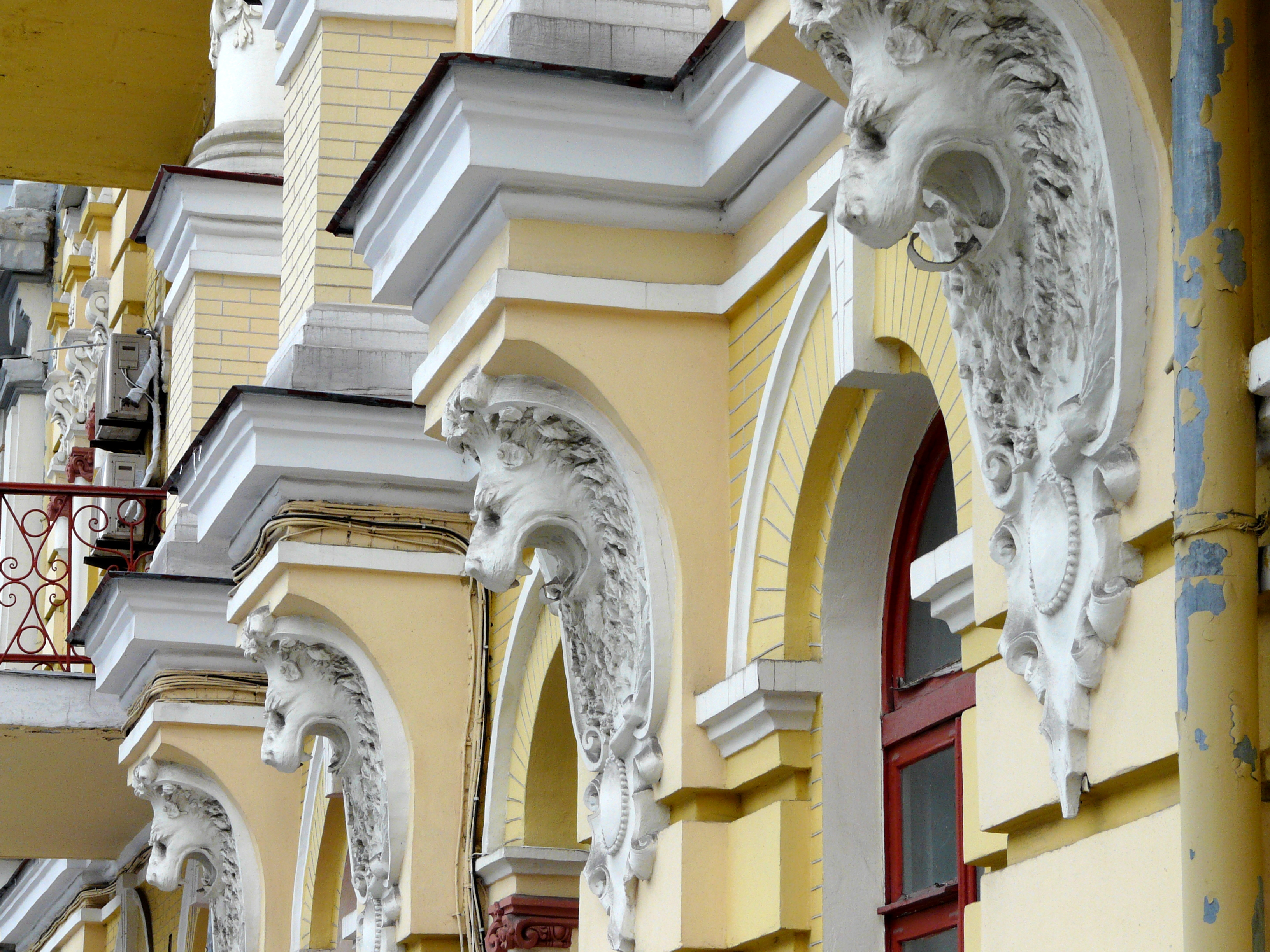
Декор дома на Пушкинской, 33-а

С 1861 года киевские улицы, в зависимости от расположения, делились на 4 разряда. Разряд регламентировал материал строительства: кирпичные по индивидуальным проектам, кирпично-деревянные или деревянные. Центральные районы относились к самым высоким разрядам, окрестности — к самым низким.
Дома простой композиционной схемы были, как правило, трехэтажными на подвальном этаже, односекционным, симметричными, с воротами для проезда. Обычно лестница была при обеих фасадах. Главный («парадный») вход располагался с улицы для владельцев и съемщиков и задний («черный ход») — со двора для прислуги. Чёрный ход был один или два на каждую секцию. Кроме того, иногда предусматривались боковой вход и, при необходимости, лавочные двери.
Дома чаще всего имели небольшой внутренний двор-колодец.
Квартиры в доходном доме размещались вокруг лестничных клеток, коридоров или галерей. По планировке они были однородными. На этаже было по две одинаковые квартиры, каждая из которых — на шесть комнат. Подобную схему имел, например, доходный жилой дом начальника Киевского жандармского управления генерал-лейтенанта Александра Павлова, построенный в 1895 году по проекту военного инженера Николая Чекмарева на улице Пушкинской, 33.
На улицу выходили окна кабинета, гостиной и спальни, а на двор — детская, будуар, столовая и кухня. Из кухни дверь вела на «черную» лестницу и в каморку, где жила повариха. Кладовая сообщалась дверью с коридором «черного» хода. Через него заносили дрова и продукты. Туалет и ванная были у входной двери и прихожей. Иногда снаружи достраивали ризалит, чтобы увеличить площадь кухни и построить «черную» лестницу.

## Отделка

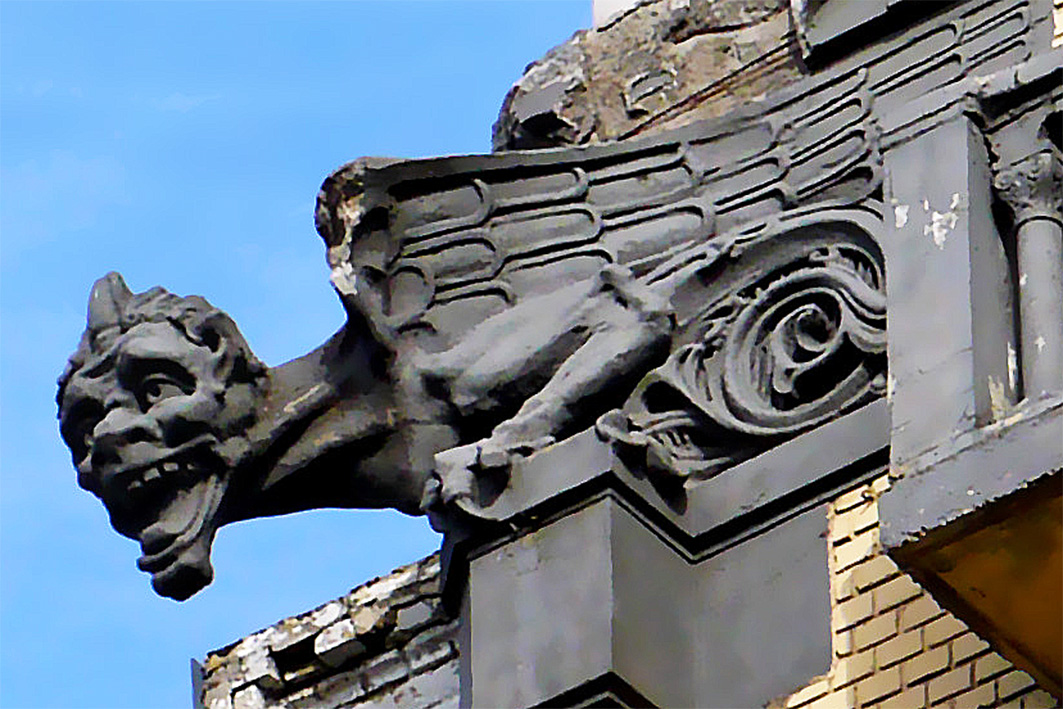
Демон (горгулья) на Большой Житомирской, 8-а

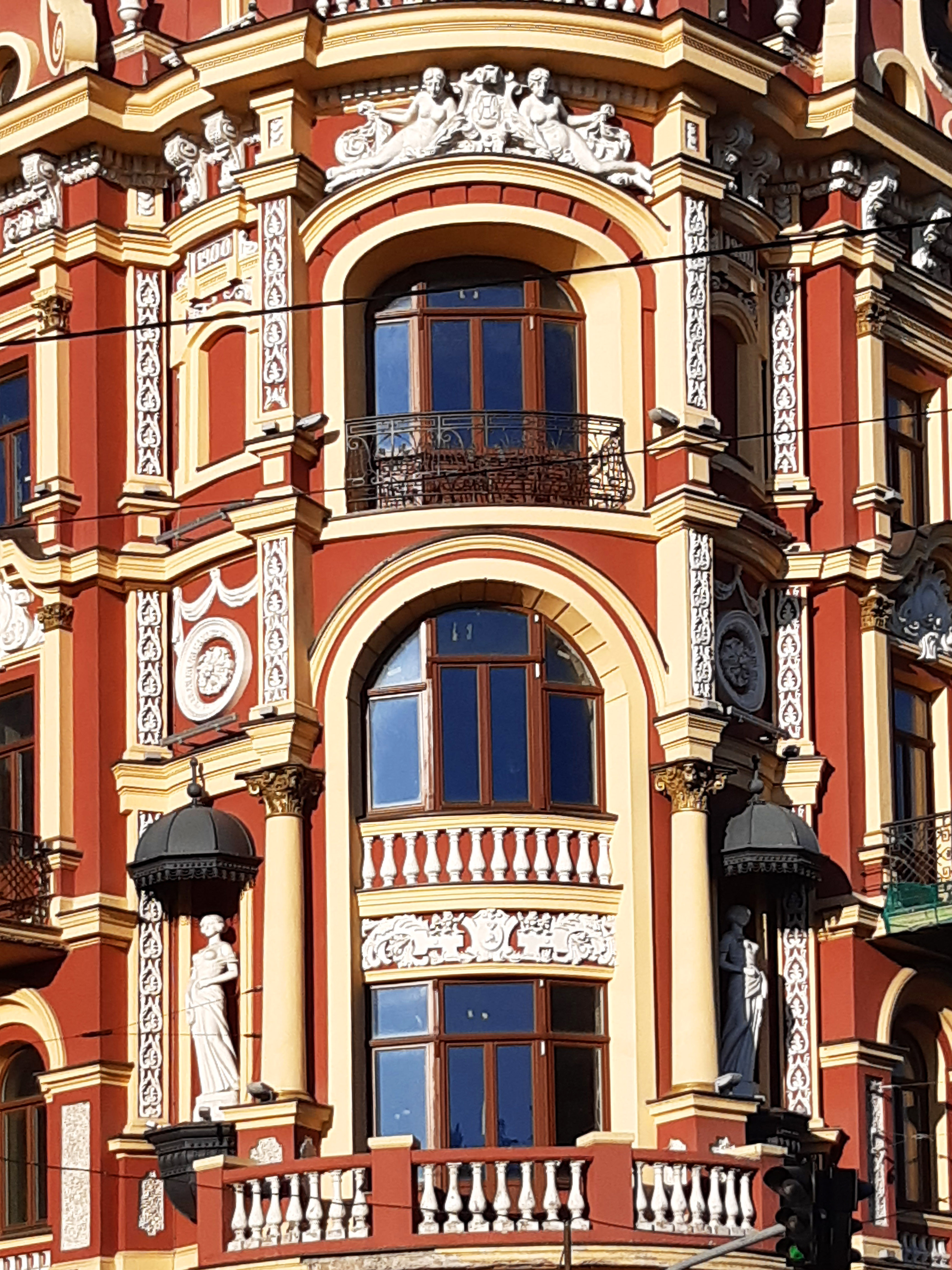
Неоренессансный декор Дома Сироткина (1901)

Фасады домов часто украшали различными изображениями, надписями и целыми композициями.
Фасад доходного дома на улице Лютеранской, 15 (1908) украшает майоликовое панно «Пан с нимфами», изготовленное архитектором Александром Вербицким и художником Алексеем Козловым.
Самая заметная многофигурная тематическая фризовая композиция — «Поход Фрины» на доме № 4 в Музейном переулке (1909) скульптора Федора Балавенского. Фриз «земледелие» помещен на фасадах краеугольного дома на улице Саксаганского, 26/26 (1911). Фасады многих домов украшали античные фигуры как например, на Институтской, 13/4 (1909) и Терещенковской (1913—1914). Рельефные многофигурные композиции, посвящённые античным мифам и легендам, помещенные на фасадах доходных домов на улице Саксаганского, 12; Чеховском переулке, 11, в пассаже на Крещатике, 15.
Фигурами аллегорических богинь с рогами изобилия украшены фасады дома на улице Саксаганского, 36. Путти помещены на фасаде дома в Михайловском переулке, 9, и на Дома Козеровского, сатиры — на улицы Ильинской, 10 и Лютеранской, 25.
Античные божества Меркурий (Гермес), Деметра, Афина, Гефест украшали фасад Дома Гинзбурга на улицы Городецкого, 9 (1901). Часто изображали кадуцей, обвитый змеями «жезл Меркурия», покровителя торговли и промышленности, например, на фасадах банка (Перекресток, 8), ломбарда (Музыкальный переулок, 1), торгового дома (улицы Городецкого, 13), технического общества (Олеся Гончара, 55-Б), второго коммерческого училища (бульваре Тараса Шевченко, 9/28), особняков (на Шелковичной улице, 17), доходных жилых домов (Лютеранская, 11; Антоновича, 44).
Фасады декорировали мифологическими существами: грифонами (Городецкого, 9; Саксаганского, 96); драконами (дом на Рейтарской, 31/16, дом на бульваре Шевченко, 19), крылатыми демонами (Ярославов Вал, 1); химерами (Большая Житомирская, 8-а); птицей-сирином (Костельная, 7, Хорива, 21 и 23); пегасами (Ярославская, 31).

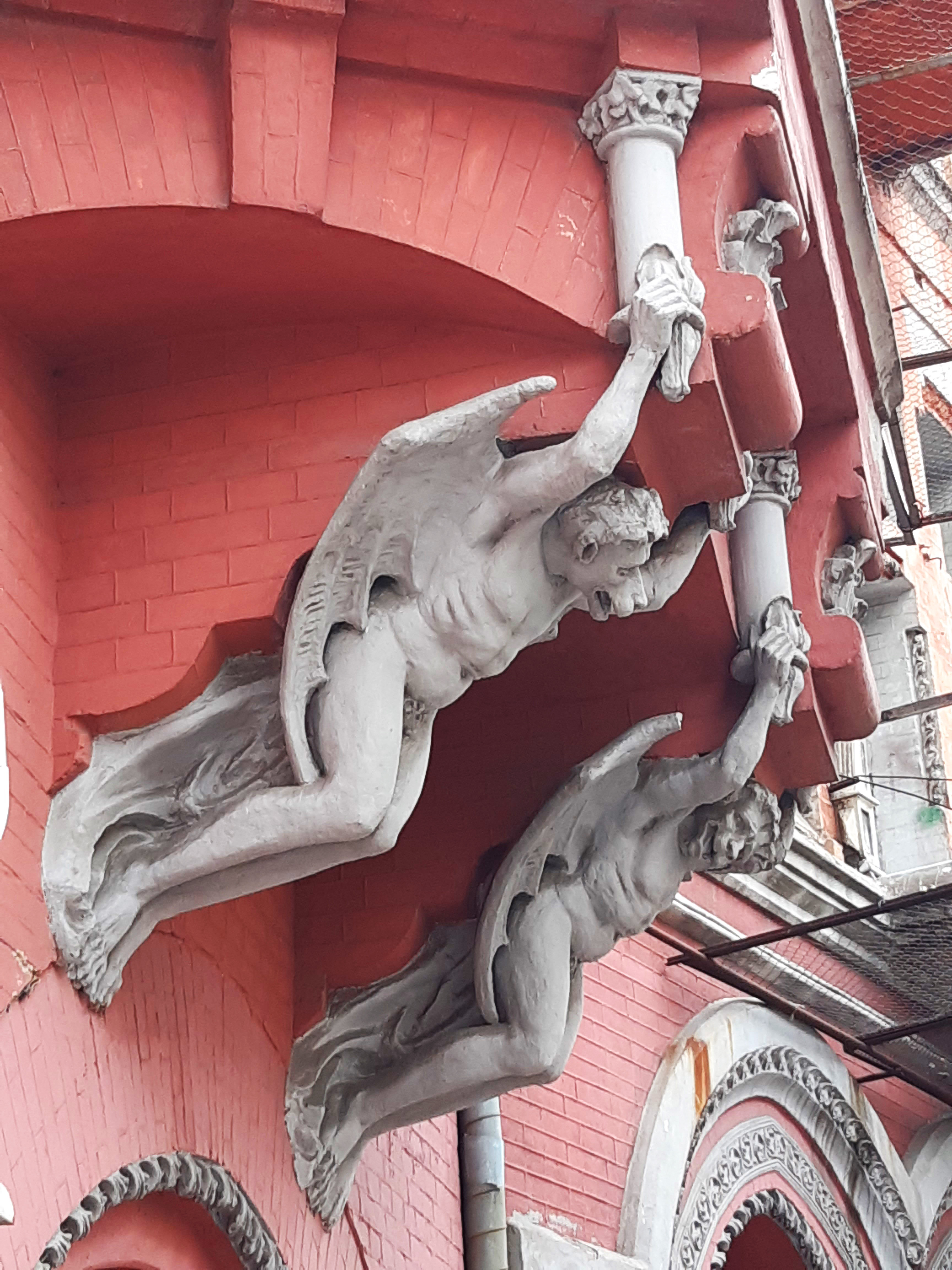
Крылатые демоны (Дом Подгорского)
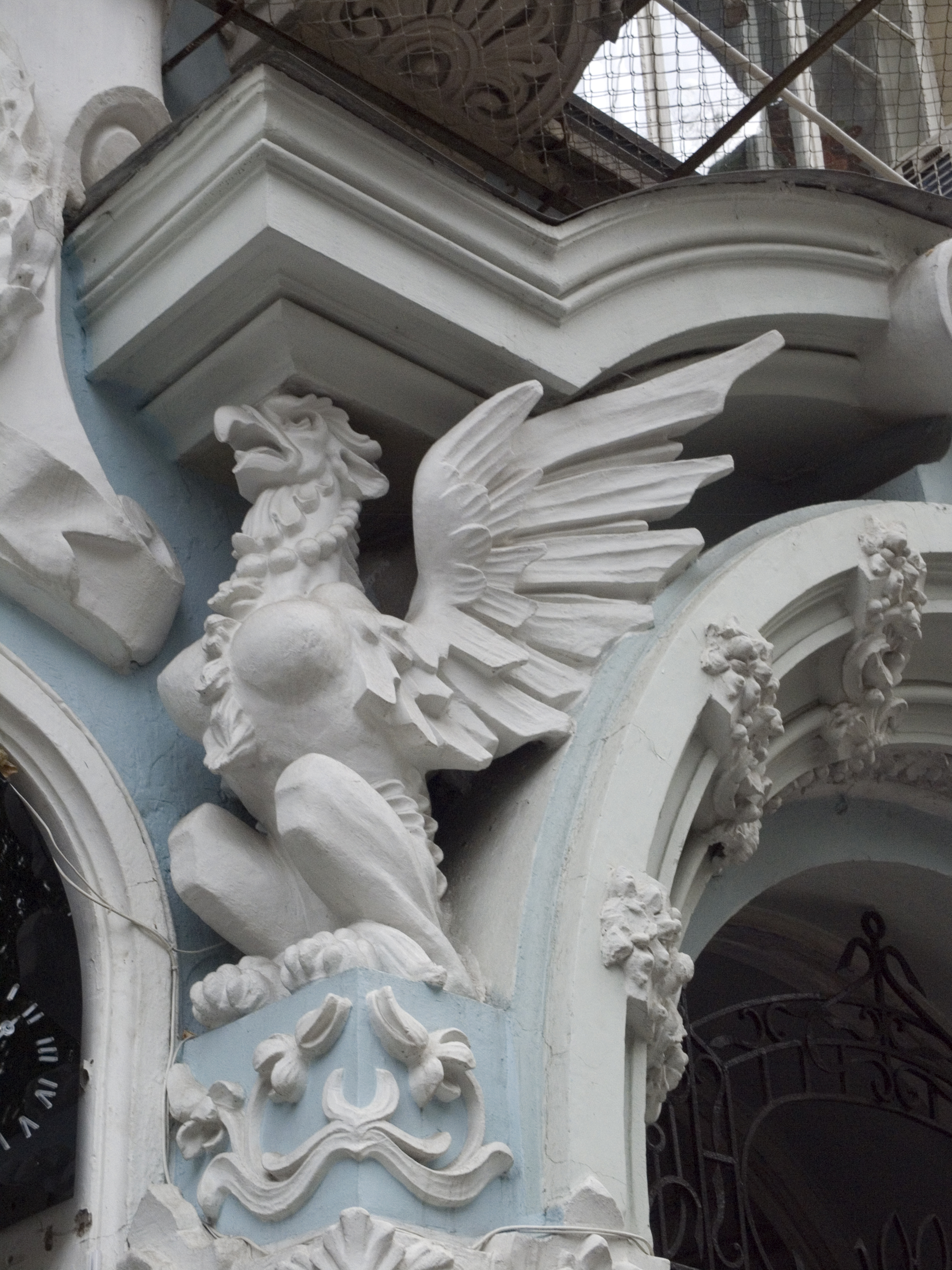
Грифон (дом Гинзбурга на Городецкого, 9)
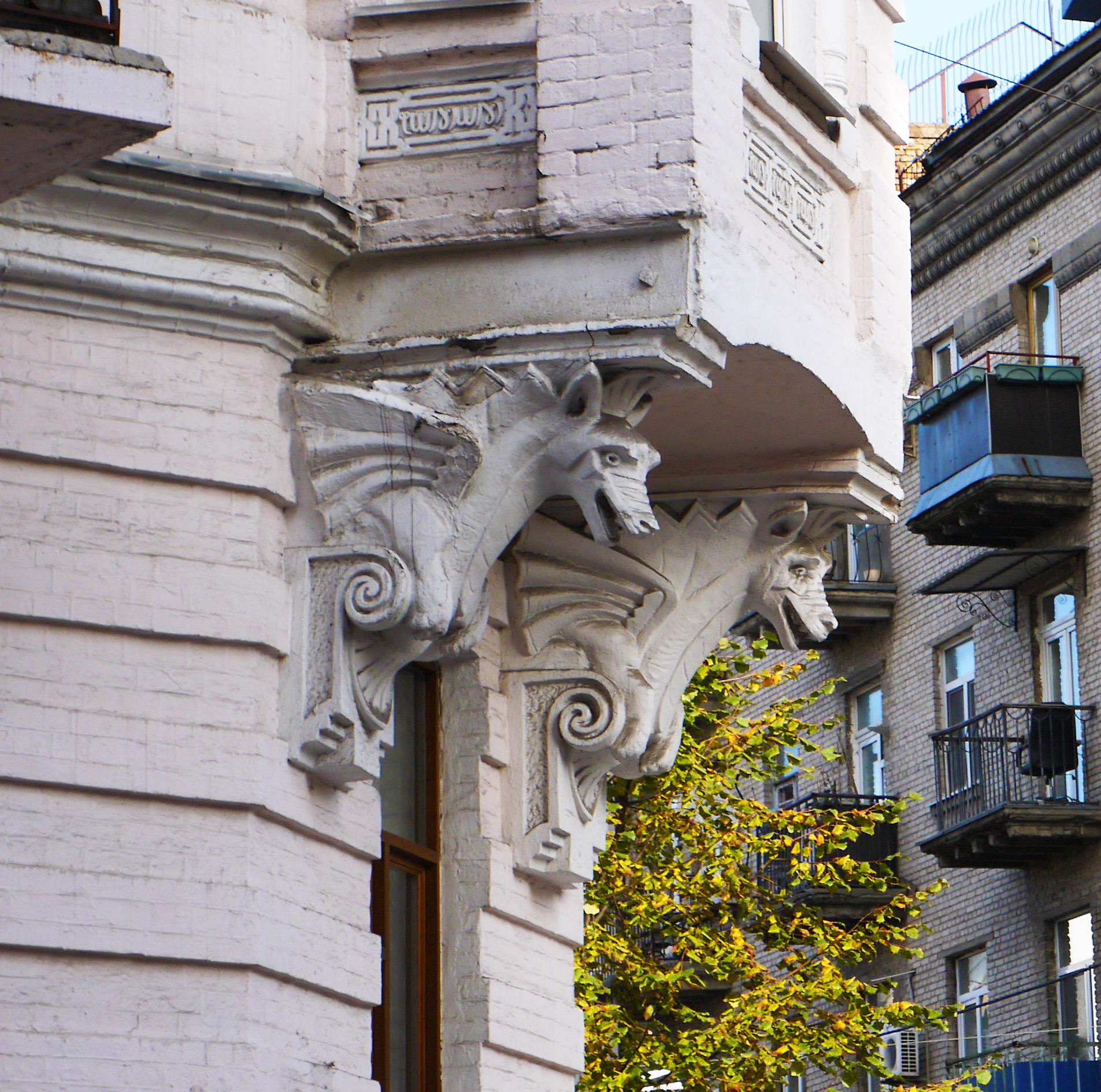
Дом с драконами, Рейтарской, 31
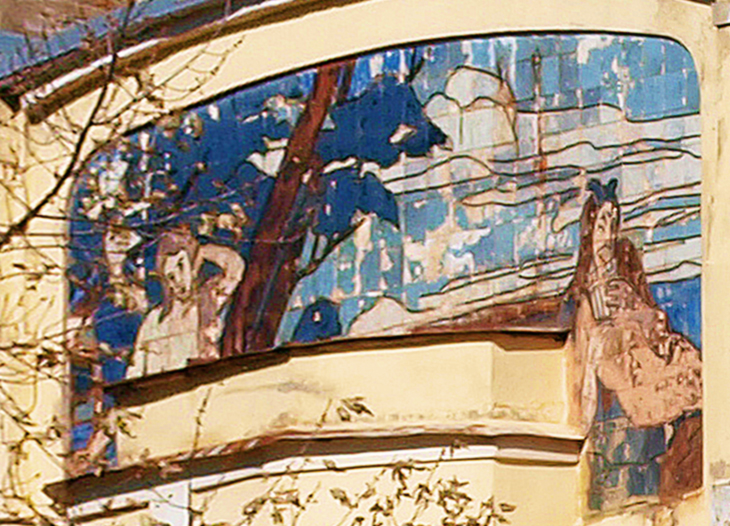
Дом с Паном и нимфами

Распространёнными элементами декора были маскароны, кариатиды, атланты, ифриты, гермы. Маскароны, изображения «античного» лица мужчины или женщины, обычно содержатся в замковых камнях оконных или дверных перемычек, на лопатках, пилястрах или в свободном поле стены (Лютеранская, 36/7; Заньковецкой, 7; Шота Руставели, 22; Большая Житомирская, 8-А, 10, 38; Сечевых Стрельцов, 7,12; Николаевская, 15, 19; Назаровская, 19, 21; Ярославов Вал, 37/1; Рейтарская, 7, 20/24, 29; Владимирская, 30, 82; Гоголевская, 10).
Головы мужчины и женщины в замковых камнях врат есть на Большой Васильковской, 14; голова Геракла в львиной шкуре — в портале входной двери на Сретенской, 15, а также в пассаже на Крещатике, 15.

Пасаж
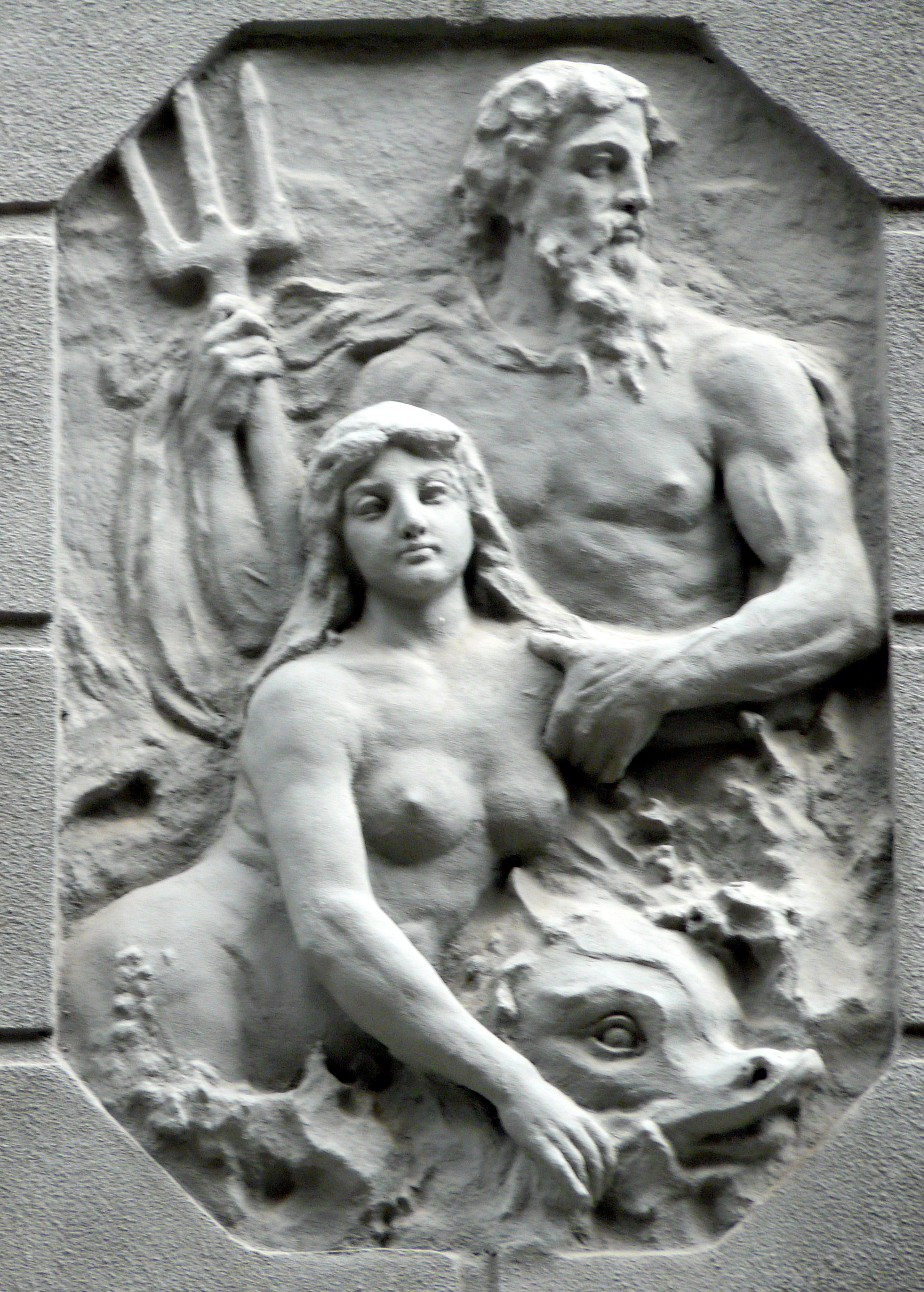
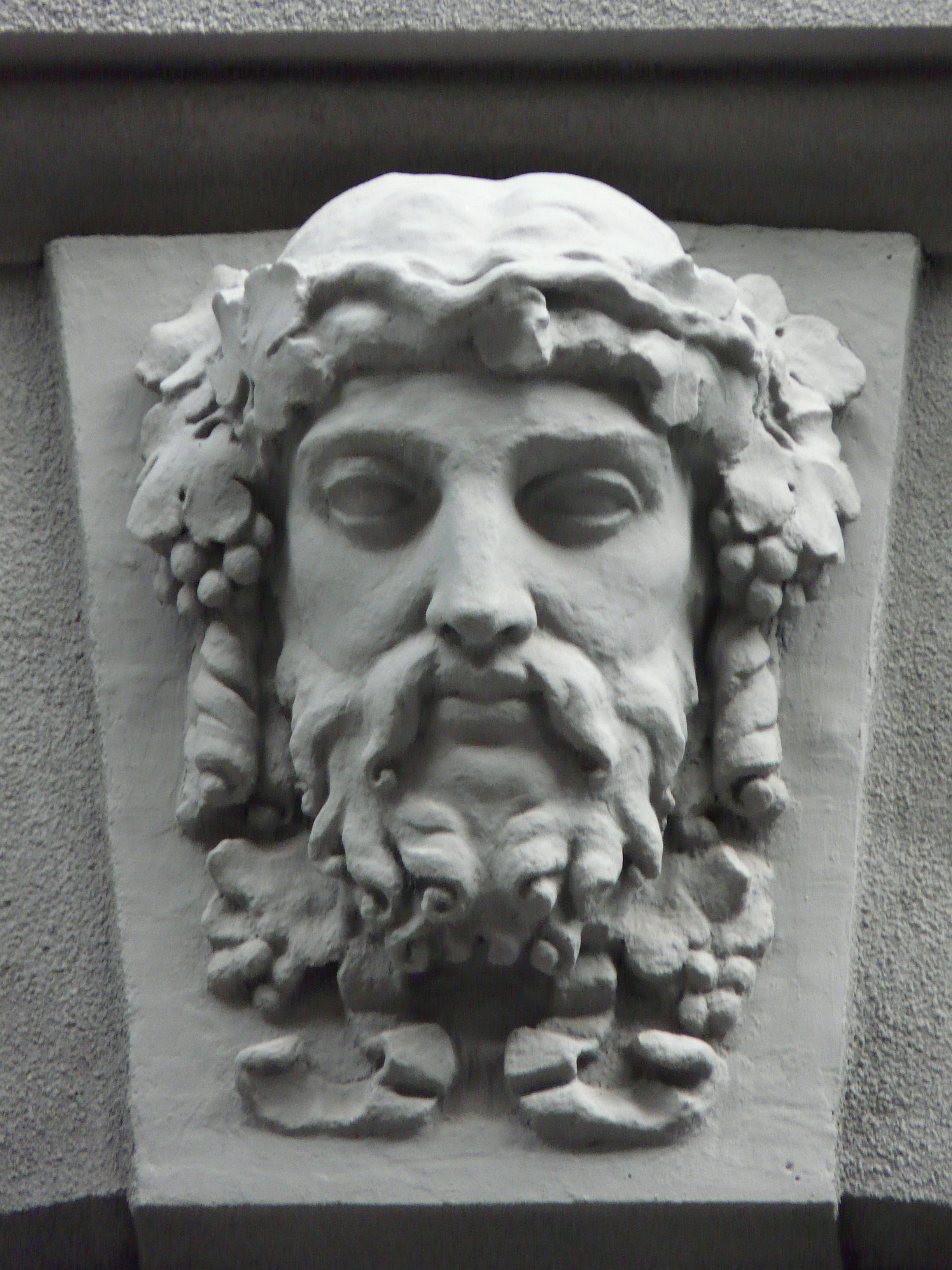
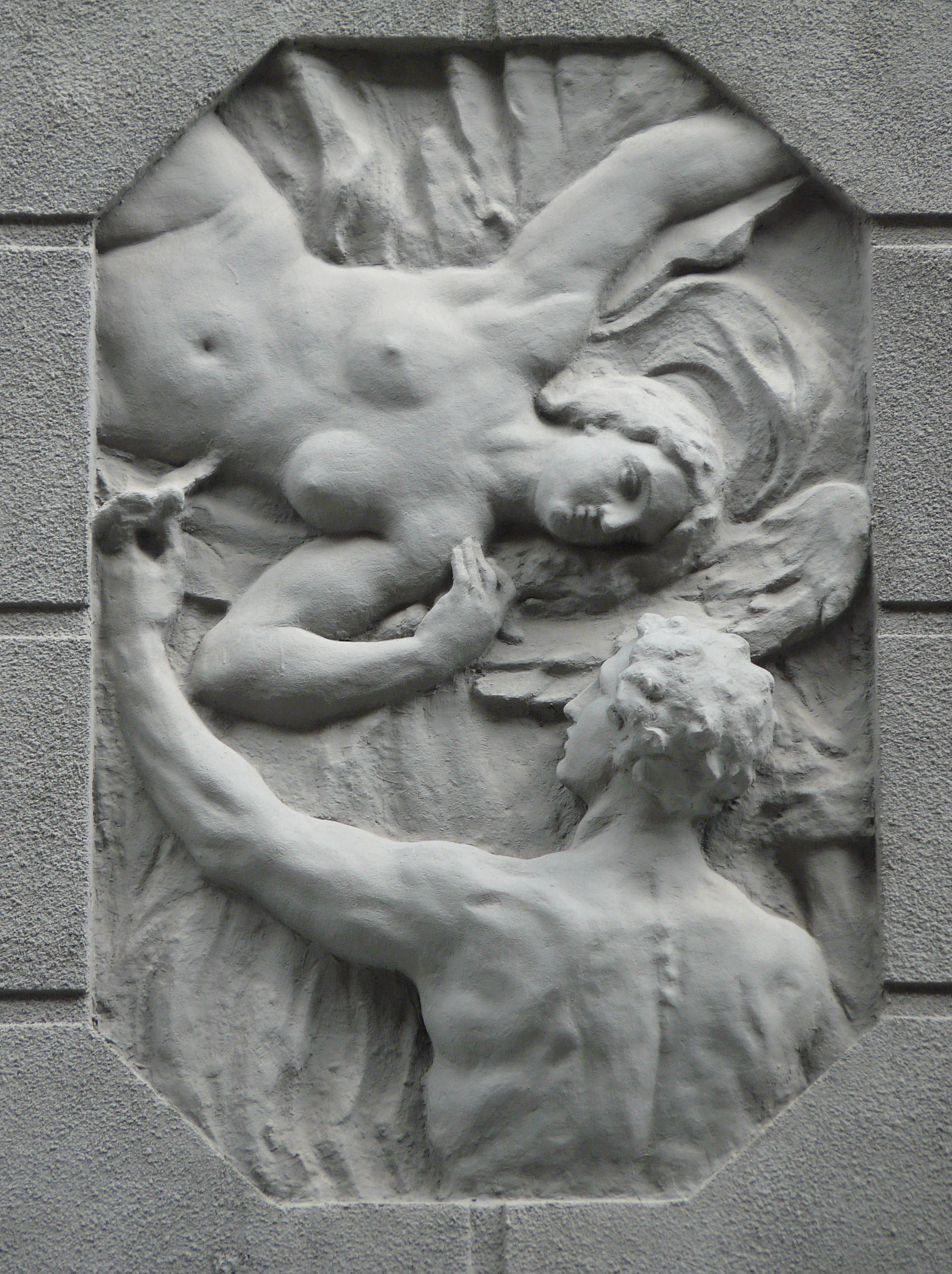
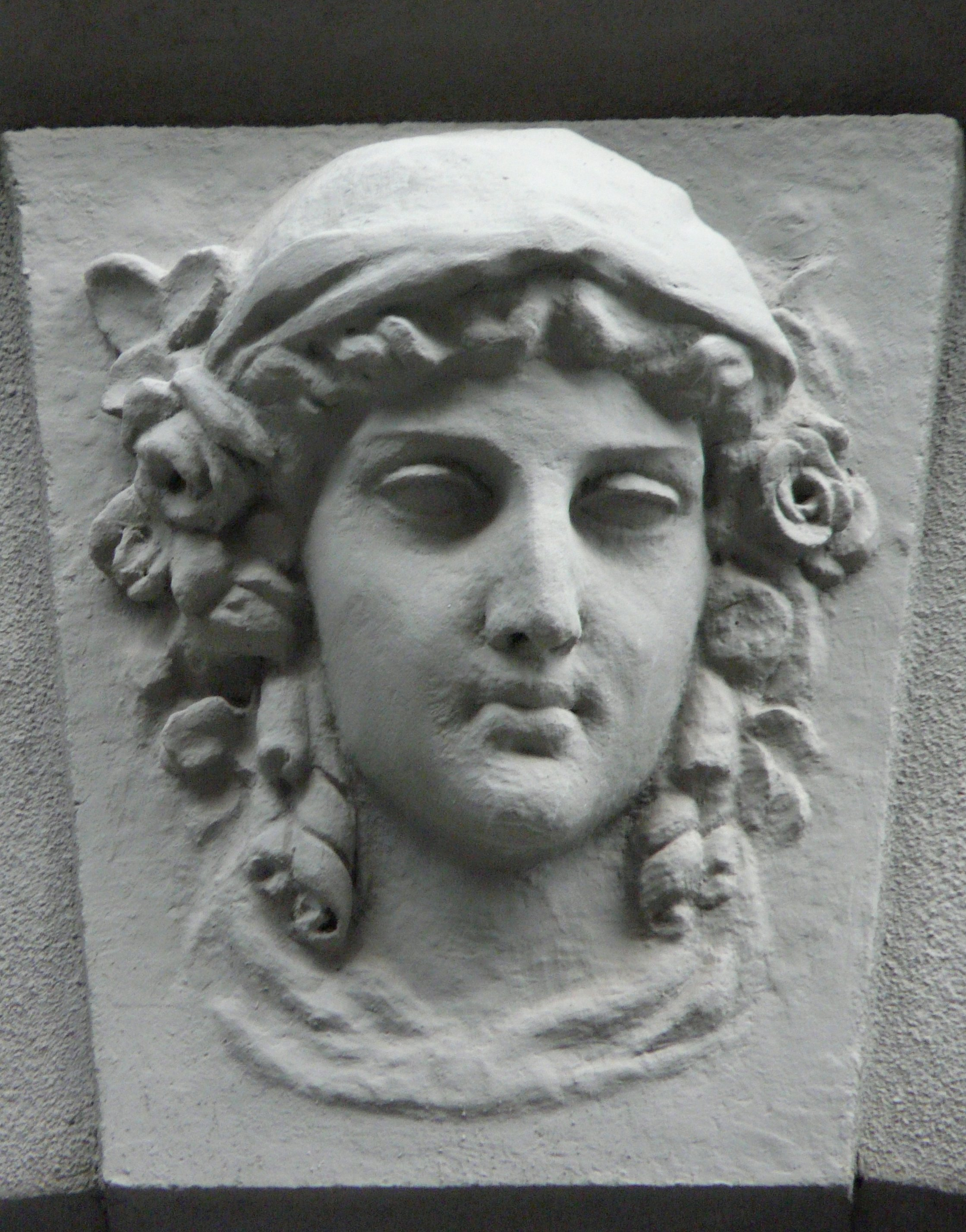
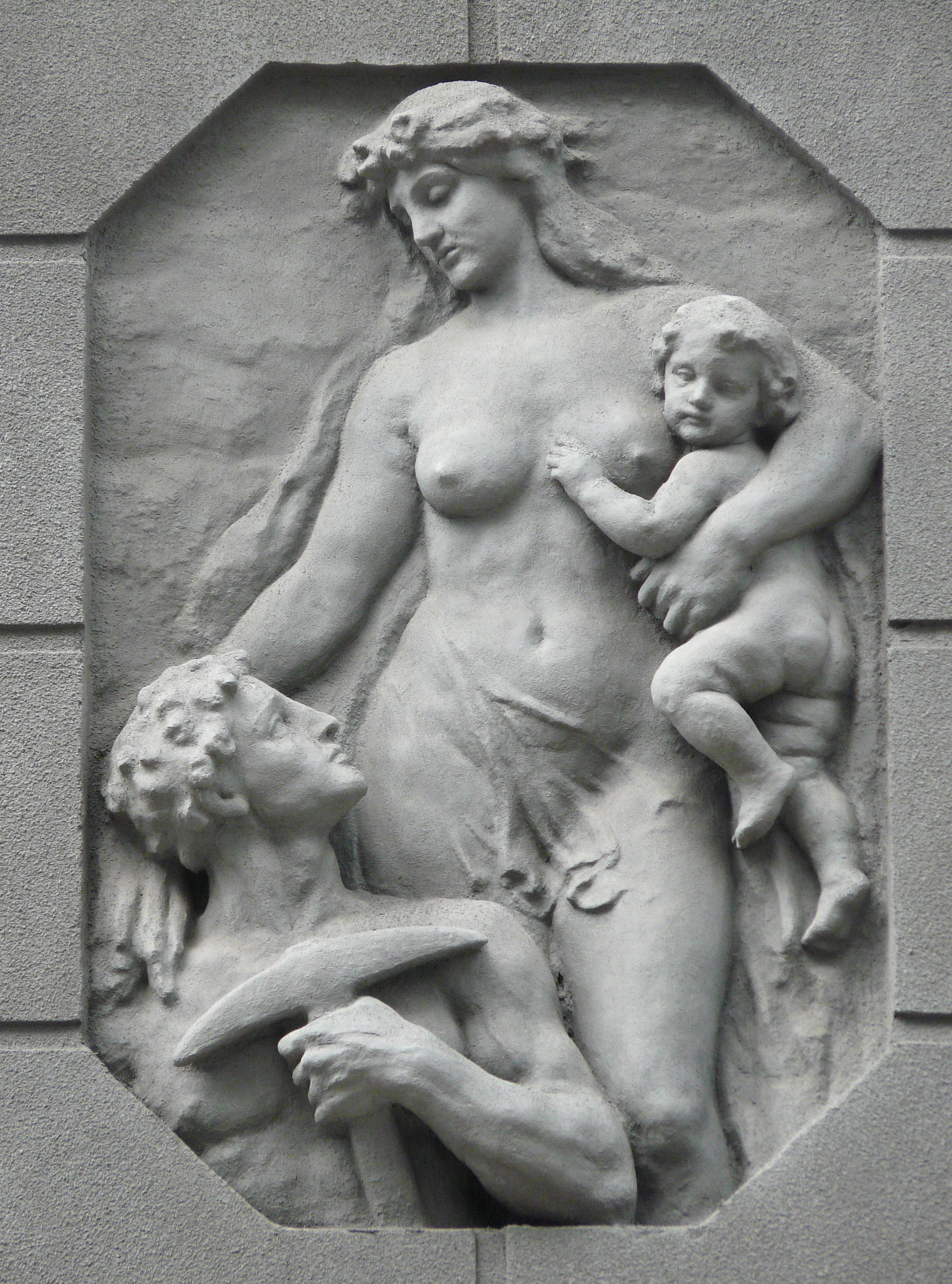

Кариатиды размещались в позиции анфас (Владимирская, 18; 45; Липская, 13; Ярославов Вал, 16; Богдана Хмельницкого, 33/34; 44; Антоновича, 23), в позиции боком к фасаду — поддерживая одной рукой перемычку лоджии (Большая Васильковская, 17; 35), а также в изящном ракурсе со спины в три четверти, с расплетенными волнистыми волосами (Усадьба Родзянко, дом на бульваре Тараса Шевченко, 5).
Атланты держат плечами и руками эркер, или балкон, в Доме Майкапар на Лютеранской улице, 6, домах на Владимирской, 45; Богдана Хмельницкого, 33/34, или на голове куб с вазой на Доме Козеровского на Костельной, 7. Ифриты поддерживают балкон второго этажа Дома с ифритами на улице Симона Петлюры, 11/106.
Гермы устанавливали в межоконных простенках (Липская, 10; Большая Васильковская, 1) или отдельно (Ярославская, 47).

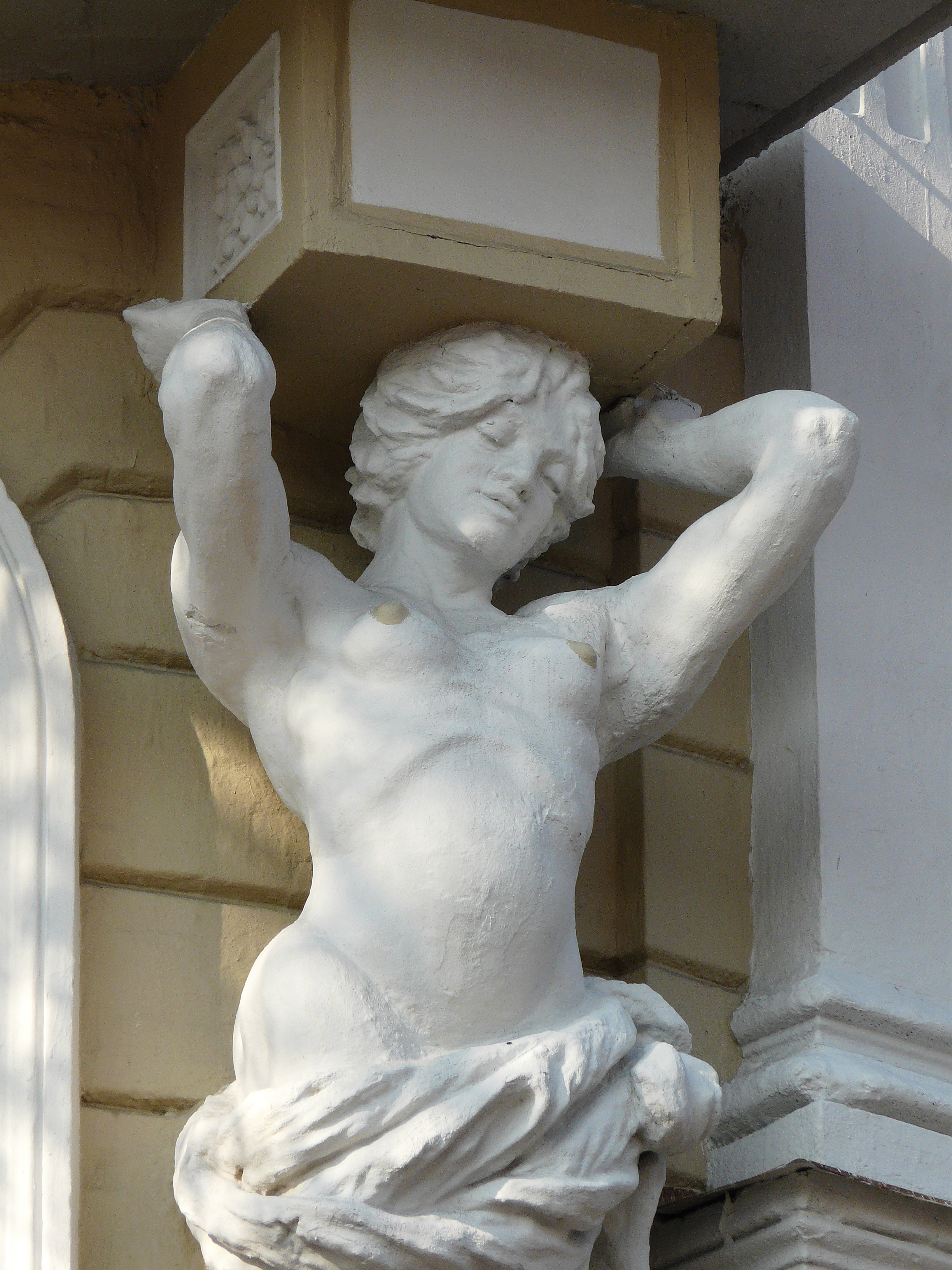
Кариатида (Владимирская, 18)
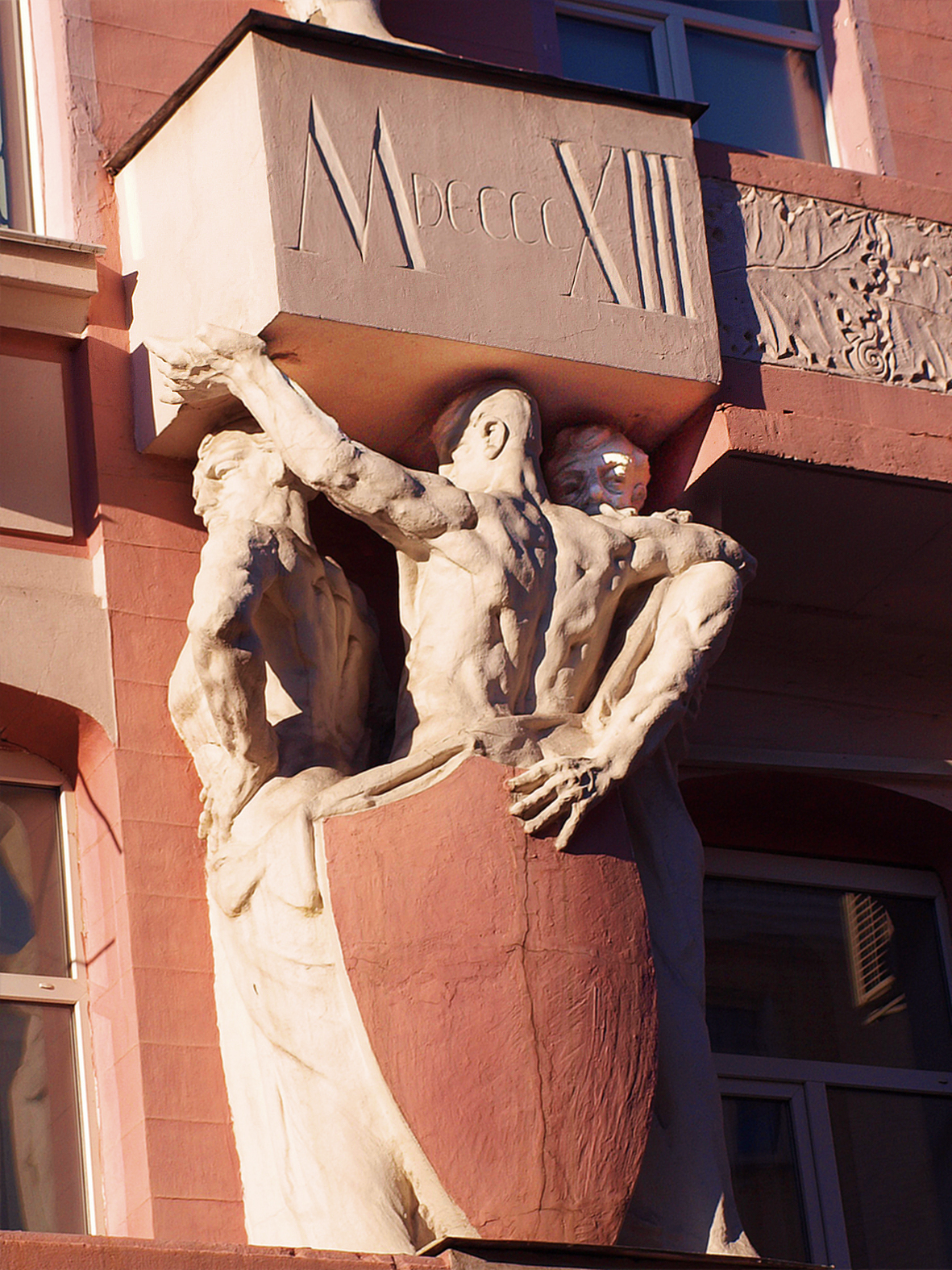
Дом Козеровского
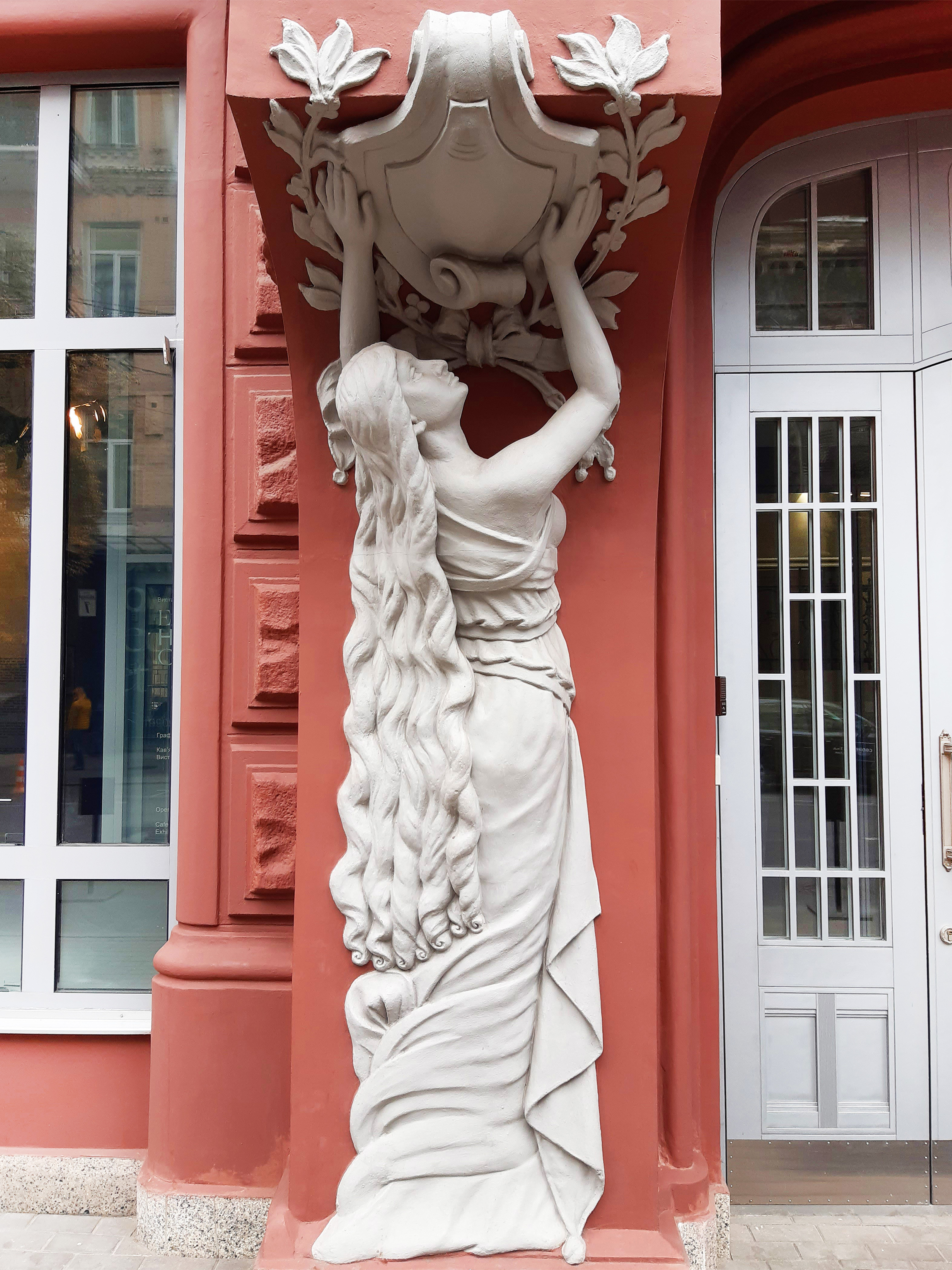
Кариатида (Усадьба Родзянко)
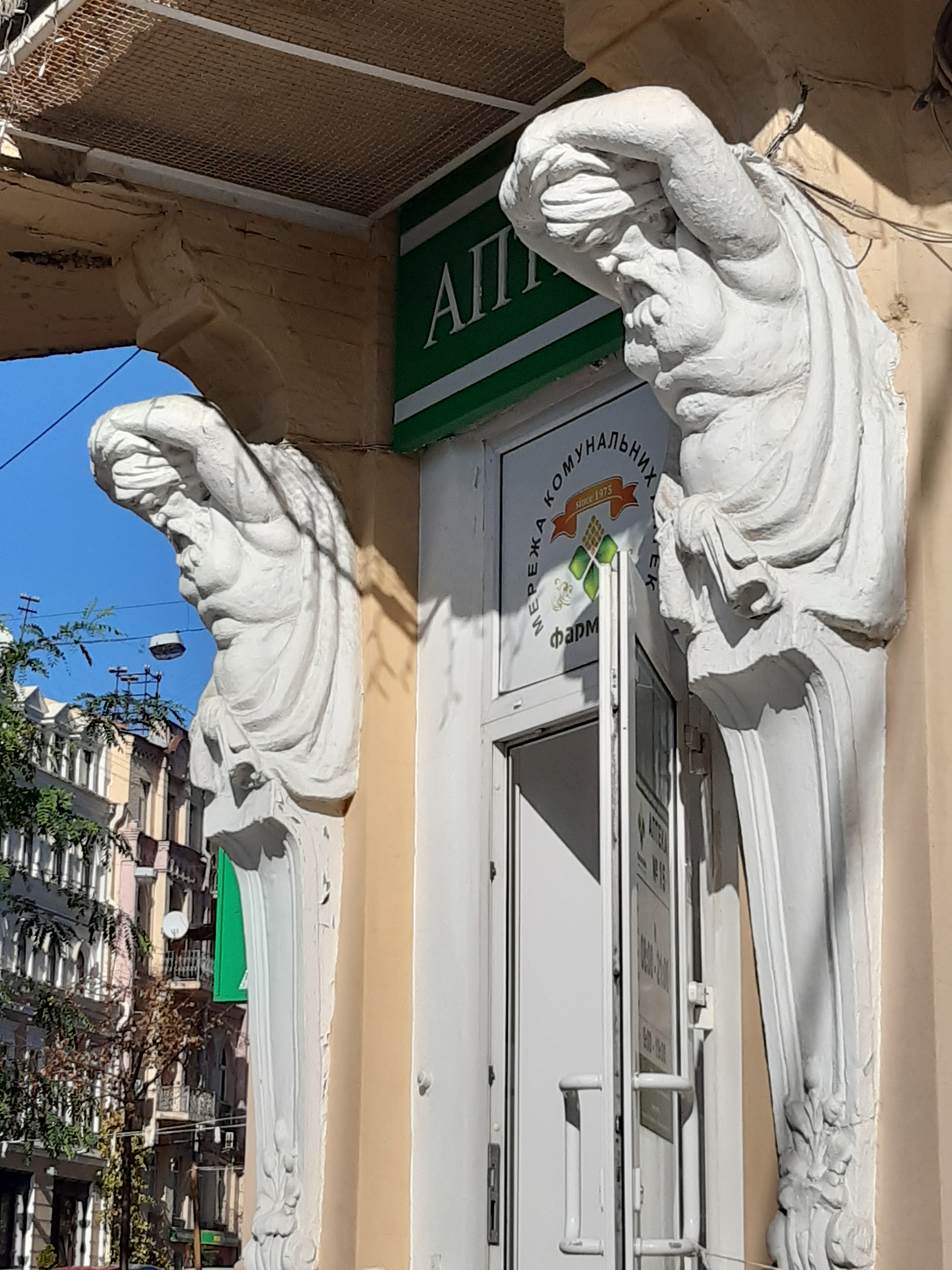
Дом с ифритами
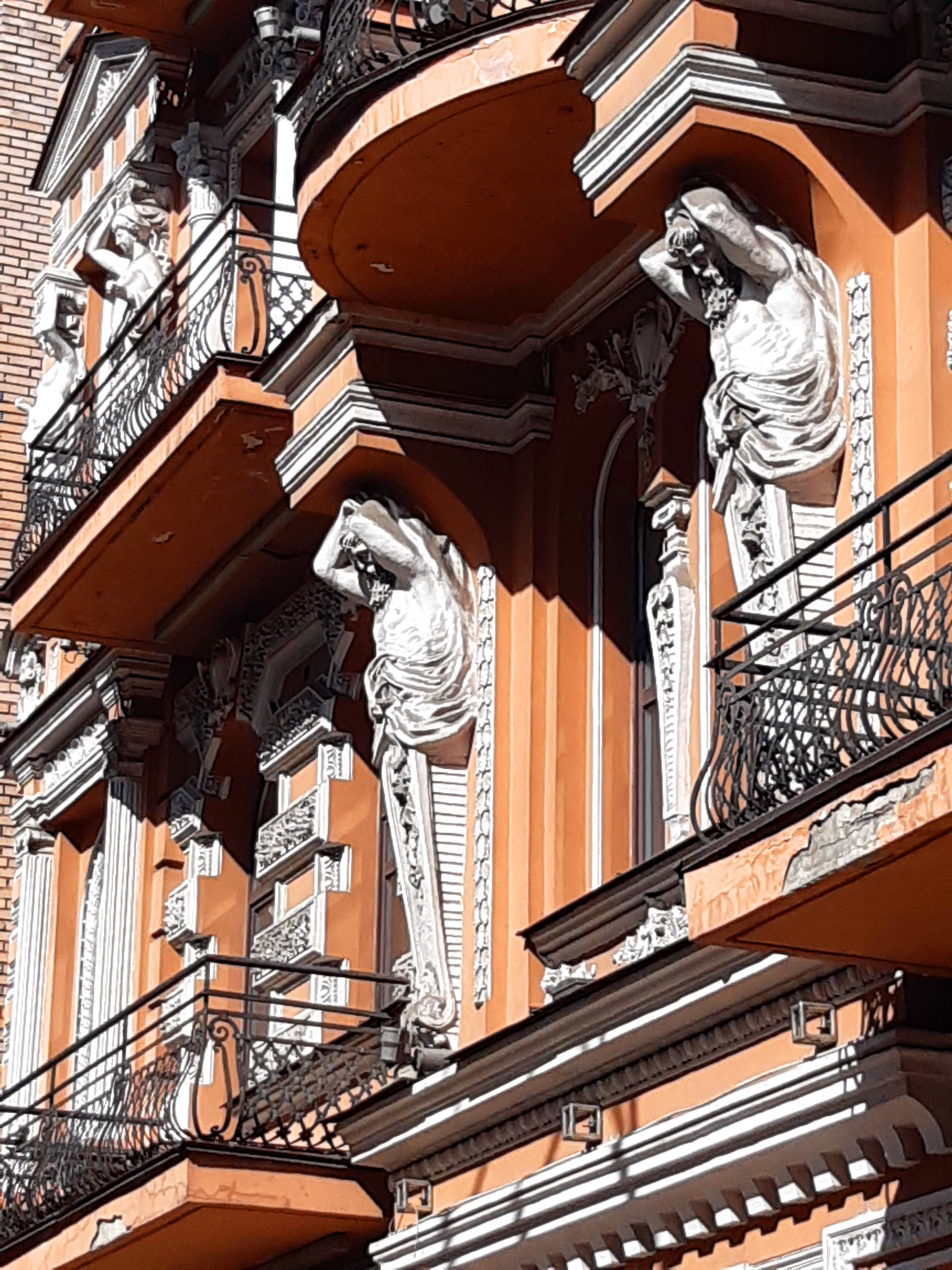
Дом Клуга
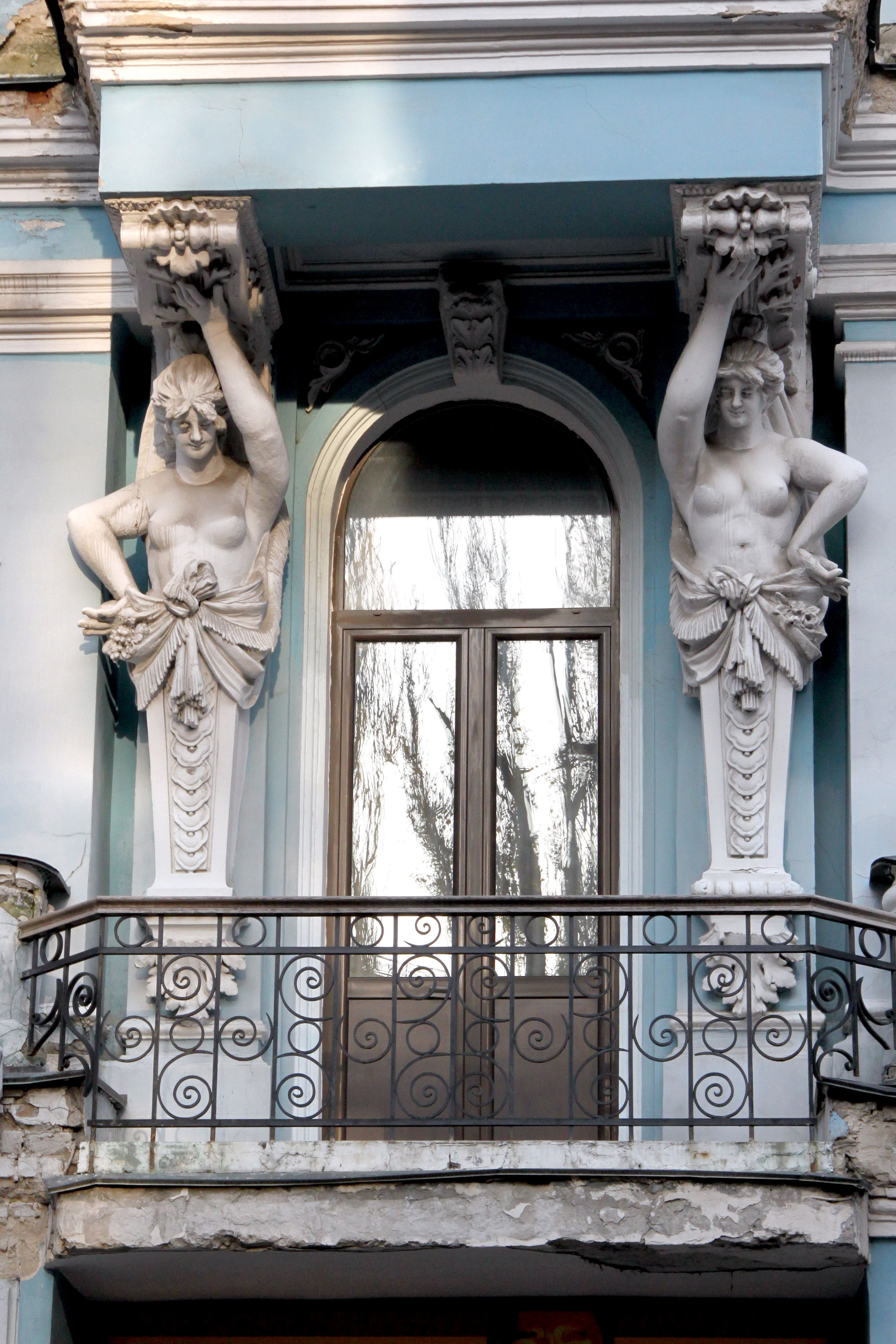
Усадьба на Ярославовом Валу, 16
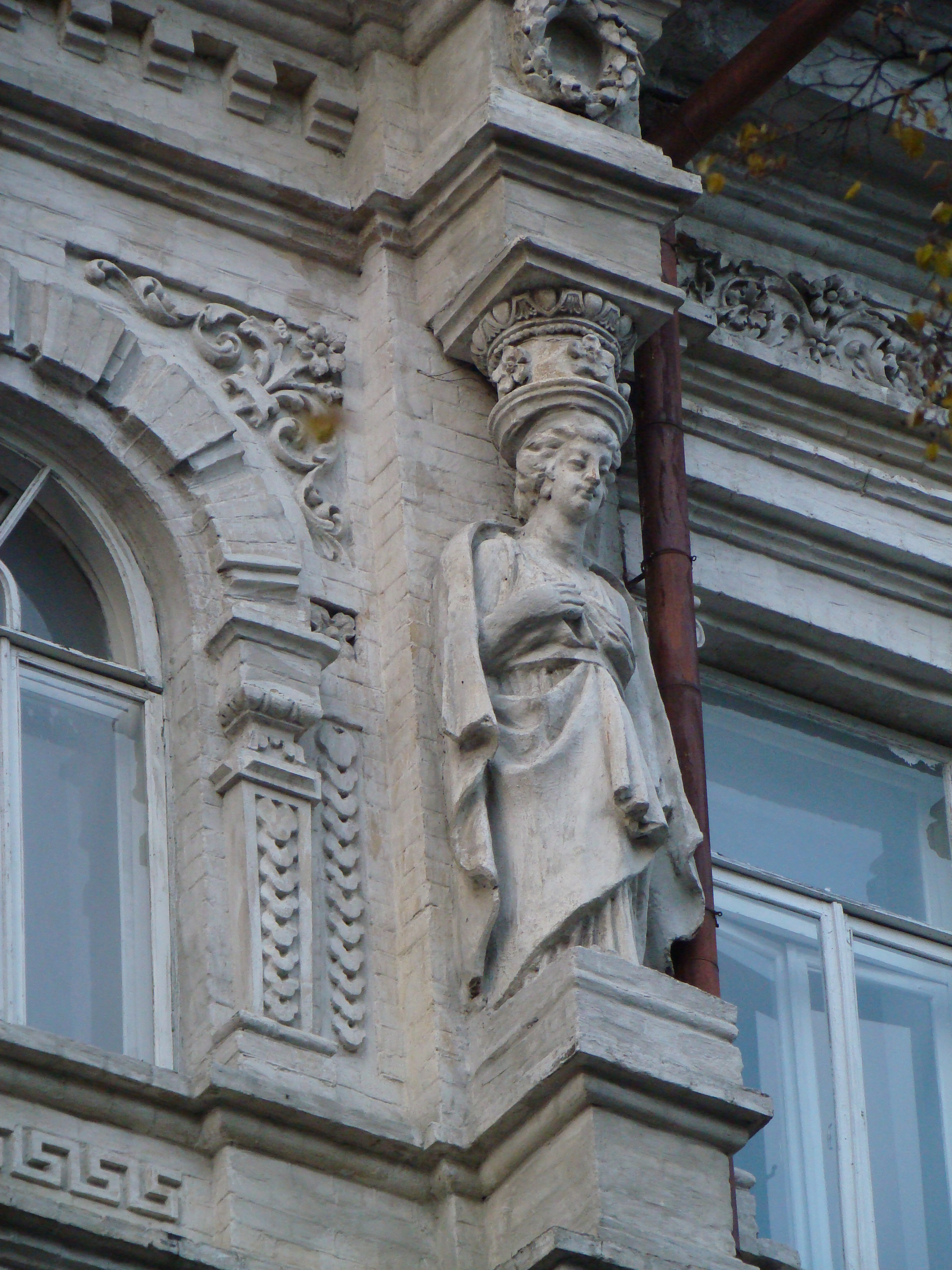
Дом с кариатидами (Липинского, 4)
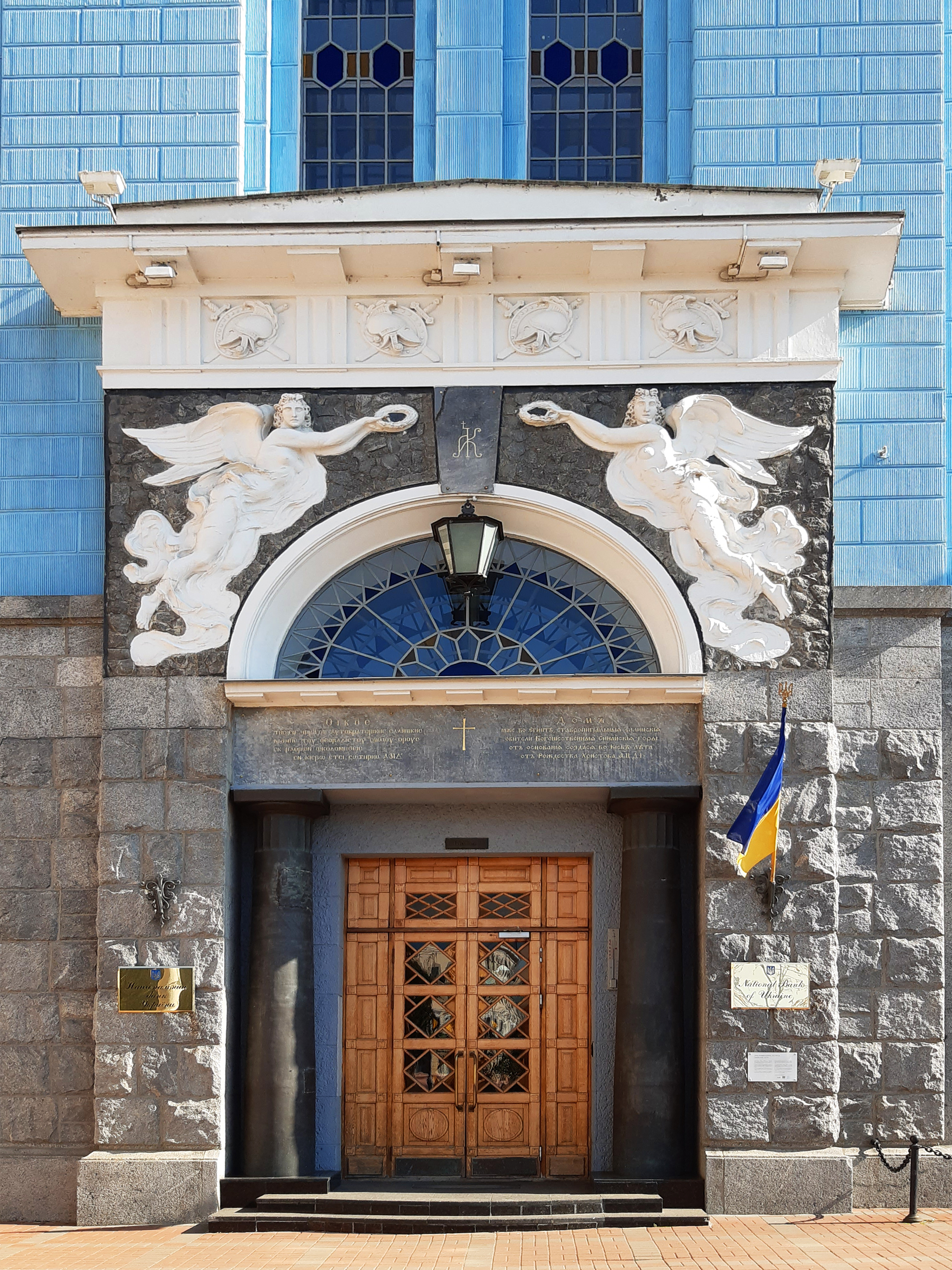
Фигуры Славы (Контрактовая площадь, 2-б)

Отдельную группу составляют изображения животных. Наибольшее количество животных — на Доме с химерами на Банковой, 10, выполненных по эскизам архитектора скульпторами Элио Саля и Ф. Соколовым. Другие дома украшают змеи и гусь (Большая Житомирская, 32); орлы (Малая Житомирская, 12; Заньковецкой, 4; Ярославов Вал, 13); совы (Гоголевская, 23; Заньковецкой, 4); коты (Гоголевская, 23); цапли (Тургеневская, 81; Городецкого, 17/1).
Часто встречаются львиные маскароны — аллегория силы и мужества (Большая Житомирская, 23; бульваре Тараса Шевченко, 34, 48-а; Пушкинская, 11, 33; Сечевых Стрельцов, 72; Олеся Гончара, 15, 22, 38; Липинского, 4, 11, 12; Шота Руставели, 22; Ярославская, 31; Заньковецкой, 48; Саксаганского, 113).

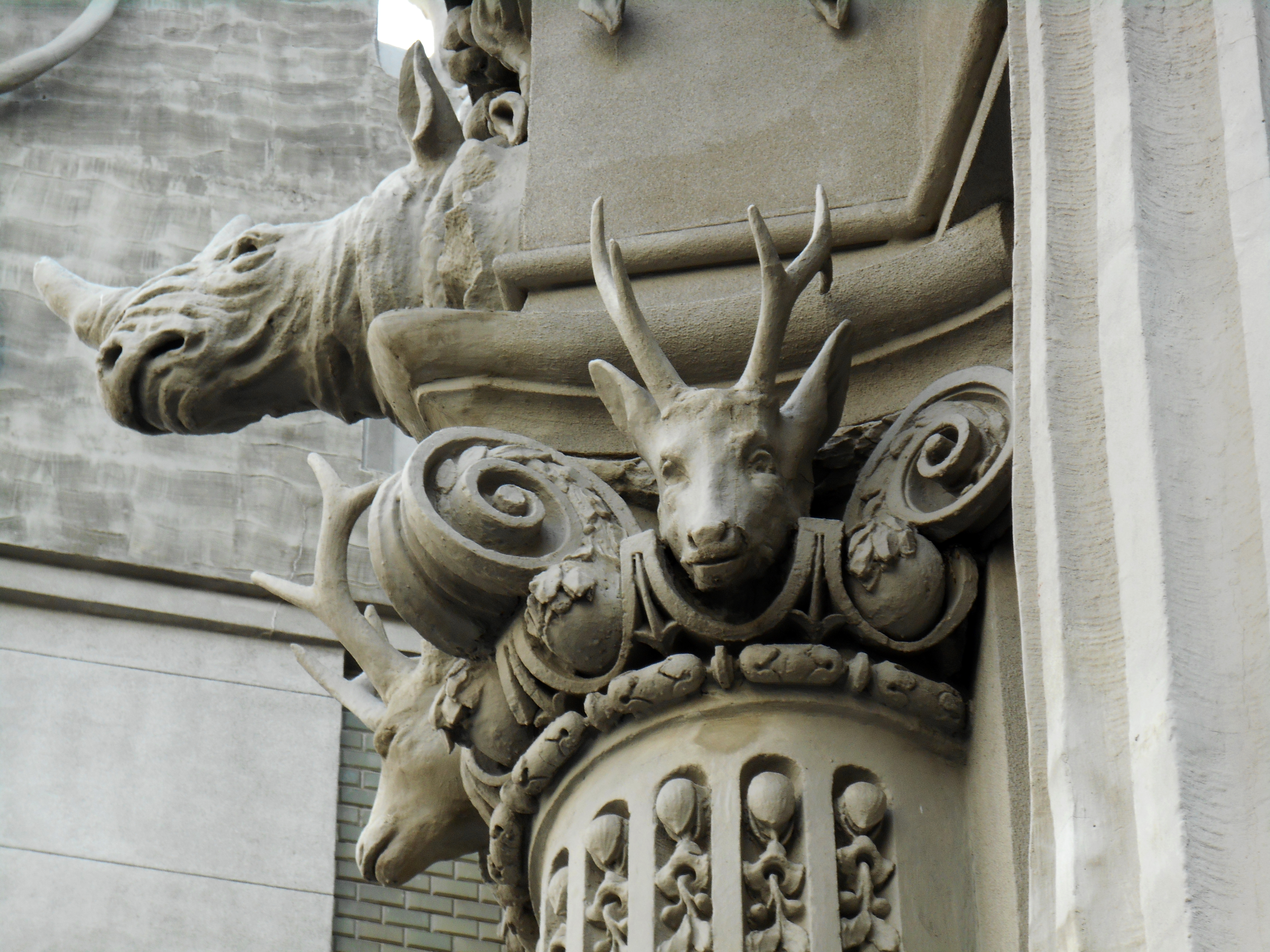
Дом с химерами
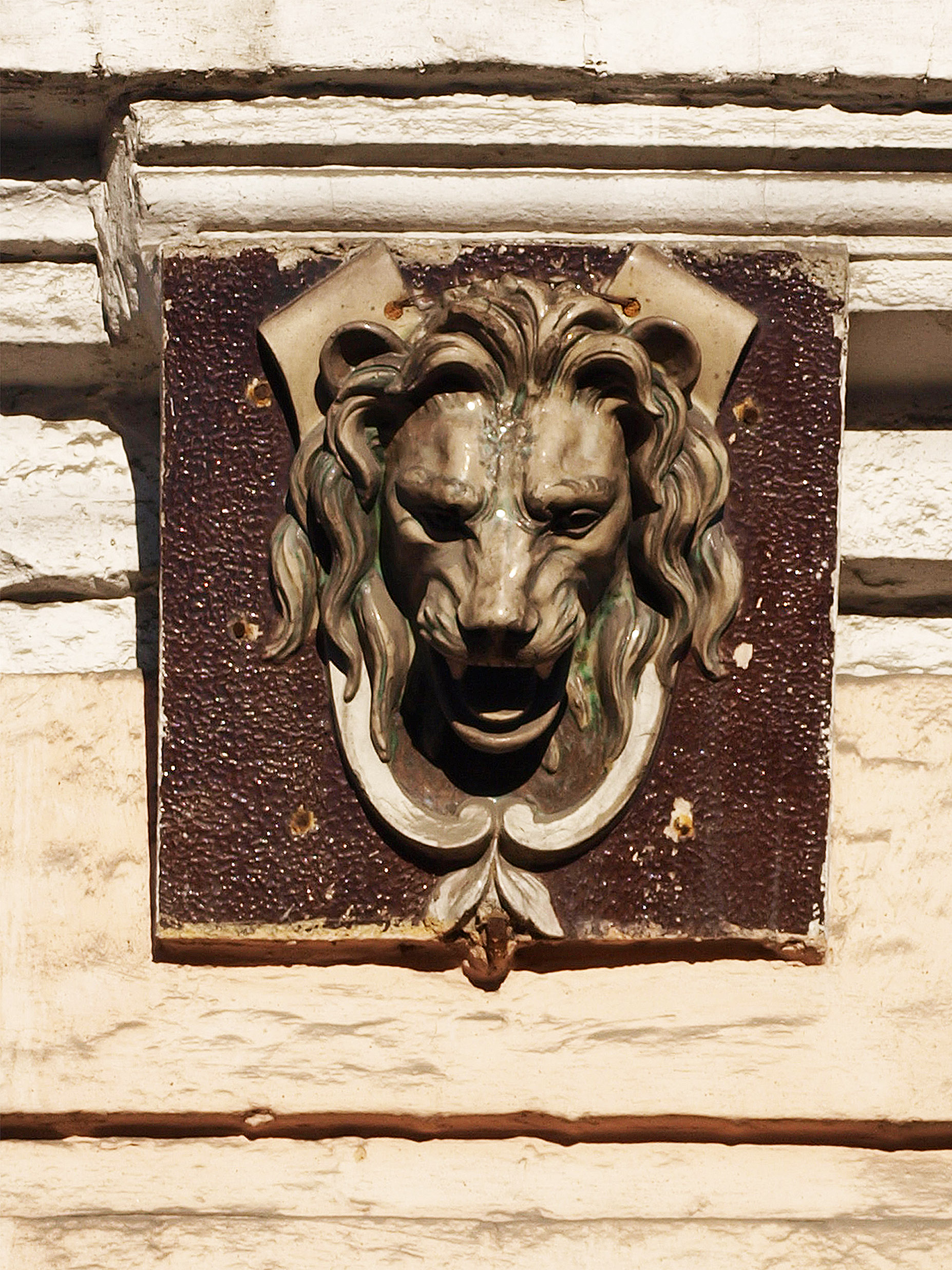
Дом со львами
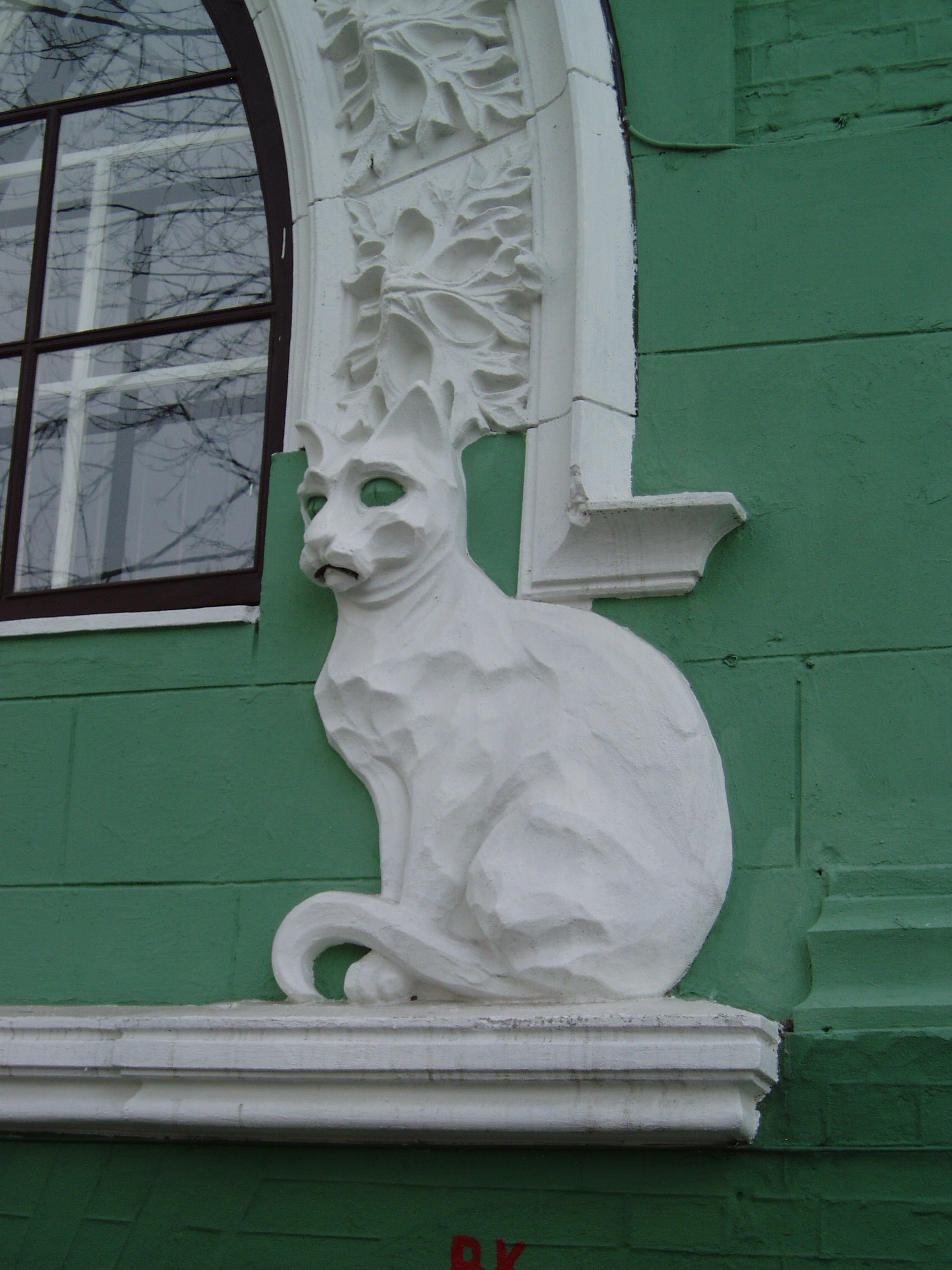
Дом с котами
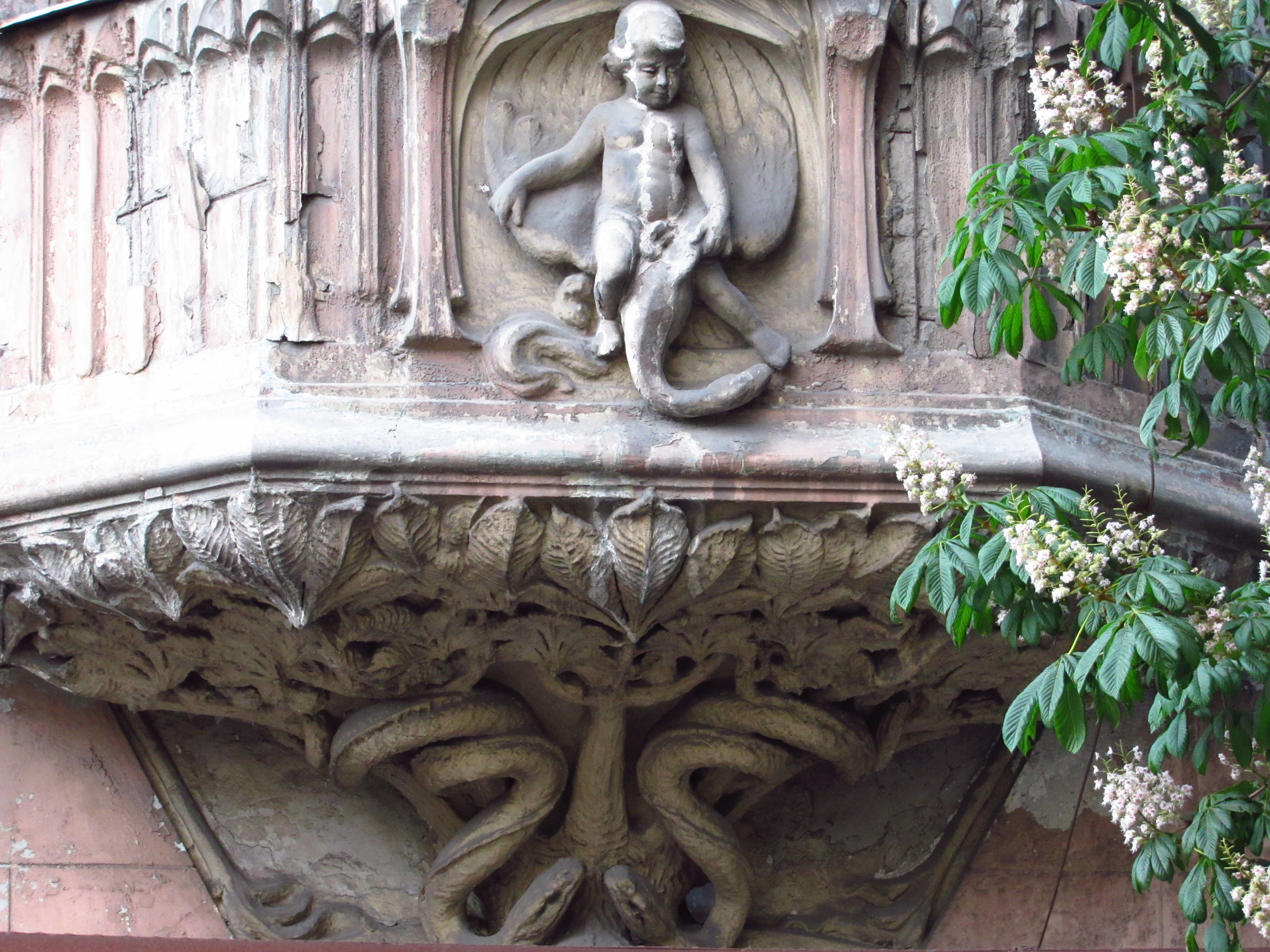
Дом со змеями

В щипцах краеугольного доходного дома на Ярославовом Валу, 21-а/20, в рельефном круглом медальоне изображены перекрещенные заступ и кирка с надписью на латыни: «Ora et labora» («Молись и работай») — эмблема страхового общества «Саламандра», которому принадлежал этот дом. Это также девиз монашеского бенедиктинского ордена.
Среди других надписей обращает на себя внимание латинское приветствие «Salve» например, начертанное над дверью (Ярославов Вал, 26-б), выложенное мозаикой на пороге парадного входа (Дом Подгорского на Ярославому Валу, 1; Саксаганского, 74, 81; Олеся Гончара, 9), закомпонованное в декоративной отделке вестибюля (Прорезная, 24/39).

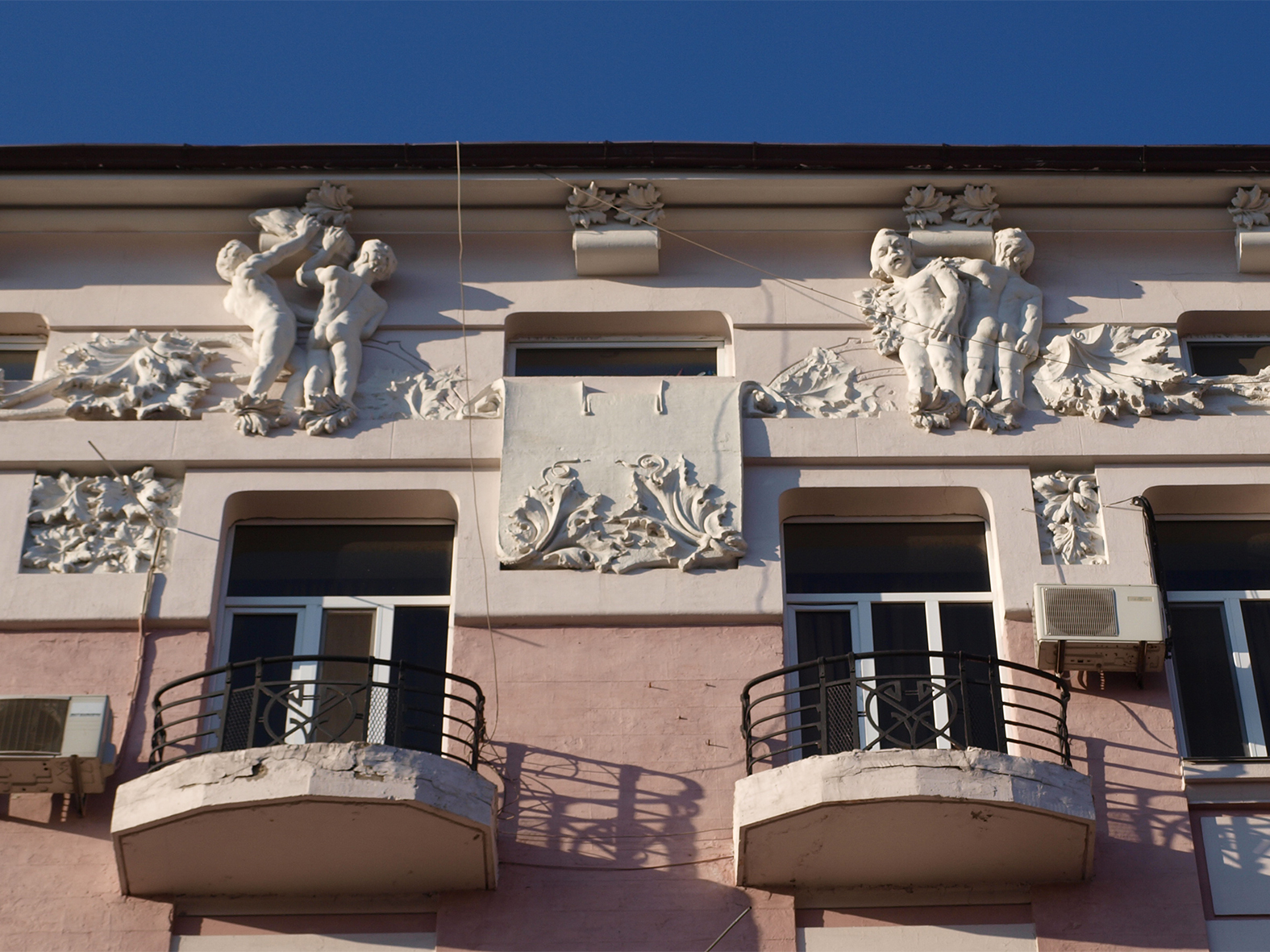
Путти, Дом Козеровского
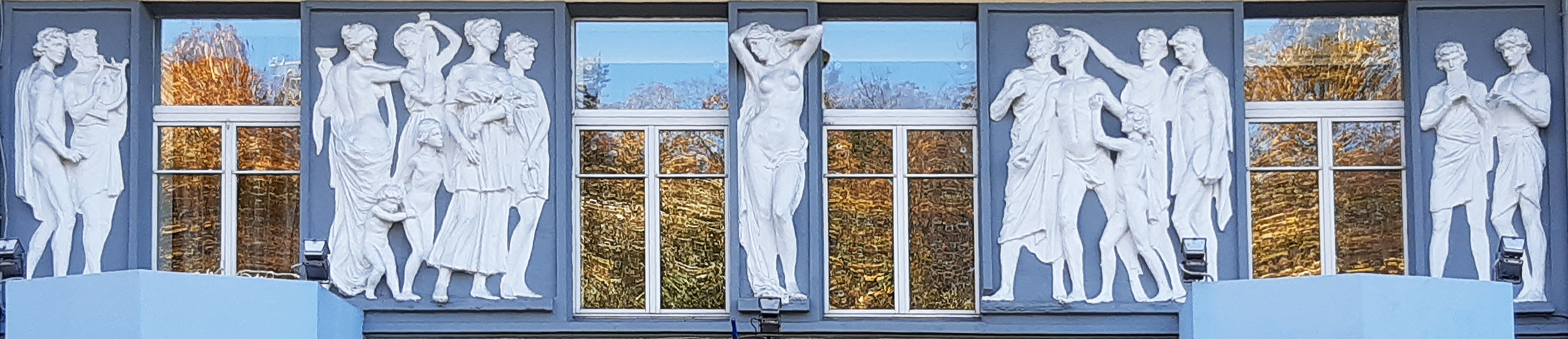
«Поход Фрины», Музейный пер., 4
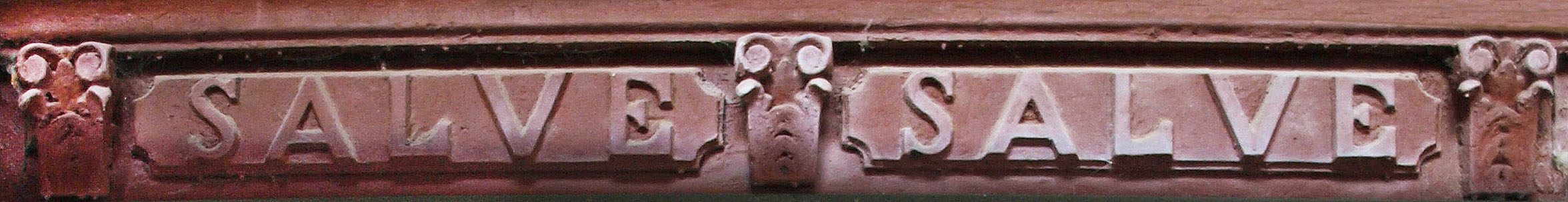
Латинское приветствие «Salve» над дверьми (Ярославов Вал, 26-б)
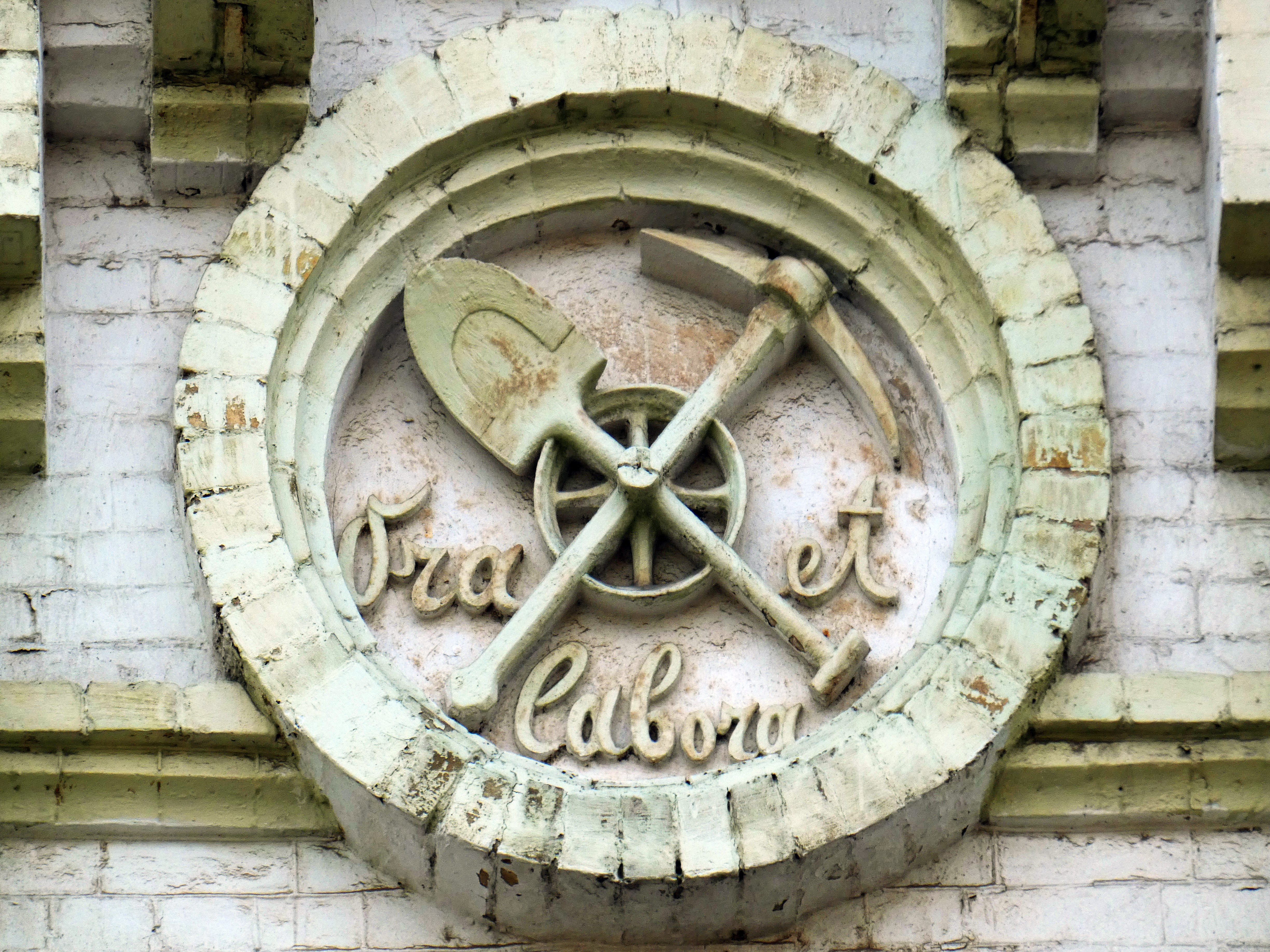
Девиз «Ora et labora», Ярославов Вал, 21-а/20